# David Archuleta
David James Archuleta (ur. 28 grudnia 1990) – amerykański piosenkarz, autor tekstów, muzyk i aktor.
W maju 2008 zajął drugie miejsce w siódmej edycji programu American Idol, otrzymując 44 procent z ponad 97 milionów głosów. Pierwszy singiel Davida Archulety zatytułowany Crush miał swoją premierę 1 sierpnia 2008, już pierwszego dnia sprzedaży wspiął się na 1. miejsce listy Hot Digital Songs. Dnia 11 listopada 2008 roku został oficjalnie wydany jego debiutancki album.
Gościnnie wystąpił w serialach Hannah Montana oraz iCarly jako on sam.

## Dzieciństwo
David Archuleta urodził się w Miami, na Florydzie, jako syn Jeffa Archulety, oraz piosenkarki i tancerki z Hondurasu, Lupe Marie. Ma czworo rodzeństwa. Jego rodzina przeniosła się do Salt Lake Valley, doliny w mieście Sandy, kiedy David miał sześć lat. Dziś mieszka w Murray, uczy się w tamtejszym liceum.
David zaczął śpiewać w wieku sześciu lat, zafascynowany musicalem Les Misérables. „Musical rozpoczął to wszystko”, powiedział. Zaczął publicznie występować, mając 10 lat, kiedy to wziął udział w konkursie talentów stanu Utah, śpiewając I Will Always Love You autorstwa Dolly Parton. Dostał owację na stojąco i zajął pierwsze miejsce w kategorii dziecięcej.
Archuletę zainspirowały oglądane przez niego Kelly Clarkson i Tamyra Gray, które brały udział w pierwszej edycji American Idol. Chciał dzięki temu przekonać się, "jak naprawdę wygląda występowanie przed publicznością i wczucie się w śpiewaną piosenkę". W wieku jedenastu lat, po raz pierwszy pojawił się w telewizji – razem z finalistą pierwszej edycji American Idol, A. J. Gil zaśpiewał piosenkę And I Am Telling You I'm Not Going w Jenny Jones Show. To właśnie dzięki niemu poznał finalistów pierwszego sezonu amerykańskiej wersji Idola w tym: Kelly Clarkson, Justina Guarini oraz Tamyrę Gray. Przed finałowym odcinkiem programu spotkał się z nimi w hotelowym lobby i zaśpiewał a capella fragment And I Am Telling You I'm Not Going, jego krótki występ spotkał się z dużym uznaniem i aplauzem ze strony starszych wokalistów.

## Wpływy muzyczne
Matka Archulety pochodzi z Hondurasu i wiele muzyki, której słuchał w dzieciństwie, zabarwione
było rytmami latynoskim, także występy jego matki, która śpiewała razem z siostrami. Według Davida, była również bardzo dobrą tancerką i
zachęciła go do tańczenia ze starszymi siostrami do muzyki ludowej. Słuchał też jazzu z kolekcji
swojego ojca, gospel, pop, rocka i, jak to określił "ujmującej muzyki", czyli soulu. W późniejszych wywiadach
wspomniał, że jego ojciec był jazzmanem. Wyjawił również, że bardzo lubi oglądać musicale z Broadwayu. Wśród artystów, którzy wywarli na niego duży wpływ wymienił: Natalie Cole, Steviego Wondera, Kirka Franklina i Bryana Adamsa. W wielu wywiadach wyrażał również podziw i uwielbienie dla muzyki: Jasona Mraza, Johna Mayera, Sary Bareilles, Robbiego Williamsa i Natashy Bedingfield.

## American Idol sezon 7
Pod koniec lipca 2008 roku David Archuleta jako siedemnastolatek wziął udział w przesłuchaniu 7. edycji amerykańskiego programu Idol odbywającym się w San Diego. Przed obliczem jurorów (Pauli Abdul, Randy’ego Jacksona i Simona Cowella) zaśpiewał fragment utworu Johna Mayera Waiting on the World to Change. Jego dojrzały i czysty głos, wygląd zewnętrzny i świetny dobór utworu wywarły bardzo dobre wrażenie i sędziowska trójka jednogłośnie zdecydowała, że David Archuleta zasługuje by przejść do następnego etapu przesłuchań odbywającego się w Hollywood. Tam zaśpiewał utwory Gnarls Barkley "Crazy" i Bryana Adamsa "Heaven". Pierwszy raz w historii programu uczestnicy w tym etapie mieli możliwość skorzystania z dowolnego instrumentu muzycznego, utwór "Crazy" w wykonaniu Davida Archulety, podczas którego grał na pianinie został uznany za jeden z najlepszych w tej fazie konkursu. Sam Simon Cowell skomentował go słowem: "niesamowity". Niestety występ ten nie został nigdy wyemitowany ze względu na brak porozumienia co do licencji z oryginalnymi autorami piosenki. Również drugi z występów spotkał się z bardzo entuzjastycznym przyjęciem jurorów, którzy ostatecznie zdecydowali, że David Archuleta powinien znaleźć się w etapie telewizyjnym, gdzie już sami widzowie mieli decydować o pozostaniu lub odpadnięciu uczestników z programu.
Do etapu telewizyjnego, przystąpił jako główny faworyt do wygrania całego tegorocznego konkursu. Jego pierwszy występ na żywo, kiedy zaśpiewał utwór Shop around, te przewidywania w całości potwierdził, zdobywając duże uznanie jurorów. Jednak jego najlepszy dzień miał dopiero nadejść. Przearanżowana wersja utworu Johna Lennona "Imagine" w wykonaniu Davida Archulety z etapu najlepszej 20-tki spotkała się z zachwytem całego otoczenia programu: jurorów, blogerów i widzów. Po zakończeniu konkursu został wybrany w ankiecie serwisu AOL na drugi najlepszy występ całego sezonu. Innymi występami za jakie David Archuleta był najbardziej chwalony przez jurorów i komentatorów były: "The Long and Winding Road", "Smoky Mountain Memories", "Angels", "When You Believe", "Stand by Me", "Love Me Tender", "And So It Goes". Utwór Eltona Johna "Don't Let the Sun Go Down on Me" zaśpiewany przez Archuletę w finale został określony przez Simona Cowella za jego najlepszy występ podczas całego sezonu.
Jako że Archuleta wygrał przedfinałowe losowanie, to on miał prawo ostatniego występu kończącego program (było to uważane za sporą przewagę). Zdecydował się wtedy na powtórzenie występu z wcześniejszego etapu – "Imagine" Johna Lennona, występu nierozerwalnie łączonego od tamtego momentu z jego osobą. Po jego zakończeniu juror Randy Jackson jednoznacznie stwierdził, że David Archuleta jest najlepszym wokalistą tego sezonu. Również Simon Cowell, który przed finałem skłaniał się raczej ku rywalowi Archulety, Davidowi Cookowi, powiedział, że oczekiwał zaciętego pojedynku, ale okazało się, że finał zakończył się nokautem na korzyść młodszego z finalistów. W pofinałowych wywiadach David Cook sam przyznał, że tamten wieczór należał do Archulety: "Muszę się poddać, chłopak (D.A.) świetnie zaśpiewał wszystkie trzy utwory". Ostateczny rezultat siódmego sezonu programu American Idol, czyli porażkę, uznano za dosyć niespodziewany i zaskakujący, a w oczach fanów kompletnie niezasłużony.
David Archuleta oraz jego finałowy rywal byli jedynymi uczestnikami 7. sezonu, którzy na żadnym etapie konkursu nie znaleźli się w najsłabszej trójce (była ona wyjawiana podczas ogłaszania osoby odchodzącej z programu) pod względem otrzymanej liczby głosów i tym samym ani razu nie byli zagrożeni odpadnięciem z rywalizacji.
| Etap          | Etap          | Etap          | Etap          | Etap          | Etap          | Etap          | Etap          | Etap          | Etap          | Etap          | Etap          | Etap          | Etap          | Etap          | Etap          | Etap          | Etap          | Etap          | Etap          | Etap          | Etap          | Etap          | Etap          | Etap          | Etap          | Etap          | Etap          | Etap          | Etap          | Etap          | Etap          | Etap          | Etap          | Etap          | Etap          | Etap          | Etap          | Etap          | Etap          | Etap          | Etap          | Etap          | Etap          | Etap          | Etap          | Etap          | Etap          | Etap          | Etap          | Etap          | Etap          | Etap          | Etap          | Etap          | Etap          | Etap          | Etap          | Etap          | Etap          | Etap          | Etap          | Etap          | Etap          | Etap          | Etap          | Etap          | Etap          | Etap          | Etap          | Etap          | Etap          | Etap          | Etap          | Etap          | Etap          | Etap          | Etap          | Etap          | Etap          | Etap          | Etap          | Etap          | Etap          | Etap          | Etap          | Etap          | Etap          | Etap          | Etap          | Etap          | Etap          | Etap          | Etap          | Etap          | Etap          | Etap          | Etap          | Etap          | Etap          | Temat                                                          | Temat                                                          | Temat                                                          | Temat                                                          | Temat                                                          | Temat                                                          | Temat                                                          | Temat                                                          | Temat                                                          | Temat                                                          | Temat                                                          | Temat                                                          | Temat                                                          | Temat                                                          | Temat                                                          | Temat                                                          | Temat                                                          | Temat                                                          | Temat                                                          | Temat                                                          | Temat                                                          | Temat                                                          | Temat                                                          | Temat                                                          | Temat                                                          | Temat                                                          | Temat                                                          | Temat                                                          | Temat                                                          | Temat                                                          | Temat                                                          | Temat                                                          | Temat                                                          | Temat                                                          | Temat                                                          | Temat                                                          | Temat                                                          | Temat                                                          | Temat                                                          | Temat                                                          | Temat                                                          | Temat                                                          | Temat                                                          | Temat                                                          | Temat                                                          | Temat                                                          | Temat                                                          | Temat                                                          | Temat                                                          | Temat                                                          | Temat                                                          | Temat                                                          | Temat                                                          | Temat                                                          | Temat                                                          | Temat                                                          | Temat                                                          | Temat                                                          | Temat                                                          | Temat                                                          | Temat                                                          | Temat                                                          | Temat                                                          | Temat                                                          | Temat                                                          | Temat                                                          | Temat                                                          | Temat                                                          | Temat                                                          | Temat                                                          | Temat                                                          | Temat                                                          | Temat                                                          | Temat                                                          | Temat                                                          | Temat                                                          | Temat                                                          | Temat                                                          | Temat                                                          | Temat                                                          | Temat                                                          | Temat                                                          | Temat                                                          | Temat                                                          | Temat                                                          | Temat                                                          | Temat                                                          | Temat                                                          | Temat                                                          | Temat                                                          | Temat                                                          | Temat                                                          | Temat                                                          | Temat                                                          | Temat                                                          | Temat                                                          | Temat                                                          | Temat                                                          | Temat                                                          | Temat                                                          | Utwór/Utwory                                                 | Utwór/Utwory                                                 | Utwór/Utwory                                                 | Utwór/Utwory                                                 | Utwór/Utwory                                                 | Utwór/Utwory                                                 | Utwór/Utwory                                                 | Utwór/Utwory                                                 | Utwór/Utwory                                                 | Utwór/Utwory                                                 | Utwór/Utwory                                                 | Utwór/Utwory                                                 | Utwór/Utwory                                                 | Utwór/Utwory                                                 | Utwór/Utwory                                                 | Utwór/Utwory                                                 | Utwór/Utwory                                                 | Utwór/Utwory                                                 | Utwór/Utwory                                                 | Utwór/Utwory                                                 | Utwór/Utwory                                                 | Utwór/Utwory                                                 | Utwór/Utwory                                                 | Utwór/Utwory                                                 | Utwór/Utwory                                                 | Utwór/Utwory                                                 | Utwór/Utwory                                                 | Utwór/Utwory                                                 | Utwór/Utwory                                                 | Utwór/Utwory                                                 | Utwór/Utwory                                                 | Utwór/Utwory                                                 | Utwór/Utwory                                                 | Utwór/Utwory                                                 | Utwór/Utwory                                                 | Utwór/Utwory                                                 | Utwór/Utwory                                                 | Utwór/Utwory                                                 | Utwór/Utwory                                                 | Utwór/Utwory                                                 | Utwór/Utwory                                                 | Utwór/Utwory                                                 | Utwór/Utwory                                                 | Utwór/Utwory                                                 | Utwór/Utwory                                                 | Utwór/Utwory                                                 | Utwór/Utwory                                                 | Utwór/Utwory                                                 | Utwór/Utwory                                                 | Utwór/Utwory                                                 | Utwór/Utwory                                                 | Utwór/Utwory                                                 | Utwór/Utwory                                                 | Utwór/Utwory                                                 | Utwór/Utwory                                                 | Utwór/Utwory                                                 | Utwór/Utwory                                                 | Utwór/Utwory                                                 | Utwór/Utwory                                                 | Utwór/Utwory                                                 | Utwór/Utwory                                                 | Utwór/Utwory                                                 | Utwór/Utwory                                                 | Utwór/Utwory                                                 | Utwór/Utwory                                                 | Utwór/Utwory                                                 | Utwór/Utwory                                                 | Utwór/Utwory                                                 | Utwór/Utwory                                                 | Utwór/Utwory                                                 | Utwór/Utwory                                                 | Utwór/Utwory                                                 | Utwór/Utwory                                                 | Utwór/Utwory                                                 | Utwór/Utwory                                                 | Utwór/Utwory                                                 | Utwór/Utwory                                                 | Utwór/Utwory                                                 | Utwór/Utwory                                                 | Utwór/Utwory                                                 | Utwór/Utwory                                                 | Utwór/Utwory                                                 | Utwór/Utwory                                                 | Utwór/Utwory                                                 | Utwór/Utwory                                                 | Utwór/Utwory                                                 | Utwór/Utwory                                                 | Utwór/Utwory                                                 | Utwór/Utwory                                                 | Utwór/Utwory                                                 | Utwór/Utwory                                                 | Utwór/Utwory                                                 | Utwór/Utwory                                                 | Utwór/Utwory                                                 | Utwór/Utwory                                                 | Utwór/Utwory                                                 | Utwór/Utwory                                                 | Utwór/Utwory                                                 | Utwór/Utwory                                                 | Utwór/Utwory                                                 | Oryginalny wykonawca                                 | Oryginalny wykonawca                                 | Oryginalny wykonawca                                 | Oryginalny wykonawca                                 | Oryginalny wykonawca                                 | Oryginalny wykonawca                                 | Oryginalny wykonawca                                 | Oryginalny wykonawca                                 | Oryginalny wykonawca                                 | Oryginalny wykonawca                                 | Oryginalny wykonawca                                 | Oryginalny wykonawca                                 | Oryginalny wykonawca                                 | Oryginalny wykonawca                                 | Oryginalny wykonawca                                 | Oryginalny wykonawca                                 | Oryginalny wykonawca                                 | Oryginalny wykonawca                                 | Oryginalny wykonawca                                 | Oryginalny wykonawca                                 | Oryginalny wykonawca                                 | Oryginalny wykonawca                                 | Oryginalny wykonawca                                 | Oryginalny wykonawca                                 | Oryginalny wykonawca                                 | Oryginalny wykonawca                                 | Oryginalny wykonawca                                 | Oryginalny wykonawca                                 | Oryginalny wykonawca                                 | Oryginalny wykonawca                                 | Oryginalny wykonawca                                 | Oryginalny wykonawca                                 | Oryginalny wykonawca                                 | Oryginalny wykonawca                                 | Oryginalny wykonawca                                 | Oryginalny wykonawca                                 | Oryginalny wykonawca                                 | Oryginalny wykonawca                                 | Oryginalny wykonawca                                 | Oryginalny wykonawca                                 | Oryginalny wykonawca                                 | Oryginalny wykonawca                                 | Oryginalny wykonawca                                 | Oryginalny wykonawca                                 | Oryginalny wykonawca                                 | Oryginalny wykonawca                                 | Oryginalny wykonawca                                 | Oryginalny wykonawca                                 | Oryginalny wykonawca                                 | Oryginalny wykonawca                                 | Oryginalny wykonawca                                 | Oryginalny wykonawca                                 | Oryginalny wykonawca                                 | Oryginalny wykonawca                                 | Oryginalny wykonawca                                 | Oryginalny wykonawca                                 | Oryginalny wykonawca                                 | Oryginalny wykonawca                                 | Oryginalny wykonawca                                 | Oryginalny wykonawca                                 | Oryginalny wykonawca                                 | Oryginalny wykonawca                                 | Oryginalny wykonawca                                 | Oryginalny wykonawca                                 | Oryginalny wykonawca                                 | Oryginalny wykonawca                                 | Oryginalny wykonawca                                 | Oryginalny wykonawca                                 | Oryginalny wykonawca                                 | Oryginalny wykonawca                                 | Oryginalny wykonawca                                 | Oryginalny wykonawca                                 | Oryginalny wykonawca                                 | Oryginalny wykonawca                                 | Oryginalny wykonawca                                 | Oryginalny wykonawca                                 | Oryginalny wykonawca                                 | Oryginalny wykonawca                                 | Oryginalny wykonawca                                 | Oryginalny wykonawca                                 | Oryginalny wykonawca                                 | Oryginalny wykonawca                                 | Oryginalny wykonawca                                 | Oryginalny wykonawca                                 | Oryginalny wykonawca                                 | Oryginalny wykonawca                                 | Oryginalny wykonawca                                 | Oryginalny wykonawca                                 | Oryginalny wykonawca                                 | Oryginalny wykonawca                                 | Oryginalny wykonawca                                 | Oryginalny wykonawca                                 | Oryginalny wykonawca                                 | Oryginalny wykonawca                                 | Oryginalny wykonawca                                 | Oryginalny wykonawca                                 | Oryginalny wykonawca                                 | Oryginalny wykonawca                                 | Oryginalny wykonawca                                 | Oryginalny wykonawca                                 | Kolejność | Kolejność | Kolejność | Kolejność | Kolejność | Kolejność | Kolejność | Kolejność | Kolejność | Kolejność | Kolejność | Kolejność | Kolejność | Kolejność | Kolejność | Kolejność | Kolejność | Kolejność | Kolejność | Kolejność | Kolejność | Kolejność | Kolejność | Kolejność | Kolejność | Kolejność | Kolejność | Kolejność | Kolejność | Kolejność | Kolejność | Kolejność | Kolejność | Kolejność | Kolejność | Kolejność | Kolejność | Kolejność | Kolejność | Kolejność | Kolejność | Kolejność | Kolejność | Kolejność | Kolejność | Kolejność | Kolejność | Kolejność | Kolejność | Kolejność | Kolejność | Kolejność | Kolejność | Kolejność | Kolejność | Kolejność | Kolejność | Kolejność | Kolejność | Kolejność | Kolejność | Kolejność | Kolejność | Kolejność | Kolejność | Kolejność | Kolejność | Kolejność | Kolejność | Kolejność | Kolejność | Kolejność | Kolejność | Kolejność | Kolejność | Kolejność | Kolejność | Kolejność | Kolejność | Kolejność | Kolejność | Kolejność | Kolejność | Kolejność | Kolejność | Kolejność | Kolejność | Kolejność | Kolejność | Kolejność | Kolejność | Kolejność | Kolejność | Kolejność | Kolejność | Kolejność | Kolejność | Kolejność | Kolejność | Kolejność | Wynik          | Wynik          | Wynik          | Wynik          | Wynik          | Wynik          | Wynik          | Wynik          | Wynik          | Wynik          | Wynik          | Wynik          | Wynik          | Wynik          | Wynik          | Wynik          | Wynik          | Wynik          | Wynik          | Wynik          | Wynik          | Wynik          | Wynik          | Wynik          | Wynik          | Wynik          | Wynik          | Wynik          | Wynik          | Wynik          | Wynik          | Wynik          | Wynik          | Wynik          | Wynik          | Wynik          | Wynik          | Wynik          | Wynik          | Wynik          | Wynik          | Wynik          | Wynik          | Wynik          | Wynik          | Wynik          | Wynik          | Wynik          | Wynik          | Wynik          | Wynik          | Wynik          | Wynik          | Wynik          | Wynik          | Wynik          | Wynik          | Wynik          | Wynik          | Wynik          | Wynik          | Wynik          | Wynik          | Wynik          | Wynik          | Wynik          | Wynik          | Wynik          | Wynik          | Wynik          | Wynik          | Wynik          | Wynik          | Wynik          | Wynik          | Wynik          | Wynik          | Wynik          | Wynik          | Wynik          | Wynik          | Wynik          | Wynik          | Wynik          | Wynik          | Wynik          | Wynik          | Wynik          | Wynik          | Wynik          | Wynik          | Wynik          | Wynik          | Wynik          | Wynik          | Wynik          | Wynik          | Wynik          | Wynik          | Wynik          |
| Przesłuchania | Przesłuchania | Przesłuchania | Przesłuchania | Przesłuchania | Przesłuchania | Przesłuchania | Przesłuchania | Przesłuchania | Przesłuchania | Przesłuchania | Przesłuchania | Przesłuchania | Przesłuchania | Przesłuchania | Przesłuchania | Przesłuchania | Przesłuchania | Przesłuchania | Przesłuchania | Przesłuchania | Przesłuchania | Przesłuchania | Przesłuchania | Przesłuchania | Przesłuchania | Przesłuchania | Przesłuchania | Przesłuchania | Przesłuchania | Przesłuchania | Przesłuchania | Przesłuchania | Przesłuchania | Przesłuchania | Przesłuchania | Przesłuchania | Przesłuchania | Przesłuchania | Przesłuchania | Przesłuchania | Przesłuchania | Przesłuchania | Przesłuchania | Przesłuchania | Przesłuchania | Przesłuchania | Przesłuchania | Przesłuchania | Przesłuchania | Przesłuchania | Przesłuchania | Przesłuchania | Przesłuchania | Przesłuchania | Przesłuchania | Przesłuchania | Przesłuchania | Przesłuchania | Przesłuchania | Przesłuchania | Przesłuchania | Przesłuchania | Przesłuchania | Przesłuchania | Przesłuchania | Przesłuchania | Przesłuchania | Przesłuchania | Przesłuchania | Przesłuchania | Przesłuchania | Przesłuchania | Przesłuchania | Przesłuchania | Przesłuchania | Przesłuchania | Przesłuchania | Przesłuchania | Przesłuchania | Przesłuchania | Przesłuchania | Przesłuchania | Przesłuchania | Przesłuchania | Przesłuchania | Przesłuchania | Przesłuchania | Przesłuchania | Przesłuchania | Przesłuchania | Przesłuchania | Przesłuchania | Przesłuchania | Przesłuchania | Przesłuchania | Przesłuchania | Przesłuchania | Przesłuchania | Przesłuchania | -                                                              | -                                                              | -                                                              | -                                                              | -                                                              | -                                                              | -                                                              | -                                                              | -                                                              | -                                                              | -                                                              | -                                                              | -                                                              | -                                                              | -                                                              | -                                                              | -                                                              | -                                                              | -                                                              | -                                                              | -                                                              | -                                                              | -                                                              | -                                                              | -                                                              | -                                                              | -                                                              | -                                                              | -                                                              | -                                                              | -                                                              | -                                                              | -                                                              | -                                                              | -                                                              | -                                                              | -                                                              | -                                                              | -                                                              | -                                                              | -                                                              | -                                                              | -                                                              | -                                                              | -                                                              | -                                                              | -                                                              | -                                                              | -                                                              | -                                                              | -                                                              | -                                                              | -                                                              | -                                                              | -                                                              | -                                                              | -                                                              | -                                                              | -                                                              | -                                                              | -                                                              | -                                                              | -                                                              | -                                                              | -                                                              | -                                                              | -                                                              | -                                                              | -                                                              | -                                                              | -                                                              | -                                                              | -                                                              | -                                                              | -                                                              | -                                                              | -                                                              | -                                                              | -                                                              | -                                                              | -                                                              | -                                                              | -                                                              | -                                                              | -                                                              | -                                                              | -                                                              | -                                                              | -                                                              | -                                                              | -                                                              | -                                                              | -                                                              | -                                                              | -                                                              | -                                                              | -                                                              | -                                                              | -                                                              | -                                                              | "Waiting on the World to Change"                             | "Waiting on the World to Change"                             | "Waiting on the World to Change"                             | "Waiting on the World to Change"                             | "Waiting on the World to Change"                             | "Waiting on the World to Change"                             | "Waiting on the World to Change"                             | "Waiting on the World to Change"                             | "Waiting on the World to Change"                             | "Waiting on the World to Change"                             | "Waiting on the World to Change"                             | "Waiting on the World to Change"                             | "Waiting on the World to Change"                             | "Waiting on the World to Change"                             | "Waiting on the World to Change"                             | "Waiting on the World to Change"                             | "Waiting on the World to Change"                             | "Waiting on the World to Change"                             | "Waiting on the World to Change"                             | "Waiting on the World to Change"                             | "Waiting on the World to Change"                             | "Waiting on the World to Change"                             | "Waiting on the World to Change"                             | "Waiting on the World to Change"                             | "Waiting on the World to Change"                             | "Waiting on the World to Change"                             | "Waiting on the World to Change"                             | "Waiting on the World to Change"                             | "Waiting on the World to Change"                             | "Waiting on the World to Change"                             | "Waiting on the World to Change"                             | "Waiting on the World to Change"                             | "Waiting on the World to Change"                             | "Waiting on the World to Change"                             | "Waiting on the World to Change"                             | "Waiting on the World to Change"                             | "Waiting on the World to Change"                             | "Waiting on the World to Change"                             | "Waiting on the World to Change"                             | "Waiting on the World to Change"                             | "Waiting on the World to Change"                             | "Waiting on the World to Change"                             | "Waiting on the World to Change"                             | "Waiting on the World to Change"                             | "Waiting on the World to Change"                             | "Waiting on the World to Change"                             | "Waiting on the World to Change"                             | "Waiting on the World to Change"                             | "Waiting on the World to Change"                             | "Waiting on the World to Change"                             | "Waiting on the World to Change"                             | "Waiting on the World to Change"                             | "Waiting on the World to Change"                             | "Waiting on the World to Change"                             | "Waiting on the World to Change"                             | "Waiting on the World to Change"                             | "Waiting on the World to Change"                             | "Waiting on the World to Change"                             | "Waiting on the World to Change"                             | "Waiting on the World to Change"                             | "Waiting on the World to Change"                             | "Waiting on the World to Change"                             | "Waiting on the World to Change"                             | "Waiting on the World to Change"                             | "Waiting on the World to Change"                             | "Waiting on the World to Change"                             | "Waiting on the World to Change"                             | "Waiting on the World to Change"                             | "Waiting on the World to Change"                             | "Waiting on the World to Change"                             | "Waiting on the World to Change"                             | "Waiting on the World to Change"                             | "Waiting on the World to Change"                             | "Waiting on the World to Change"                             | "Waiting on the World to Change"                             | "Waiting on the World to Change"                             | "Waiting on the World to Change"                             | "Waiting on the World to Change"                             | "Waiting on the World to Change"                             | "Waiting on the World to Change"                             | "Waiting on the World to Change"                             | "Waiting on the World to Change"                             | "Waiting on the World to Change"                             | "Waiting on the World to Change"                             | "Waiting on the World to Change"                             | "Waiting on the World to Change"                             | "Waiting on the World to Change"                             | "Waiting on the World to Change"                             | "Waiting on the World to Change"                             | "Waiting on the World to Change"                             | "Waiting on the World to Change"                             | "Waiting on the World to Change"                             | "Waiting on the World to Change"                             | "Waiting on the World to Change"                             | "Waiting on the World to Change"                             | "Waiting on the World to Change"                             | "Waiting on the World to Change"                             | "Waiting on the World to Change"                             | "Waiting on the World to Change"                             | "Waiting on the World to Change"                             | John Mayer                                           | John Mayer                                           | John Mayer                                           | John Mayer                                           | John Mayer                                           | John Mayer                                           | John Mayer                                           | John Mayer                                           | John Mayer                                           | John Mayer                                           | John Mayer                                           | John Mayer                                           | John Mayer                                           | John Mayer                                           | John Mayer                                           | John Mayer                                           | John Mayer                                           | John Mayer                                           | John Mayer                                           | John Mayer                                           | John Mayer                                           | John Mayer                                           | John Mayer                                           | John Mayer                                           | John Mayer                                           | John Mayer                                           | John Mayer                                           | John Mayer                                           | John Mayer                                           | John Mayer                                           | John Mayer                                           | John Mayer                                           | John Mayer                                           | John Mayer                                           | John Mayer                                           | John Mayer                                           | John Mayer                                           | John Mayer                                           | John Mayer                                           | John Mayer                                           | John Mayer                                           | John Mayer                                           | John Mayer                                           | John Mayer                                           | John Mayer                                           | John Mayer                                           | John Mayer                                           | John Mayer                                           | John Mayer                                           | John Mayer                                           | John Mayer                                           | John Mayer                                           | John Mayer                                           | John Mayer                                           | John Mayer                                           | John Mayer                                           | John Mayer                                           | John Mayer                                           | John Mayer                                           | John Mayer                                           | John Mayer                                           | John Mayer                                           | John Mayer                                           | John Mayer                                           | John Mayer                                           | John Mayer                                           | John Mayer                                           | John Mayer                                           | John Mayer                                           | John Mayer                                           | John Mayer                                           | John Mayer                                           | John Mayer                                           | John Mayer                                           | John Mayer                                           | John Mayer                                           | John Mayer                                           | John Mayer                                           | John Mayer                                           | John Mayer                                           | John Mayer                                           | John Mayer                                           | John Mayer                                           | John Mayer                                           | John Mayer                                           | John Mayer                                           | John Mayer                                           | John Mayer                                           | John Mayer                                           | John Mayer                                           | John Mayer                                           | John Mayer                                           | John Mayer                                           | John Mayer                                           | John Mayer                                           | John Mayer                                           | John Mayer                                           | John Mayer                                           | John Mayer                                           | John Mayer                                           | -         | -         | -         | -         | -         | -         | -         | -         | -         | -         | -         | -         | -         | -         | -         | -         | -         | -         | -         | -         | -         | -         | -         | -         | -         | -         | -         | -         | -         | -         | -         | -         | -         | -         | -         | -         | -         | -         | -         | -         | -         | -         | -         | -         | -         | -         | -         | -         | -         | -         | -         | -         | -         | -         | -         | -         | -         | -         | -         | -         | -         | -         | -         | -         | -         | -         | -         | -         | -         | -         | -         | -         | -         | -         | -         | -         | -         | -         | -         | -         | -         | -         | -         | -         | -         | -         | -         | -         | -         | -         | -         | -         | -         | -         | -         | -         | -         | -         | -         | -         | Awans          | Awans          | Awans          | Awans          | Awans          | Awans          | Awans          | Awans          | Awans          | Awans          | Awans          | Awans          | Awans          | Awans          | Awans          | Awans          | Awans          | Awans          | Awans          | Awans          | Awans          | Awans          | Awans          | Awans          | Awans          | Awans          | Awans          | Awans          | Awans          | Awans          | Awans          | Awans          | Awans          | Awans          | Awans          | Awans          | Awans          | Awans          | Awans          | Awans          | Awans          | Awans          | Awans          | Awans          | Awans          | Awans          | Awans          | Awans          | Awans          | Awans          | Awans          | Awans          | Awans          | Awans          | Awans          | Awans          | Awans          | Awans          | Awans          | Awans          | Awans          | Awans          | Awans          | Awans          | Awans          | Awans          | Awans          | Awans          | Awans          | Awans          | Awans          | Awans          | Awans          | Awans          | Awans          | Awans          | Awans          | Awans          | Awans          | Awans          | Awans          | Awans          | Awans          | Awans          | Awans          | Awans          | Awans          | Awans          | Awans          | Awans          | Awans          | Awans          | Awans          | Awans          | Awans          | Awans          | Awans          | Awans          | Awans          | Awans          |
| Hollywood     | Hollywood     | Hollywood     | Hollywood     | Hollywood     | Hollywood     | Hollywood     | Hollywood     | Hollywood     | Hollywood     | Hollywood     | Hollywood     | Hollywood     | Hollywood     | Hollywood     | Hollywood     | Hollywood     | Hollywood     | Hollywood     | Hollywood     | Hollywood     | Hollywood     | Hollywood     | Hollywood     | Hollywood     | Hollywood     | Hollywood     | Hollywood     | Hollywood     | Hollywood     | Hollywood     | Hollywood     | Hollywood     | Hollywood     | Hollywood     | Hollywood     | Hollywood     | Hollywood     | Hollywood     | Hollywood     | Hollywood     | Hollywood     | Hollywood     | Hollywood     | Hollywood     | Hollywood     | Hollywood     | Hollywood     | Hollywood     | Hollywood     | Hollywood     | Hollywood     | Hollywood     | Hollywood     | Hollywood     | Hollywood     | Hollywood     | Hollywood     | Hollywood     | Hollywood     | Hollywood     | Hollywood     | Hollywood     | Hollywood     | Hollywood     | Hollywood     | Hollywood     | Hollywood     | Hollywood     | Hollywood     | Hollywood     | Hollywood     | Hollywood     | Hollywood     | Hollywood     | Hollywood     | Hollywood     | Hollywood     | Hollywood     | Hollywood     | Hollywood     | Hollywood     | Hollywood     | Hollywood     | Hollywood     | Hollywood     | Hollywood     | Hollywood     | Hollywood     | Hollywood     | Hollywood     | Hollywood     | Hollywood     | Hollywood     | Hollywood     | Hollywood     | Hollywood     | Hollywood     | Hollywood     | Hollywood     | -                                                              | -                                                              | -                                                              | -                                                              | -                                                              | -                                                              | -                                                              | -                                                              | -                                                              | -                                                              | -                                                              | -                                                              | -                                                              | -                                                              | -                                                              | -                                                              | -                                                              | -                                                              | -                                                              | -                                                              | -                                                              | -                                                              | -                                                              | -                                                              | -                                                              | -                                                              | -                                                              | -                                                              | -                                                              | -                                                              | -                                                              | -                                                              | -                                                              | -                                                              | -                                                              | -                                                              | -                                                              | -                                                              | -                                                              | -                                                              | -                                                              | -                                                              | -                                                              | -                                                              | -                                                              | -                                                              | -                                                              | -                                                              | -                                                              | -                                                              | -                                                              | -                                                              | -                                                              | -                                                              | -                                                              | -                                                              | -                                                              | -                                                              | -                                                              | -                                                              | -                                                              | -                                                              | -                                                              | -                                                              | -                                                              | -                                                              | -                                                              | -                                                              | -                                                              | -                                                              | -                                                              | -                                                              | -                                                              | -                                                              | -                                                              | -                                                              | -                                                              | -                                                              | -                                                              | -                                                              | -                                                              | -                                                              | -                                                              | -                                                              | -                                                              | -                                                              | -                                                              | -                                                              | -                                                              | -                                                              | -                                                              | -                                                              | -                                                              | -                                                              | -                                                              | -                                                              | -                                                              | -                                                              | -                                                              | -                                                              | "Crazy"                                                      | "Crazy"                                                      | "Crazy"                                                      | "Crazy"                                                      | "Crazy"                                                      | "Crazy"                                                      | "Crazy"                                                      | "Crazy"                                                      | "Crazy"                                                      | "Crazy"                                                      | "Crazy"                                                      | "Crazy"                                                      | "Crazy"                                                      | "Crazy"                                                      | "Crazy"                                                      | "Crazy"                                                      | "Crazy"                                                      | "Crazy"                                                      | "Crazy"                                                      | "Crazy"                                                      | "Crazy"                                                      | "Crazy"                                                      | "Crazy"                                                      | "Crazy"                                                      | "Crazy"                                                      | "Crazy"                                                      | "Crazy"                                                      | "Crazy"                                                      | "Crazy"                                                      | "Crazy"                                                      | "Crazy"                                                      | "Crazy"                                                      | "Crazy"                                                      | "Crazy"                                                      | "Crazy"                                                      | "Crazy"                                                      | "Crazy"                                                      | "Crazy"                                                      | "Crazy"                                                      | "Crazy"                                                      | "Crazy"                                                      | "Crazy"                                                      | "Crazy"                                                      | "Crazy"                                                      | "Crazy"                                                      | "Crazy"                                                      | "Crazy"                                                      | "Crazy"                                                      | "Crazy"                                                      | "Crazy"                                                      | "Crazy"                                                      | "Crazy"                                                      | "Crazy"                                                      | "Crazy"                                                      | "Crazy"                                                      | "Crazy"                                                      | "Crazy"                                                      | "Crazy"                                                      | "Crazy"                                                      | "Crazy"                                                      | "Crazy"                                                      | "Crazy"                                                      | "Crazy"                                                      | "Crazy"                                                      | "Crazy"                                                      | "Crazy"                                                      | "Crazy"                                                      | "Crazy"                                                      | "Crazy"                                                      | "Crazy"                                                      | "Crazy"                                                      | "Crazy"                                                      | "Crazy"                                                      | "Crazy"                                                      | "Crazy"                                                      | "Crazy"                                                      | "Crazy"                                                      | "Crazy"                                                      | "Crazy"                                                      | "Crazy"                                                      | "Crazy"                                                      | "Crazy"                                                      | "Crazy"                                                      | "Crazy"                                                      | "Crazy"                                                      | "Crazy"                                                      | "Crazy"                                                      | "Crazy"                                                      | "Crazy"                                                      | "Crazy"                                                      | "Crazy"                                                      | "Crazy"                                                      | "Crazy"                                                      | "Crazy"                                                      | "Crazy"                                                      | "Crazy"                                                      | "Crazy"                                                      | "Crazy"                                                      | "Crazy"                                                      | "Crazy"                                                      | Gnarls Barkley                                       | Gnarls Barkley                                       | Gnarls Barkley                                       | Gnarls Barkley                                       | Gnarls Barkley                                       | Gnarls Barkley                                       | Gnarls Barkley                                       | Gnarls Barkley                                       | Gnarls Barkley                                       | Gnarls Barkley                                       | Gnarls Barkley                                       | Gnarls Barkley                                       | Gnarls Barkley                                       | Gnarls Barkley                                       | Gnarls Barkley                                       | Gnarls Barkley                                       | Gnarls Barkley                                       | Gnarls Barkley                                       | Gnarls Barkley                                       | Gnarls Barkley                                       | Gnarls Barkley                                       | Gnarls Barkley                                       | Gnarls Barkley                                       | Gnarls Barkley                                       | Gnarls Barkley                                       | Gnarls Barkley                                       | Gnarls Barkley                                       | Gnarls Barkley                                       | Gnarls Barkley                                       | Gnarls Barkley                                       | Gnarls Barkley                                       | Gnarls Barkley                                       | Gnarls Barkley                                       | Gnarls Barkley                                       | Gnarls Barkley                                       | Gnarls Barkley                                       | Gnarls Barkley                                       | Gnarls Barkley                                       | Gnarls Barkley                                       | Gnarls Barkley                                       | Gnarls Barkley                                       | Gnarls Barkley                                       | Gnarls Barkley                                       | Gnarls Barkley                                       | Gnarls Barkley                                       | Gnarls Barkley                                       | Gnarls Barkley                                       | Gnarls Barkley                                       | Gnarls Barkley                                       | Gnarls Barkley                                       | Gnarls Barkley                                       | Gnarls Barkley                                       | Gnarls Barkley                                       | Gnarls Barkley                                       | Gnarls Barkley                                       | Gnarls Barkley                                       | Gnarls Barkley                                       | Gnarls Barkley                                       | Gnarls Barkley                                       | Gnarls Barkley                                       | Gnarls Barkley                                       | Gnarls Barkley                                       | Gnarls Barkley                                       | Gnarls Barkley                                       | Gnarls Barkley                                       | Gnarls Barkley                                       | Gnarls Barkley                                       | Gnarls Barkley                                       | Gnarls Barkley                                       | Gnarls Barkley                                       | Gnarls Barkley                                       | Gnarls Barkley                                       | Gnarls Barkley                                       | Gnarls Barkley                                       | Gnarls Barkley                                       | Gnarls Barkley                                       | Gnarls Barkley                                       | Gnarls Barkley                                       | Gnarls Barkley                                       | Gnarls Barkley                                       | Gnarls Barkley                                       | Gnarls Barkley                                       | Gnarls Barkley                                       | Gnarls Barkley                                       | Gnarls Barkley                                       | Gnarls Barkley                                       | Gnarls Barkley                                       | Gnarls Barkley                                       | Gnarls Barkley                                       | Gnarls Barkley                                       | Gnarls Barkley                                       | Gnarls Barkley                                       | Gnarls Barkley                                       | Gnarls Barkley                                       | Gnarls Barkley                                       | Gnarls Barkley                                       | Gnarls Barkley                                       | Gnarls Barkley                                       | Gnarls Barkley                                       | Gnarls Barkley                                       | -         | -         | -         | -         | -         | -         | -         | -         | -         | -         | -         | -         | -         | -         | -         | -         | -         | -         | -         | -         | -         | -         | -         | -         | -         | -         | -         | -         | -         | -         | -         | -         | -         | -         | -         | -         | -         | -         | -         | -         | -         | -         | -         | -         | -         | -         | -         | -         | -         | -         | -         | -         | -         | -         | -         | -         | -         | -         | -         | -         | -         | -         | -         | -         | -         | -         | -         | -         | -         | -         | -         | -         | -         | -         | -         | -         | -         | -         | -         | -         | -         | -         | -         | -         | -         | -         | -         | -         | -         | -         | -         | -         | -         | -         | -         | -         | -         | -         | -         | -         | Awans          | Awans          | Awans          | Awans          | Awans          | Awans          | Awans          | Awans          | Awans          | Awans          | Awans          | Awans          | Awans          | Awans          | Awans          | Awans          | Awans          | Awans          | Awans          | Awans          | Awans          | Awans          | Awans          | Awans          | Awans          | Awans          | Awans          | Awans          | Awans          | Awans          | Awans          | Awans          | Awans          | Awans          | Awans          | Awans          | Awans          | Awans          | Awans          | Awans          | Awans          | Awans          | Awans          | Awans          | Awans          | Awans          | Awans          | Awans          | Awans          | Awans          | Awans          | Awans          | Awans          | Awans          | Awans          | Awans          | Awans          | Awans          | Awans          | Awans          | Awans          | Awans          | Awans          | Awans          | Awans          | Awans          | Awans          | Awans          | Awans          | Awans          | Awans          | Awans          | Awans          | Awans          | Awans          | Awans          | Awans          | Awans          | Awans          | Awans          | Awans          | Awans          | Awans          | Awans          | Awans          | Awans          | Awans          | Awans          | Awans          | Awans          | Awans          | Awans          | Awans          | Awans          | Awans          | Awans          | Awans          | Awans          | Awans          | Awans          |
| Top 50        | Top 50        | Top 50        | Top 50        | Top 50        | Top 50        | Top 50        | Top 50        | Top 50        | Top 50        | Top 50        | Top 50        | Top 50        | Top 50        | Top 50        | Top 50        | Top 50        | Top 50        | Top 50        | Top 50        | Top 50        | Top 50        | Top 50        | Top 50        | Top 50        | Top 50        | Top 50        | Top 50        | Top 50        | Top 50        | Top 50        | Top 50        | Top 50        | Top 50        | Top 50        | Top 50        | Top 50        | Top 50        | Top 50        | Top 50        | Top 50        | Top 50        | Top 50        | Top 50        | Top 50        | Top 50        | Top 50        | Top 50        | Top 50        | Top 50        | Top 50        | Top 50        | Top 50        | Top 50        | Top 50        | Top 50        | Top 50        | Top 50        | Top 50        | Top 50        | Top 50        | Top 50        | Top 50        | Top 50        | Top 50        | Top 50        | Top 50        | Top 50        | Top 50        | Top 50        | Top 50        | Top 50        | Top 50        | Top 50        | Top 50        | Top 50        | Top 50        | Top 50        | Top 50        | Top 50        | Top 50        | Top 50        | Top 50        | Top 50        | Top 50        | Top 50        | Top 50        | Top 50        | Top 50        | Top 50        | Top 50        | Top 50        | Top 50        | Top 50        | Top 50        | Top 50        | Top 50        | Top 50        | Top 50        | Top 50        | -                                                              | -                                                              | -                                                              | -                                                              | -                                                              | -                                                              | -                                                              | -                                                              | -                                                              | -                                                              | -                                                              | -                                                              | -                                                              | -                                                              | -                                                              | -                                                              | -                                                              | -                                                              | -                                                              | -                                                              | -                                                              | -                                                              | -                                                              | -                                                              | -                                                              | -                                                              | -                                                              | -                                                              | -                                                              | -                                                              | -                                                              | -                                                              | -                                                              | -                                                              | -                                                              | -                                                              | -                                                              | -                                                              | -                                                              | -                                                              | -                                                              | -                                                              | -                                                              | -                                                              | -                                                              | -                                                              | -                                                              | -                                                              | -                                                              | -                                                              | -                                                              | -                                                              | -                                                              | -                                                              | -                                                              | -                                                              | -                                                              | -                                                              | -                                                              | -                                                              | -                                                              | -                                                              | -                                                              | -                                                              | -                                                              | -                                                              | -                                                              | -                                                              | -                                                              | -                                                              | -                                                              | -                                                              | -                                                              | -                                                              | -                                                              | -                                                              | -                                                              | -                                                              | -                                                              | -                                                              | -                                                              | -                                                              | -                                                              | -                                                              | -                                                              | -                                                              | -                                                              | -                                                              | -                                                              | -                                                              | -                                                              | -                                                              | -                                                              | -                                                              | -                                                              | -                                                              | -                                                              | -                                                              | -                                                              | -                                                              | "Heaven"                                                     | "Heaven"                                                     | "Heaven"                                                     | "Heaven"                                                     | "Heaven"                                                     | "Heaven"                                                     | "Heaven"                                                     | "Heaven"                                                     | "Heaven"                                                     | "Heaven"                                                     | "Heaven"                                                     | "Heaven"                                                     | "Heaven"                                                     | "Heaven"                                                     | "Heaven"                                                     | "Heaven"                                                     | "Heaven"                                                     | "Heaven"                                                     | "Heaven"                                                     | "Heaven"                                                     | "Heaven"                                                     | "Heaven"                                                     | "Heaven"                                                     | "Heaven"                                                     | "Heaven"                                                     | "Heaven"                                                     | "Heaven"                                                     | "Heaven"                                                     | "Heaven"                                                     | "Heaven"                                                     | "Heaven"                                                     | "Heaven"                                                     | "Heaven"                                                     | "Heaven"                                                     | "Heaven"                                                     | "Heaven"                                                     | "Heaven"                                                     | "Heaven"                                                     | "Heaven"                                                     | "Heaven"                                                     | "Heaven"                                                     | "Heaven"                                                     | "Heaven"                                                     | "Heaven"                                                     | "Heaven"                                                     | "Heaven"                                                     | "Heaven"                                                     | "Heaven"                                                     | "Heaven"                                                     | "Heaven"                                                     | "Heaven"                                                     | "Heaven"                                                     | "Heaven"                                                     | "Heaven"                                                     | "Heaven"                                                     | "Heaven"                                                     | "Heaven"                                                     | "Heaven"                                                     | "Heaven"                                                     | "Heaven"                                                     | "Heaven"                                                     | "Heaven"                                                     | "Heaven"                                                     | "Heaven"                                                     | "Heaven"                                                     | "Heaven"                                                     | "Heaven"                                                     | "Heaven"                                                     | "Heaven"                                                     | "Heaven"                                                     | "Heaven"                                                     | "Heaven"                                                     | "Heaven"                                                     | "Heaven"                                                     | "Heaven"                                                     | "Heaven"                                                     | "Heaven"                                                     | "Heaven"                                                     | "Heaven"                                                     | "Heaven"                                                     | "Heaven"                                                     | "Heaven"                                                     | "Heaven"                                                     | "Heaven"                                                     | "Heaven"                                                     | "Heaven"                                                     | "Heaven"                                                     | "Heaven"                                                     | "Heaven"                                                     | "Heaven"                                                     | "Heaven"                                                     | "Heaven"                                                     | "Heaven"                                                     | "Heaven"                                                     | "Heaven"                                                     | "Heaven"                                                     | "Heaven"                                                     | "Heaven"                                                     | "Heaven"                                                     | "Heaven"                                                     | Bryan Adams                                          | Bryan Adams                                          | Bryan Adams                                          | Bryan Adams                                          | Bryan Adams                                          | Bryan Adams                                          | Bryan Adams                                          | Bryan Adams                                          | Bryan Adams                                          | Bryan Adams                                          | Bryan Adams                                          | Bryan Adams                                          | Bryan Adams                                          | Bryan Adams                                          | Bryan Adams                                          | Bryan Adams                                          | Bryan Adams                                          | Bryan Adams                                          | Bryan Adams                                          | Bryan Adams                                          | Bryan Adams                                          | Bryan Adams                                          | Bryan Adams                                          | Bryan Adams                                          | Bryan Adams                                          | Bryan Adams                                          | Bryan Adams                                          | Bryan Adams                                          | Bryan Adams                                          | Bryan Adams                                          | Bryan Adams                                          | Bryan Adams                                          | Bryan Adams                                          | Bryan Adams                                          | Bryan Adams                                          | Bryan Adams                                          | Bryan Adams                                          | Bryan Adams                                          | Bryan Adams                                          | Bryan Adams                                          | Bryan Adams                                          | Bryan Adams                                          | Bryan Adams                                          | Bryan Adams                                          | Bryan Adams                                          | Bryan Adams                                          | Bryan Adams                                          | Bryan Adams                                          | Bryan Adams                                          | Bryan Adams                                          | Bryan Adams                                          | Bryan Adams                                          | Bryan Adams                                          | Bryan Adams                                          | Bryan Adams                                          | Bryan Adams                                          | Bryan Adams                                          | Bryan Adams                                          | Bryan Adams                                          | Bryan Adams                                          | Bryan Adams                                          | Bryan Adams                                          | Bryan Adams                                          | Bryan Adams                                          | Bryan Adams                                          | Bryan Adams                                          | Bryan Adams                                          | Bryan Adams                                          | Bryan Adams                                          | Bryan Adams                                          | Bryan Adams                                          | Bryan Adams                                          | Bryan Adams                                          | Bryan Adams                                          | Bryan Adams                                          | Bryan Adams                                          | Bryan Adams                                          | Bryan Adams                                          | Bryan Adams                                          | Bryan Adams                                          | Bryan Adams                                          | Bryan Adams                                          | Bryan Adams                                          | Bryan Adams                                          | Bryan Adams                                          | Bryan Adams                                          | Bryan Adams                                          | Bryan Adams                                          | Bryan Adams                                          | Bryan Adams                                          | Bryan Adams                                          | Bryan Adams                                          | Bryan Adams                                          | Bryan Adams                                          | Bryan Adams                                          | Bryan Adams                                          | Bryan Adams                                          | Bryan Adams                                          | Bryan Adams                                          | Bryan Adams                                          | -         | -         | -         | -         | -         | -         | -         | -         | -         | -         | -         | -         | -         | -         | -         | -         | -         | -         | -         | -         | -         | -         | -         | -         | -         | -         | -         | -         | -         | -         | -         | -         | -         | -         | -         | -         | -         | -         | -         | -         | -         | -         | -         | -         | -         | -         | -         | -         | -         | -         | -         | -         | -         | -         | -         | -         | -         | -         | -         | -         | -         | -         | -         | -         | -         | -         | -         | -         | -         | -         | -         | -         | -         | -         | -         | -         | -         | -         | -         | -         | -         | -         | -         | -         | -         | -         | -         | -         | -         | -         | -         | -         | -         | -         | -         | -         | -         | -         | -         | -         | Awans          | Awans          | Awans          | Awans          | Awans          | Awans          | Awans          | Awans          | Awans          | Awans          | Awans          | Awans          | Awans          | Awans          | Awans          | Awans          | Awans          | Awans          | Awans          | Awans          | Awans          | Awans          | Awans          | Awans          | Awans          | Awans          | Awans          | Awans          | Awans          | Awans          | Awans          | Awans          | Awans          | Awans          | Awans          | Awans          | Awans          | Awans          | Awans          | Awans          | Awans          | Awans          | Awans          | Awans          | Awans          | Awans          | Awans          | Awans          | Awans          | Awans          | Awans          | Awans          | Awans          | Awans          | Awans          | Awans          | Awans          | Awans          | Awans          | Awans          | Awans          | Awans          | Awans          | Awans          | Awans          | Awans          | Awans          | Awans          | Awans          | Awans          | Awans          | Awans          | Awans          | Awans          | Awans          | Awans          | Awans          | Awans          | Awans          | Awans          | Awans          | Awans          | Awans          | Awans          | Awans          | Awans          | Awans          | Awans          | Awans          | Awans          | Awans          | Awans          | Awans          | Awans          | Awans          | Awans          | Awans          | Awans          | Awans          | Awans          |
| Top 24        | Top 24        | Top 24        | Top 24        | Top 24        | Top 24        | Top 24        | Top 24        | Top 24        | Top 24        | Top 24        | Top 24        | Top 24        | Top 24        | Top 24        | Top 24        | Top 24        | Top 24        | Top 24        | Top 24        | Top 24        | Top 24        | Top 24        | Top 24        | Top 24        | Top 24        | Top 24        | Top 24        | Top 24        | Top 24        | Top 24        | Top 24        | Top 24        | Top 24        | Top 24        | Top 24        | Top 24        | Top 24        | Top 24        | Top 24        | Top 24        | Top 24        | Top 24        | Top 24        | Top 24        | Top 24        | Top 24        | Top 24        | Top 24        | Top 24        | Top 24        | Top 24        | Top 24        | Top 24        | Top 24        | Top 24        | Top 24        | Top 24        | Top 24        | Top 24        | Top 24        | Top 24        | Top 24        | Top 24        | Top 24        | Top 24        | Top 24        | Top 24        | Top 24        | Top 24        | Top 24        | Top 24        | Top 24        | Top 24        | Top 24        | Top 24        | Top 24        | Top 24        | Top 24        | Top 24        | Top 24        | Top 24        | Top 24        | Top 24        | Top 24        | Top 24        | Top 24        | Top 24        | Top 24        | Top 24        | Top 24        | Top 24        | Top 24        | Top 24        | Top 24        | Top 24        | Top 24        | Top 24        | Top 24        | Top 24        | lata 60.                                                       | lata 60.                                                       | lata 60.                                                       | lata 60.                                                       | lata 60.                                                       | lata 60.                                                       | lata 60.                                                       | lata 60.                                                       | lata 60.                                                       | lata 60.                                                       | lata 60.                                                       | lata 60.                                                       | lata 60.                                                       | lata 60.                                                       | lata 60.                                                       | lata 60.                                                       | lata 60.                                                       | lata 60.                                                       | lata 60.                                                       | lata 60.                                                       | lata 60.                                                       | lata 60.                                                       | lata 60.                                                       | lata 60.                                                       | lata 60.                                                       | lata 60.                                                       | lata 60.                                                       | lata 60.                                                       | lata 60.                                                       | lata 60.                                                       | lata 60.                                                       | lata 60.                                                       | lata 60.                                                       | lata 60.                                                       | lata 60.                                                       | lata 60.                                                       | lata 60.                                                       | lata 60.                                                       | lata 60.                                                       | lata 60.                                                       | lata 60.                                                       | lata 60.                                                       | lata 60.                                                       | lata 60.                                                       | lata 60.                                                       | lata 60.                                                       | lata 60.                                                       | lata 60.                                                       | lata 60.                                                       | lata 60.                                                       | lata 60.                                                       | lata 60.                                                       | lata 60.                                                       | lata 60.                                                       | lata 60.                                                       | lata 60.                                                       | lata 60.                                                       | lata 60.                                                       | lata 60.                                                       | lata 60.                                                       | lata 60.                                                       | lata 60.                                                       | lata 60.                                                       | lata 60.                                                       | lata 60.                                                       | lata 60.                                                       | lata 60.                                                       | lata 60.                                                       | lata 60.                                                       | lata 60.                                                       | lata 60.                                                       | lata 60.                                                       | lata 60.                                                       | lata 60.                                                       | lata 60.                                                       | lata 60.                                                       | lata 60.                                                       | lata 60.                                                       | lata 60.                                                       | lata 60.                                                       | lata 60.                                                       | lata 60.                                                       | lata 60.                                                       | lata 60.                                                       | lata 60.                                                       | lata 60.                                                       | lata 60.                                                       | lata 60.                                                       | lata 60.                                                       | lata 60.                                                       | lata 60.                                                       | lata 60.                                                       | lata 60.                                                       | lata 60.                                                       | lata 60.                                                       | lata 60.                                                       | lata 60.                                                       | lata 60.                                                       | lata 60.                                                       | lata 60.                                                       | "Shop Around"                                                | "Shop Around"                                                | "Shop Around"                                                | "Shop Around"                                                | "Shop Around"                                                | "Shop Around"                                                | "Shop Around"                                                | "Shop Around"                                                | "Shop Around"                                                | "Shop Around"                                                | "Shop Around"                                                | "Shop Around"                                                | "Shop Around"                                                | "Shop Around"                                                | "Shop Around"                                                | "Shop Around"                                                | "Shop Around"                                                | "Shop Around"                                                | "Shop Around"                                                | "Shop Around"                                                | "Shop Around"                                                | "Shop Around"                                                | "Shop Around"                                                | "Shop Around"                                                | "Shop Around"                                                | "Shop Around"                                                | "Shop Around"                                                | "Shop Around"                                                | "Shop Around"                                                | "Shop Around"                                                | "Shop Around"                                                | "Shop Around"                                                | "Shop Around"                                                | "Shop Around"                                                | "Shop Around"                                                | "Shop Around"                                                | "Shop Around"                                                | "Shop Around"                                                | "Shop Around"                                                | "Shop Around"                                                | "Shop Around"                                                | "Shop Around"                                                | "Shop Around"                                                | "Shop Around"                                                | "Shop Around"                                                | "Shop Around"                                                | "Shop Around"                                                | "Shop Around"                                                | "Shop Around"                                                | "Shop Around"                                                | "Shop Around"                                                | "Shop Around"                                                | "Shop Around"                                                | "Shop Around"                                                | "Shop Around"                                                | "Shop Around"                                                | "Shop Around"                                                | "Shop Around"                                                | "Shop Around"                                                | "Shop Around"                                                | "Shop Around"                                                | "Shop Around"                                                | "Shop Around"                                                | "Shop Around"                                                | "Shop Around"                                                | "Shop Around"                                                | "Shop Around"                                                | "Shop Around"                                                | "Shop Around"                                                | "Shop Around"                                                | "Shop Around"                                                | "Shop Around"                                                | "Shop Around"                                                | "Shop Around"                                                | "Shop Around"                                                | "Shop Around"                                                | "Shop Around"                                                | "Shop Around"                                                | "Shop Around"                                                | "Shop Around"                                                | "Shop Around"                                                | "Shop Around"                                                | "Shop Around"                                                | "Shop Around"                                                | "Shop Around"                                                | "Shop Around"                                                | "Shop Around"                                                | "Shop Around"                                                | "Shop Around"                                                | "Shop Around"                                                | "Shop Around"                                                | "Shop Around"                                                | "Shop Around"                                                | "Shop Around"                                                | "Shop Around"                                                | "Shop Around"                                                | "Shop Around"                                                | "Shop Around"                                                | "Shop Around"                                                | "Shop Around"                                                | The Miracles                                         | The Miracles                                         | The Miracles                                         | The Miracles                                         | The Miracles                                         | The Miracles                                         | The Miracles                                         | The Miracles                                         | The Miracles                                         | The Miracles                                         | The Miracles                                         | The Miracles                                         | The Miracles                                         | The Miracles                                         | The Miracles                                         | The Miracles                                         | The Miracles                                         | The Miracles                                         | The Miracles                                         | The Miracles                                         | The Miracles                                         | The Miracles                                         | The Miracles                                         | The Miracles                                         | The Miracles                                         | The Miracles                                         | The Miracles                                         | The Miracles                                         | The Miracles                                         | The Miracles                                         | The Miracles                                         | The Miracles                                         | The Miracles                                         | The Miracles                                         | The Miracles                                         | The Miracles                                         | The Miracles                                         | The Miracles                                         | The Miracles                                         | The Miracles                                         | The Miracles                                         | The Miracles                                         | The Miracles                                         | The Miracles                                         | The Miracles                                         | The Miracles                                         | The Miracles                                         | The Miracles                                         | The Miracles                                         | The Miracles                                         | The Miracles                                         | The Miracles                                         | The Miracles                                         | The Miracles                                         | The Miracles                                         | The Miracles                                         | The Miracles                                         | The Miracles                                         | The Miracles                                         | The Miracles                                         | The Miracles                                         | The Miracles                                         | The Miracles                                         | The Miracles                                         | The Miracles                                         | The Miracles                                         | The Miracles                                         | The Miracles                                         | The Miracles                                         | The Miracles                                         | The Miracles                                         | The Miracles                                         | The Miracles                                         | The Miracles                                         | The Miracles                                         | The Miracles                                         | The Miracles                                         | The Miracles                                         | The Miracles                                         | The Miracles                                         | The Miracles                                         | The Miracles                                         | The Miracles                                         | The Miracles                                         | The Miracles                                         | The Miracles                                         | The Miracles                                         | The Miracles                                         | The Miracles                                         | The Miracles                                         | The Miracles                                         | The Miracles                                         | The Miracles                                         | The Miracles                                         | The Miracles                                         | The Miracles                                         | The Miracles                                         | The Miracles                                         | The Miracles                                         | The Miracles                                         | 6         | 6         | 6         | 6         | 6         | 6         | 6         | 6         | 6         | 6         | 6         | 6         | 6         | 6         | 6         | 6         | 6         | 6         | 6         | 6         | 6         | 6         | 6         | 6         | 6         | 6         | 6         | 6         | 6         | 6         | 6         | 6         | 6         | 6         | 6         | 6         | 6         | 6         | 6         | 6         | 6         | 6         | 6         | 6         | 6         | 6         | 6         | 6         | 6         | 6         | 6         | 6         | 6         | 6         | 6         | 6         | 6         | 6         | 6         | 6         | 6         | 6         | 6         | 6         | 6         | 6         | 6         | 6         | 6         | 6         | 6         | 6         | 6         | 6         | 6         | 6         | 6         | 6         | 6         | 6         | 6         | 6         | 6         | 6         | 6         | 6         | 6         | 6         | 6         | 6         | 6         | 6         | 6         | 6         | 6         | 6         | 6         | 6         | 6         | 6         | Bezpieczny     | Bezpieczny     | Bezpieczny     | Bezpieczny     | Bezpieczny     | Bezpieczny     | Bezpieczny     | Bezpieczny     | Bezpieczny     | Bezpieczny     | Bezpieczny     | Bezpieczny     | Bezpieczny     | Bezpieczny     | Bezpieczny     | Bezpieczny     | Bezpieczny     | Bezpieczny     | Bezpieczny     | Bezpieczny     | Bezpieczny     | Bezpieczny     | Bezpieczny     | Bezpieczny     | Bezpieczny     | Bezpieczny     | Bezpieczny     | Bezpieczny     | Bezpieczny     | Bezpieczny     | Bezpieczny     | Bezpieczny     | Bezpieczny     | Bezpieczny     | Bezpieczny     | Bezpieczny     | Bezpieczny     | Bezpieczny     | Bezpieczny     | Bezpieczny     | Bezpieczny     | Bezpieczny     | Bezpieczny     | Bezpieczny     | Bezpieczny     | Bezpieczny     | Bezpieczny     | Bezpieczny     | Bezpieczny     | Bezpieczny     | Bezpieczny     | Bezpieczny     | Bezpieczny     | Bezpieczny     | Bezpieczny     | Bezpieczny     | Bezpieczny     | Bezpieczny     | Bezpieczny     | Bezpieczny     | Bezpieczny     | Bezpieczny     | Bezpieczny     | Bezpieczny     | Bezpieczny     | Bezpieczny     | Bezpieczny     | Bezpieczny     | Bezpieczny     | Bezpieczny     | Bezpieczny     | Bezpieczny     | Bezpieczny     | Bezpieczny     | Bezpieczny     | Bezpieczny     | Bezpieczny     | Bezpieczny     | Bezpieczny     | Bezpieczny     | Bezpieczny     | Bezpieczny     | Bezpieczny     | Bezpieczny     | Bezpieczny     | Bezpieczny     | Bezpieczny     | Bezpieczny     | Bezpieczny     | Bezpieczny     | Bezpieczny     | Bezpieczny     | Bezpieczny     | Bezpieczny     | Bezpieczny     | Bezpieczny     | Bezpieczny     | Bezpieczny     | Bezpieczny     | Bezpieczny     |
| Top 20        | Top 20        | Top 20        | Top 20        | Top 20        | Top 20        | Top 20        | Top 20        | Top 20        | Top 20        | Top 20        | Top 20        | Top 20        | Top 20        | Top 20        | Top 20        | Top 20        | Top 20        | Top 20        | Top 20        | Top 20        | Top 20        | Top 20        | Top 20        | Top 20        | Top 20        | Top 20        | Top 20        | Top 20        | Top 20        | Top 20        | Top 20        | Top 20        | Top 20        | Top 20        | Top 20        | Top 20        | Top 20        | Top 20        | Top 20        | Top 20        | Top 20        | Top 20        | Top 20        | Top 20        | Top 20        | Top 20        | Top 20        | Top 20        | Top 20        | Top 20        | Top 20        | Top 20        | Top 20        | Top 20        | Top 20        | Top 20        | Top 20        | Top 20        | Top 20        | Top 20        | Top 20        | Top 20        | Top 20        | Top 20        | Top 20        | Top 20        | Top 20        | Top 20        | Top 20        | Top 20        | Top 20        | Top 20        | Top 20        | Top 20        | Top 20        | Top 20        | Top 20        | Top 20        | Top 20        | Top 20        | Top 20        | Top 20        | Top 20        | Top 20        | Top 20        | Top 20        | Top 20        | Top 20        | Top 20        | Top 20        | Top 20        | Top 20        | Top 20        | Top 20        | Top 20        | Top 20        | Top 20        | Top 20        | Top 20        | lata 70.                                                       | lata 70.                                                       | lata 70.                                                       | lata 70.                                                       | lata 70.                                                       | lata 70.                                                       | lata 70.                                                       | lata 70.                                                       | lata 70.                                                       | lata 70.                                                       | lata 70.                                                       | lata 70.                                                       | lata 70.                                                       | lata 70.                                                       | lata 70.                                                       | lata 70.                                                       | lata 70.                                                       | lata 70.                                                       | lata 70.                                                       | lata 70.                                                       | lata 70.                                                       | lata 70.                                                       | lata 70.                                                       | lata 70.                                                       | lata 70.                                                       | lata 70.                                                       | lata 70.                                                       | lata 70.                                                       | lata 70.                                                       | lata 70.                                                       | lata 70.                                                       | lata 70.                                                       | lata 70.                                                       | lata 70.                                                       | lata 70.                                                       | lata 70.                                                       | lata 70.                                                       | lata 70.                                                       | lata 70.                                                       | lata 70.                                                       | lata 70.                                                       | lata 70.                                                       | lata 70.                                                       | lata 70.                                                       | lata 70.                                                       | lata 70.                                                       | lata 70.                                                       | lata 70.                                                       | lata 70.                                                       | lata 70.                                                       | lata 70.                                                       | lata 70.                                                       | lata 70.                                                       | lata 70.                                                       | lata 70.                                                       | lata 70.                                                       | lata 70.                                                       | lata 70.                                                       | lata 70.                                                       | lata 70.                                                       | lata 70.                                                       | lata 70.                                                       | lata 70.                                                       | lata 70.                                                       | lata 70.                                                       | lata 70.                                                       | lata 70.                                                       | lata 70.                                                       | lata 70.                                                       | lata 70.                                                       | lata 70.                                                       | lata 70.                                                       | lata 70.                                                       | lata 70.                                                       | lata 70.                                                       | lata 70.                                                       | lata 70.                                                       | lata 70.                                                       | lata 70.                                                       | lata 70.                                                       | lata 70.                                                       | lata 70.                                                       | lata 70.                                                       | lata 70.                                                       | lata 70.                                                       | lata 70.                                                       | lata 70.                                                       | lata 70.                                                       | lata 70.                                                       | lata 70.                                                       | lata 70.                                                       | lata 70.                                                       | lata 70.                                                       | lata 70.                                                       | lata 70.                                                       | lata 70.                                                       | lata 70.                                                       | lata 70.                                                       | lata 70.                                                       | lata 70.                                                       | "Imagine"                                                    | "Imagine"                                                    | "Imagine"                                                    | "Imagine"                                                    | "Imagine"                                                    | "Imagine"                                                    | "Imagine"                                                    | "Imagine"                                                    | "Imagine"                                                    | "Imagine"                                                    | "Imagine"                                                    | "Imagine"                                                    | "Imagine"                                                    | "Imagine"                                                    | "Imagine"                                                    | "Imagine"                                                    | "Imagine"                                                    | "Imagine"                                                    | "Imagine"                                                    | "Imagine"                                                    | "Imagine"                                                    | "Imagine"                                                    | "Imagine"                                                    | "Imagine"                                                    | "Imagine"                                                    | "Imagine"                                                    | "Imagine"                                                    | "Imagine"                                                    | "Imagine"                                                    | "Imagine"                                                    | "Imagine"                                                    | "Imagine"                                                    | "Imagine"                                                    | "Imagine"                                                    | "Imagine"                                                    | "Imagine"                                                    | "Imagine"                                                    | "Imagine"                                                    | "Imagine"                                                    | "Imagine"                                                    | "Imagine"                                                    | "Imagine"                                                    | "Imagine"                                                    | "Imagine"                                                    | "Imagine"                                                    | "Imagine"                                                    | "Imagine"                                                    | "Imagine"                                                    | "Imagine"                                                    | "Imagine"                                                    | "Imagine"                                                    | "Imagine"                                                    | "Imagine"                                                    | "Imagine"                                                    | "Imagine"                                                    | "Imagine"                                                    | "Imagine"                                                    | "Imagine"                                                    | "Imagine"                                                    | "Imagine"                                                    | "Imagine"                                                    | "Imagine"                                                    | "Imagine"                                                    | "Imagine"                                                    | "Imagine"                                                    | "Imagine"                                                    | "Imagine"                                                    | "Imagine"                                                    | "Imagine"                                                    | "Imagine"                                                    | "Imagine"                                                    | "Imagine"                                                    | "Imagine"                                                    | "Imagine"                                                    | "Imagine"                                                    | "Imagine"                                                    | "Imagine"                                                    | "Imagine"                                                    | "Imagine"                                                    | "Imagine"                                                    | "Imagine"                                                    | "Imagine"                                                    | "Imagine"                                                    | "Imagine"                                                    | "Imagine"                                                    | "Imagine"                                                    | "Imagine"                                                    | "Imagine"                                                    | "Imagine"                                                    | "Imagine"                                                    | "Imagine"                                                    | "Imagine"                                                    | "Imagine"                                                    | "Imagine"                                                    | "Imagine"                                                    | "Imagine"                                                    | "Imagine"                                                    | "Imagine"                                                    | "Imagine"                                                    | "Imagine"                                                    | John Lennon                                          | John Lennon                                          | John Lennon                                          | John Lennon                                          | John Lennon                                          | John Lennon                                          | John Lennon                                          | John Lennon                                          | John Lennon                                          | John Lennon                                          | John Lennon                                          | John Lennon                                          | John Lennon                                          | John Lennon                                          | John Lennon                                          | John Lennon                                          | John Lennon                                          | John Lennon                                          | John Lennon                                          | John Lennon                                          | John Lennon                                          | John Lennon                                          | John Lennon                                          | John Lennon                                          | John Lennon                                          | John Lennon                                          | John Lennon                                          | John Lennon                                          | John Lennon                                          | John Lennon                                          | John Lennon                                          | John Lennon                                          | John Lennon                                          | John Lennon                                          | John Lennon                                          | John Lennon                                          | John Lennon                                          | John Lennon                                          | John Lennon                                          | John Lennon                                          | John Lennon                                          | John Lennon                                          | John Lennon                                          | John Lennon                                          | John Lennon                                          | John Lennon                                          | John Lennon                                          | John Lennon                                          | John Lennon                                          | John Lennon                                          | John Lennon                                          | John Lennon                                          | John Lennon                                          | John Lennon                                          | John Lennon                                          | John Lennon                                          | John Lennon                                          | John Lennon                                          | John Lennon                                          | John Lennon                                          | John Lennon                                          | John Lennon                                          | John Lennon                                          | John Lennon                                          | John Lennon                                          | John Lennon                                          | John Lennon                                          | John Lennon                                          | John Lennon                                          | John Lennon                                          | John Lennon                                          | John Lennon                                          | John Lennon                                          | John Lennon                                          | John Lennon                                          | John Lennon                                          | John Lennon                                          | John Lennon                                          | John Lennon                                          | John Lennon                                          | John Lennon                                          | John Lennon                                          | John Lennon                                          | John Lennon                                          | John Lennon                                          | John Lennon                                          | John Lennon                                          | John Lennon                                          | John Lennon                                          | John Lennon                                          | John Lennon                                          | John Lennon                                          | John Lennon                                          | John Lennon                                          | John Lennon                                          | John Lennon                                          | John Lennon                                          | John Lennon                                          | John Lennon                                          | John Lennon                                          | 10        | 10        | 10        | 10        | 10        | 10        | 10        | 10        | 10        | 10        | 10        | 10        | 10        | 10        | 10        | 10        | 10        | 10        | 10        | 10        | 10        | 10        | 10        | 10        | 10        | 10        | 10        | 10        | 10        | 10        | 10        | 10        | 10        | 10        | 10        | 10        | 10        | 10        | 10        | 10        | 10        | 10        | 10        | 10        | 10        | 10        | 10        | 10        | 10        | 10        | 10        | 10        | 10        | 10        | 10        | 10        | 10        | 10        | 10        | 10        | 10        | 10        | 10        | 10        | 10        | 10        | 10        | 10        | 10        | 10        | 10        | 10        | 10        | 10        | 10        | 10        | 10        | 10        | 10        | 10        | 10        | 10        | 10        | 10        | 10        | 10        | 10        | 10        | 10        | 10        | 10        | 10        | 10        | 10        | 10        | 10        | 10        | 10        | 10        | 10        | Bezpieczny     | Bezpieczny     | Bezpieczny     | Bezpieczny     | Bezpieczny     | Bezpieczny     | Bezpieczny     | Bezpieczny     | Bezpieczny     | Bezpieczny     | Bezpieczny     | Bezpieczny     | Bezpieczny     | Bezpieczny     | Bezpieczny     | Bezpieczny     | Bezpieczny     | Bezpieczny     | Bezpieczny     | Bezpieczny     | Bezpieczny     | Bezpieczny     | Bezpieczny     | Bezpieczny     | Bezpieczny     | Bezpieczny     | Bezpieczny     | Bezpieczny     | Bezpieczny     | Bezpieczny     | Bezpieczny     | Bezpieczny     | Bezpieczny     | Bezpieczny     | Bezpieczny     | Bezpieczny     | Bezpieczny     | Bezpieczny     | Bezpieczny     | Bezpieczny     | Bezpieczny     | Bezpieczny     | Bezpieczny     | Bezpieczny     | Bezpieczny     | Bezpieczny     | Bezpieczny     | Bezpieczny     | Bezpieczny     | Bezpieczny     | Bezpieczny     | Bezpieczny     | Bezpieczny     | Bezpieczny     | Bezpieczny     | Bezpieczny     | Bezpieczny     | Bezpieczny     | Bezpieczny     | Bezpieczny     | Bezpieczny     | Bezpieczny     | Bezpieczny     | Bezpieczny     | Bezpieczny     | Bezpieczny     | Bezpieczny     | Bezpieczny     | Bezpieczny     | Bezpieczny     | Bezpieczny     | Bezpieczny     | Bezpieczny     | Bezpieczny     | Bezpieczny     | Bezpieczny     | Bezpieczny     | Bezpieczny     | Bezpieczny     | Bezpieczny     | Bezpieczny     | Bezpieczny     | Bezpieczny     | Bezpieczny     | Bezpieczny     | Bezpieczny     | Bezpieczny     | Bezpieczny     | Bezpieczny     | Bezpieczny     | Bezpieczny     | Bezpieczny     | Bezpieczny     | Bezpieczny     | Bezpieczny     | Bezpieczny     | Bezpieczny     | Bezpieczny     | Bezpieczny     | Bezpieczny     |
| Top 16        | Top 16        | Top 16        | Top 16        | Top 16        | Top 16        | Top 16        | Top 16        | Top 16        | Top 16        | Top 16        | Top 16        | Top 16        | Top 16        | Top 16        | Top 16        | Top 16        | Top 16        | Top 16        | Top 16        | Top 16        | Top 16        | Top 16        | Top 16        | Top 16        | Top 16        | Top 16        | Top 16        | Top 16        | Top 16        | Top 16        | Top 16        | Top 16        | Top 16        | Top 16        | Top 16        | Top 16        | Top 16        | Top 16        | Top 16        | Top 16        | Top 16        | Top 16        | Top 16        | Top 16        | Top 16        | Top 16        | Top 16        | Top 16        | Top 16        | Top 16        | Top 16        | Top 16        | Top 16        | Top 16        | Top 16        | Top 16        | Top 16        | Top 16        | Top 16        | Top 16        | Top 16        | Top 16        | Top 16        | Top 16        | Top 16        | Top 16        | Top 16        | Top 16        | Top 16        | Top 16        | Top 16        | Top 16        | Top 16        | Top 16        | Top 16        | Top 16        | Top 16        | Top 16        | Top 16        | Top 16        | Top 16        | Top 16        | Top 16        | Top 16        | Top 16        | Top 16        | Top 16        | Top 16        | Top 16        | Top 16        | Top 16        | Top 16        | Top 16        | Top 16        | Top 16        | Top 16        | Top 16        | Top 16        | Top 16        | lata 80.                                                       | lata 80.                                                       | lata 80.                                                       | lata 80.                                                       | lata 80.                                                       | lata 80.                                                       | lata 80.                                                       | lata 80.                                                       | lata 80.                                                       | lata 80.                                                       | lata 80.                                                       | lata 80.                                                       | lata 80.                                                       | lata 80.                                                       | lata 80.                                                       | lata 80.                                                       | lata 80.                                                       | lata 80.                                                       | lata 80.                                                       | lata 80.                                                       | lata 80.                                                       | lata 80.                                                       | lata 80.                                                       | lata 80.                                                       | lata 80.                                                       | lata 80.                                                       | lata 80.                                                       | lata 80.                                                       | lata 80.                                                       | lata 80.                                                       | lata 80.                                                       | lata 80.                                                       | lata 80.                                                       | lata 80.                                                       | lata 80.                                                       | lata 80.                                                       | lata 80.                                                       | lata 80.                                                       | lata 80.                                                       | lata 80.                                                       | lata 80.                                                       | lata 80.                                                       | lata 80.                                                       | lata 80.                                                       | lata 80.                                                       | lata 80.                                                       | lata 80.                                                       | lata 80.                                                       | lata 80.                                                       | lata 80.                                                       | lata 80.                                                       | lata 80.                                                       | lata 80.                                                       | lata 80.                                                       | lata 80.                                                       | lata 80.                                                       | lata 80.                                                       | lata 80.                                                       | lata 80.                                                       | lata 80.                                                       | lata 80.                                                       | lata 80.                                                       | lata 80.                                                       | lata 80.                                                       | lata 80.                                                       | lata 80.                                                       | lata 80.                                                       | lata 80.                                                       | lata 80.                                                       | lata 80.                                                       | lata 80.                                                       | lata 80.                                                       | lata 80.                                                       | lata 80.                                                       | lata 80.                                                       | lata 80.                                                       | lata 80.                                                       | lata 80.                                                       | lata 80.                                                       | lata 80.                                                       | lata 80.                                                       | lata 80.                                                       | lata 80.                                                       | lata 80.                                                       | lata 80.                                                       | lata 80.                                                       | lata 80.                                                       | lata 80.                                                       | lata 80.                                                       | lata 80.                                                       | lata 80.                                                       | lata 80.                                                       | lata 80.                                                       | lata 80.                                                       | lata 80.                                                       | lata 80.                                                       | lata 80.                                                       | lata 80.                                                       | lata 80.                                                       | lata 80.                                                       | "Another Day in Paradise"                                    | "Another Day in Paradise"                                    | "Another Day in Paradise"                                    | "Another Day in Paradise"                                    | "Another Day in Paradise"                                    | "Another Day in Paradise"                                    | "Another Day in Paradise"                                    | "Another Day in Paradise"                                    | "Another Day in Paradise"                                    | "Another Day in Paradise"                                    | "Another Day in Paradise"                                    | "Another Day in Paradise"                                    | "Another Day in Paradise"                                    | "Another Day in Paradise"                                    | "Another Day in Paradise"                                    | "Another Day in Paradise"                                    | "Another Day in Paradise"                                    | "Another Day in Paradise"                                    | "Another Day in Paradise"                                    | "Another Day in Paradise"                                    | "Another Day in Paradise"                                    | "Another Day in Paradise"                                    | "Another Day in Paradise"                                    | "Another Day in Paradise"                                    | "Another Day in Paradise"                                    | "Another Day in Paradise"                                    | "Another Day in Paradise"                                    | "Another Day in Paradise"                                    | "Another Day in Paradise"                                    | "Another Day in Paradise"                                    | "Another Day in Paradise"                                    | "Another Day in Paradise"                                    | "Another Day in Paradise"                                    | "Another Day in Paradise"                                    | "Another Day in Paradise"                                    | "Another Day in Paradise"                                    | "Another Day in Paradise"                                    | "Another Day in Paradise"                                    | "Another Day in Paradise"                                    | "Another Day in Paradise"                                    | "Another Day in Paradise"                                    | "Another Day in Paradise"                                    | "Another Day in Paradise"                                    | "Another Day in Paradise"                                    | "Another Day in Paradise"                                    | "Another Day in Paradise"                                    | "Another Day in Paradise"                                    | "Another Day in Paradise"                                    | "Another Day in Paradise"                                    | "Another Day in Paradise"                                    | "Another Day in Paradise"                                    | "Another Day in Paradise"                                    | "Another Day in Paradise"                                    | "Another Day in Paradise"                                    | "Another Day in Paradise"                                    | "Another Day in Paradise"                                    | "Another Day in Paradise"                                    | "Another Day in Paradise"                                    | "Another Day in Paradise"                                    | "Another Day in Paradise"                                    | "Another Day in Paradise"                                    | "Another Day in Paradise"                                    | "Another Day in Paradise"                                    | "Another Day in Paradise"                                    | "Another Day in Paradise"                                    | "Another Day in Paradise"                                    | "Another Day in Paradise"                                    | "Another Day in Paradise"                                    | "Another Day in Paradise"                                    | "Another Day in Paradise"                                    | "Another Day in Paradise"                                    | "Another Day in Paradise"                                    | "Another Day in Paradise"                                    | "Another Day in Paradise"                                    | "Another Day in Paradise"                                    | "Another Day in Paradise"                                    | "Another Day in Paradise"                                    | "Another Day in Paradise"                                    | "Another Day in Paradise"                                    | "Another Day in Paradise"                                    | "Another Day in Paradise"                                    | "Another Day in Paradise"                                    | "Another Day in Paradise"                                    | "Another Day in Paradise"                                    | "Another Day in Paradise"                                    | "Another Day in Paradise"                                    | "Another Day in Paradise"                                    | "Another Day in Paradise"                                    | "Another Day in Paradise"                                    | "Another Day in Paradise"                                    | "Another Day in Paradise"                                    | "Another Day in Paradise"                                    | "Another Day in Paradise"                                    | "Another Day in Paradise"                                    | "Another Day in Paradise"                                    | "Another Day in Paradise"                                    | "Another Day in Paradise"                                    | "Another Day in Paradise"                                    | "Another Day in Paradise"                                    | "Another Day in Paradise"                                    | Phil Collins                                         | Phil Collins                                         | Phil Collins                                         | Phil Collins                                         | Phil Collins                                         | Phil Collins                                         | Phil Collins                                         | Phil Collins                                         | Phil Collins                                         | Phil Collins                                         | Phil Collins                                         | Phil Collins                                         | Phil Collins                                         | Phil Collins                                         | Phil Collins                                         | Phil Collins                                         | Phil Collins                                         | Phil Collins                                         | Phil Collins                                         | Phil Collins                                         | Phil Collins                                         | Phil Collins                                         | Phil Collins                                         | Phil Collins                                         | Phil Collins                                         | Phil Collins                                         | Phil Collins                                         | Phil Collins                                         | Phil Collins                                         | Phil Collins                                         | Phil Collins                                         | Phil Collins                                         | Phil Collins                                         | Phil Collins                                         | Phil Collins                                         | Phil Collins                                         | Phil Collins                                         | Phil Collins                                         | Phil Collins                                         | Phil Collins                                         | Phil Collins                                         | Phil Collins                                         | Phil Collins                                         | Phil Collins                                         | Phil Collins                                         | Phil Collins                                         | Phil Collins                                         | Phil Collins                                         | Phil Collins                                         | Phil Collins                                         | Phil Collins                                         | Phil Collins                                         | Phil Collins                                         | Phil Collins                                         | Phil Collins                                         | Phil Collins                                         | Phil Collins                                         | Phil Collins                                         | Phil Collins                                         | Phil Collins                                         | Phil Collins                                         | Phil Collins                                         | Phil Collins                                         | Phil Collins                                         | Phil Collins                                         | Phil Collins                                         | Phil Collins                                         | Phil Collins                                         | Phil Collins                                         | Phil Collins                                         | Phil Collins                                         | Phil Collins                                         | Phil Collins                                         | Phil Collins                                         | Phil Collins                                         | Phil Collins                                         | Phil Collins                                         | Phil Collins                                         | Phil Collins                                         | Phil Collins                                         | Phil Collins                                         | Phil Collins                                         | Phil Collins                                         | Phil Collins                                         | Phil Collins                                         | Phil Collins                                         | Phil Collins                                         | Phil Collins                                         | Phil Collins                                         | Phil Collins                                         | Phil Collins                                         | Phil Collins                                         | Phil Collins                                         | Phil Collins                                         | Phil Collins                                         | Phil Collins                                         | Phil Collins                                         | Phil Collins                                         | Phil Collins                                         | Phil Collins                                         | 2         | 2         | 2         | 2         | 2         | 2         | 2         | 2         | 2         | 2         | 2         | 2         | 2         | 2         | 2         | 2         | 2         | 2         | 2         | 2         | 2         | 2         | 2         | 2         | 2         | 2         | 2         | 2         | 2         | 2         | 2         | 2         | 2         | 2         | 2         | 2         | 2         | 2         | 2         | 2         | 2         | 2         | 2         | 2         | 2         | 2         | 2         | 2         | 2         | 2         | 2         | 2         | 2         | 2         | 2         | 2         | 2         | 2         | 2         | 2         | 2         | 2         | 2         | 2         | 2         | 2         | 2         | 2         | 2         | 2         | 2         | 2         | 2         | 2         | 2         | 2         | 2         | 2         | 2         | 2         | 2         | 2         | 2         | 2         | 2         | 2         | 2         | 2         | 2         | 2         | 2         | 2         | 2         | 2         | 2         | 2         | 2         | 2         | 2         | 2         | Bezpieczny     | Bezpieczny     | Bezpieczny     | Bezpieczny     | Bezpieczny     | Bezpieczny     | Bezpieczny     | Bezpieczny     | Bezpieczny     | Bezpieczny     | Bezpieczny     | Bezpieczny     | Bezpieczny     | Bezpieczny     | Bezpieczny     | Bezpieczny     | Bezpieczny     | Bezpieczny     | Bezpieczny     | Bezpieczny     | Bezpieczny     | Bezpieczny     | Bezpieczny     | Bezpieczny     | Bezpieczny     | Bezpieczny     | Bezpieczny     | Bezpieczny     | Bezpieczny     | Bezpieczny     | Bezpieczny     | Bezpieczny     | Bezpieczny     | Bezpieczny     | Bezpieczny     | Bezpieczny     | Bezpieczny     | Bezpieczny     | Bezpieczny     | Bezpieczny     | Bezpieczny     | Bezpieczny     | Bezpieczny     | Bezpieczny     | Bezpieczny     | Bezpieczny     | Bezpieczny     | Bezpieczny     | Bezpieczny     | Bezpieczny     | Bezpieczny     | Bezpieczny     | Bezpieczny     | Bezpieczny     | Bezpieczny     | Bezpieczny     | Bezpieczny     | Bezpieczny     | Bezpieczny     | Bezpieczny     | Bezpieczny     | Bezpieczny     | Bezpieczny     | Bezpieczny     | Bezpieczny     | Bezpieczny     | Bezpieczny     | Bezpieczny     | Bezpieczny     | Bezpieczny     | Bezpieczny     | Bezpieczny     | Bezpieczny     | Bezpieczny     | Bezpieczny     | Bezpieczny     | Bezpieczny     | Bezpieczny     | Bezpieczny     | Bezpieczny     | Bezpieczny     | Bezpieczny     | Bezpieczny     | Bezpieczny     | Bezpieczny     | Bezpieczny     | Bezpieczny     | Bezpieczny     | Bezpieczny     | Bezpieczny     | Bezpieczny     | Bezpieczny     | Bezpieczny     | Bezpieczny     | Bezpieczny     | Bezpieczny     | Bezpieczny     | Bezpieczny     | Bezpieczny     | Bezpieczny     |
| Top 12        | Top 12        | Top 12        | Top 12        | Top 12        | Top 12        | Top 12        | Top 12        | Top 12        | Top 12        | Top 12        | Top 12        | Top 12        | Top 12        | Top 12        | Top 12        | Top 12        | Top 12        | Top 12        | Top 12        | Top 12        | Top 12        | Top 12        | Top 12        | Top 12        | Top 12        | Top 12        | Top 12        | Top 12        | Top 12        | Top 12        | Top 12        | Top 12        | Top 12        | Top 12        | Top 12        | Top 12        | Top 12        | Top 12        | Top 12        | Top 12        | Top 12        | Top 12        | Top 12        | Top 12        | Top 12        | Top 12        | Top 12        | Top 12        | Top 12        | Top 12        | Top 12        | Top 12        | Top 12        | Top 12        | Top 12        | Top 12        | Top 12        | Top 12        | Top 12        | Top 12        | Top 12        | Top 12        | Top 12        | Top 12        | Top 12        | Top 12        | Top 12        | Top 12        | Top 12        | Top 12        | Top 12        | Top 12        | Top 12        | Top 12        | Top 12        | Top 12        | Top 12        | Top 12        | Top 12        | Top 12        | Top 12        | Top 12        | Top 12        | Top 12        | Top 12        | Top 12        | Top 12        | Top 12        | Top 12        | Top 12        | Top 12        | Top 12        | Top 12        | Top 12        | Top 12        | Top 12        | Top 12        | Top 12        | Top 12        | Lennon/McCartney                                               | Lennon/McCartney                                               | Lennon/McCartney                                               | Lennon/McCartney                                               | Lennon/McCartney                                               | Lennon/McCartney                                               | Lennon/McCartney                                               | Lennon/McCartney                                               | Lennon/McCartney                                               | Lennon/McCartney                                               | Lennon/McCartney                                               | Lennon/McCartney                                               | Lennon/McCartney                                               | Lennon/McCartney                                               | Lennon/McCartney                                               | Lennon/McCartney                                               | Lennon/McCartney                                               | Lennon/McCartney                                               | Lennon/McCartney                                               | Lennon/McCartney                                               | Lennon/McCartney                                               | Lennon/McCartney                                               | Lennon/McCartney                                               | Lennon/McCartney                                               | Lennon/McCartney                                               | Lennon/McCartney                                               | Lennon/McCartney                                               | Lennon/McCartney                                               | Lennon/McCartney                                               | Lennon/McCartney                                               | Lennon/McCartney                                               | Lennon/McCartney                                               | Lennon/McCartney                                               | Lennon/McCartney                                               | Lennon/McCartney                                               | Lennon/McCartney                                               | Lennon/McCartney                                               | Lennon/McCartney                                               | Lennon/McCartney                                               | Lennon/McCartney                                               | Lennon/McCartney                                               | Lennon/McCartney                                               | Lennon/McCartney                                               | Lennon/McCartney                                               | Lennon/McCartney                                               | Lennon/McCartney                                               | Lennon/McCartney                                               | Lennon/McCartney                                               | Lennon/McCartney                                               | Lennon/McCartney                                               | Lennon/McCartney                                               | Lennon/McCartney                                               | Lennon/McCartney                                               | Lennon/McCartney                                               | Lennon/McCartney                                               | Lennon/McCartney                                               | Lennon/McCartney                                               | Lennon/McCartney                                               | Lennon/McCartney                                               | Lennon/McCartney                                               | Lennon/McCartney                                               | Lennon/McCartney                                               | Lennon/McCartney                                               | Lennon/McCartney                                               | Lennon/McCartney                                               | Lennon/McCartney                                               | Lennon/McCartney                                               | Lennon/McCartney                                               | Lennon/McCartney                                               | Lennon/McCartney                                               | Lennon/McCartney                                               | Lennon/McCartney                                               | Lennon/McCartney                                               | Lennon/McCartney                                               | Lennon/McCartney                                               | Lennon/McCartney                                               | Lennon/McCartney                                               | Lennon/McCartney                                               | Lennon/McCartney                                               | Lennon/McCartney                                               | Lennon/McCartney                                               | Lennon/McCartney                                               | Lennon/McCartney                                               | Lennon/McCartney                                               | Lennon/McCartney                                               | Lennon/McCartney                                               | Lennon/McCartney                                               | Lennon/McCartney                                               | Lennon/McCartney                                               | Lennon/McCartney                                               | Lennon/McCartney                                               | Lennon/McCartney                                               | Lennon/McCartney                                               | Lennon/McCartney                                               | Lennon/McCartney                                               | Lennon/McCartney                                               | Lennon/McCartney                                               | Lennon/McCartney                                               | Lennon/McCartney                                               | Lennon/McCartney                                               | "We Can Work It Out"                                         | "We Can Work It Out"                                         | "We Can Work It Out"                                         | "We Can Work It Out"                                         | "We Can Work It Out"                                         | "We Can Work It Out"                                         | "We Can Work It Out"                                         | "We Can Work It Out"                                         | "We Can Work It Out"                                         | "We Can Work It Out"                                         | "We Can Work It Out"                                         | "We Can Work It Out"                                         | "We Can Work It Out"                                         | "We Can Work It Out"                                         | "We Can Work It Out"                                         | "We Can Work It Out"                                         | "We Can Work It Out"                                         | "We Can Work It Out"                                         | "We Can Work It Out"                                         | "We Can Work It Out"                                         | "We Can Work It Out"                                         | "We Can Work It Out"                                         | "We Can Work It Out"                                         | "We Can Work It Out"                                         | "We Can Work It Out"                                         | "We Can Work It Out"                                         | "We Can Work It Out"                                         | "We Can Work It Out"                                         | "We Can Work It Out"                                         | "We Can Work It Out"                                         | "We Can Work It Out"                                         | "We Can Work It Out"                                         | "We Can Work It Out"                                         | "We Can Work It Out"                                         | "We Can Work It Out"                                         | "We Can Work It Out"                                         | "We Can Work It Out"                                         | "We Can Work It Out"                                         | "We Can Work It Out"                                         | "We Can Work It Out"                                         | "We Can Work It Out"                                         | "We Can Work It Out"                                         | "We Can Work It Out"                                         | "We Can Work It Out"                                         | "We Can Work It Out"                                         | "We Can Work It Out"                                         | "We Can Work It Out"                                         | "We Can Work It Out"                                         | "We Can Work It Out"                                         | "We Can Work It Out"                                         | "We Can Work It Out"                                         | "We Can Work It Out"                                         | "We Can Work It Out"                                         | "We Can Work It Out"                                         | "We Can Work It Out"                                         | "We Can Work It Out"                                         | "We Can Work It Out"                                         | "We Can Work It Out"                                         | "We Can Work It Out"                                         | "We Can Work It Out"                                         | "We Can Work It Out"                                         | "We Can Work It Out"                                         | "We Can Work It Out"                                         | "We Can Work It Out"                                         | "We Can Work It Out"                                         | "We Can Work It Out"                                         | "We Can Work It Out"                                         | "We Can Work It Out"                                         | "We Can Work It Out"                                         | "We Can Work It Out"                                         | "We Can Work It Out"                                         | "We Can Work It Out"                                         | "We Can Work It Out"                                         | "We Can Work It Out"                                         | "We Can Work It Out"                                         | "We Can Work It Out"                                         | "We Can Work It Out"                                         | "We Can Work It Out"                                         | "We Can Work It Out"                                         | "We Can Work It Out"                                         | "We Can Work It Out"                                         | "We Can Work It Out"                                         | "We Can Work It Out"                                         | "We Can Work It Out"                                         | "We Can Work It Out"                                         | "We Can Work It Out"                                         | "We Can Work It Out"                                         | "We Can Work It Out"                                         | "We Can Work It Out"                                         | "We Can Work It Out"                                         | "We Can Work It Out"                                         | "We Can Work It Out"                                         | "We Can Work It Out"                                         | "We Can Work It Out"                                         | "We Can Work It Out"                                         | "We Can Work It Out"                                         | "We Can Work It Out"                                         | "We Can Work It Out"                                         | "We Can Work It Out"                                         | "We Can Work It Out"                                         | The Beatles                                          | The Beatles                                          | The Beatles                                          | The Beatles                                          | The Beatles                                          | The Beatles                                          | The Beatles                                          | The Beatles                                          | The Beatles                                          | The Beatles                                          | The Beatles                                          | The Beatles                                          | The Beatles                                          | The Beatles                                          | The Beatles                                          | The Beatles                                          | The Beatles                                          | The Beatles                                          | The Beatles                                          | The Beatles                                          | The Beatles                                          | The Beatles                                          | The Beatles                                          | The Beatles                                          | The Beatles                                          | The Beatles                                          | The Beatles                                          | The Beatles                                          | The Beatles                                          | The Beatles                                          | The Beatles                                          | The Beatles                                          | The Beatles                                          | The Beatles                                          | The Beatles                                          | The Beatles                                          | The Beatles                                          | The Beatles                                          | The Beatles                                          | The Beatles                                          | The Beatles                                          | The Beatles                                          | The Beatles                                          | The Beatles                                          | The Beatles                                          | The Beatles                                          | The Beatles                                          | The Beatles                                          | The Beatles                                          | The Beatles                                          | The Beatles                                          | The Beatles                                          | The Beatles                                          | The Beatles                                          | The Beatles                                          | The Beatles                                          | The Beatles                                          | The Beatles                                          | The Beatles                                          | The Beatles                                          | The Beatles                                          | The Beatles                                          | The Beatles                                          | The Beatles                                          | The Beatles                                          | The Beatles                                          | The Beatles                                          | The Beatles                                          | The Beatles                                          | The Beatles                                          | The Beatles                                          | The Beatles                                          | The Beatles                                          | The Beatles                                          | The Beatles                                          | The Beatles                                          | The Beatles                                          | The Beatles                                          | The Beatles                                          | The Beatles                                          | The Beatles                                          | The Beatles                                          | The Beatles                                          | The Beatles                                          | The Beatles                                          | The Beatles                                          | The Beatles                                          | The Beatles                                          | The Beatles                                          | The Beatles                                          | The Beatles                                          | The Beatles                                          | The Beatles                                          | The Beatles                                          | The Beatles                                          | The Beatles                                          | The Beatles                                          | The Beatles                                          | The Beatles                                          | The Beatles                                          | 12        | 12        | 12        | 12        | 12        | 12        | 12        | 12        | 12        | 12        | 12        | 12        | 12        | 12        | 12        | 12        | 12        | 12        | 12        | 12        | 12        | 12        | 12        | 12        | 12        | 12        | 12        | 12        | 12        | 12        | 12        | 12        | 12        | 12        | 12        | 12        | 12        | 12        | 12        | 12        | 12        | 12        | 12        | 12        | 12        | 12        | 12        | 12        | 12        | 12        | 12        | 12        | 12        | 12        | 12        | 12        | 12        | 12        | 12        | 12        | 12        | 12        | 12        | 12        | 12        | 12        | 12        | 12        | 12        | 12        | 12        | 12        | 12        | 12        | 12        | 12        | 12        | 12        | 12        | 12        | 12        | 12        | 12        | 12        | 12        | 12        | 12        | 12        | 12        | 12        | 12        | 12        | 12        | 12        | 12        | 12        | 12        | 12        | 12        | 12        | Bezpieczny     | Bezpieczny     | Bezpieczny     | Bezpieczny     | Bezpieczny     | Bezpieczny     | Bezpieczny     | Bezpieczny     | Bezpieczny     | Bezpieczny     | Bezpieczny     | Bezpieczny     | Bezpieczny     | Bezpieczny     | Bezpieczny     | Bezpieczny     | Bezpieczny     | Bezpieczny     | Bezpieczny     | Bezpieczny     | Bezpieczny     | Bezpieczny     | Bezpieczny     | Bezpieczny     | Bezpieczny     | Bezpieczny     | Bezpieczny     | Bezpieczny     | Bezpieczny     | Bezpieczny     | Bezpieczny     | Bezpieczny     | Bezpieczny     | Bezpieczny     | Bezpieczny     | Bezpieczny     | Bezpieczny     | Bezpieczny     | Bezpieczny     | Bezpieczny     | Bezpieczny     | Bezpieczny     | Bezpieczny     | Bezpieczny     | Bezpieczny     | Bezpieczny     | Bezpieczny     | Bezpieczny     | Bezpieczny     | Bezpieczny     | Bezpieczny     | Bezpieczny     | Bezpieczny     | Bezpieczny     | Bezpieczny     | Bezpieczny     | Bezpieczny     | Bezpieczny     | Bezpieczny     | Bezpieczny     | Bezpieczny     | Bezpieczny     | Bezpieczny     | Bezpieczny     | Bezpieczny     | Bezpieczny     | Bezpieczny     | Bezpieczny     | Bezpieczny     | Bezpieczny     | Bezpieczny     | Bezpieczny     | Bezpieczny     | Bezpieczny     | Bezpieczny     | Bezpieczny     | Bezpieczny     | Bezpieczny     | Bezpieczny     | Bezpieczny     | Bezpieczny     | Bezpieczny     | Bezpieczny     | Bezpieczny     | Bezpieczny     | Bezpieczny     | Bezpieczny     | Bezpieczny     | Bezpieczny     | Bezpieczny     | Bezpieczny     | Bezpieczny     | Bezpieczny     | Bezpieczny     | Bezpieczny     | Bezpieczny     | Bezpieczny     | Bezpieczny     | Bezpieczny     | Bezpieczny     |
| Top 11        | Top 11        | Top 11        | Top 11        | Top 11        | Top 11        | Top 11        | Top 11        | Top 11        | Top 11        | Top 11        | Top 11        | Top 11        | Top 11        | Top 11        | Top 11        | Top 11        | Top 11        | Top 11        | Top 11        | Top 11        | Top 11        | Top 11        | Top 11        | Top 11        | Top 11        | Top 11        | Top 11        | Top 11        | Top 11        | Top 11        | Top 11        | Top 11        | Top 11        | Top 11        | Top 11        | Top 11        | Top 11        | Top 11        | Top 11        | Top 11        | Top 11        | Top 11        | Top 11        | Top 11        | Top 11        | Top 11        | Top 11        | Top 11        | Top 11        | Top 11        | Top 11        | Top 11        | Top 11        | Top 11        | Top 11        | Top 11        | Top 11        | Top 11        | Top 11        | Top 11        | Top 11        | Top 11        | Top 11        | Top 11        | Top 11        | Top 11        | Top 11        | Top 11        | Top 11        | Top 11        | Top 11        | Top 11        | Top 11        | Top 11        | Top 11        | Top 11        | Top 11        | Top 11        | Top 11        | Top 11        | Top 11        | Top 11        | Top 11        | Top 11        | Top 11        | Top 11        | Top 11        | Top 11        | Top 11        | Top 11        | Top 11        | Top 11        | Top 11        | Top 11        | Top 11        | Top 11        | Top 11        | Top 11        | Top 11        | The Beatles                                                    | The Beatles                                                    | The Beatles                                                    | The Beatles                                                    | The Beatles                                                    | The Beatles                                                    | The Beatles                                                    | The Beatles                                                    | The Beatles                                                    | The Beatles                                                    | The Beatles                                                    | The Beatles                                                    | The Beatles                                                    | The Beatles                                                    | The Beatles                                                    | The Beatles                                                    | The Beatles                                                    | The Beatles                                                    | The Beatles                                                    | The Beatles                                                    | The Beatles                                                    | The Beatles                                                    | The Beatles                                                    | The Beatles                                                    | The Beatles                                                    | The Beatles                                                    | The Beatles                                                    | The Beatles                                                    | The Beatles                                                    | The Beatles                                                    | The Beatles                                                    | The Beatles                                                    | The Beatles                                                    | The Beatles                                                    | The Beatles                                                    | The Beatles                                                    | The Beatles                                                    | The Beatles                                                    | The Beatles                                                    | The Beatles                                                    | The Beatles                                                    | The Beatles                                                    | The Beatles                                                    | The Beatles                                                    | The Beatles                                                    | The Beatles                                                    | The Beatles                                                    | The Beatles                                                    | The Beatles                                                    | The Beatles                                                    | The Beatles                                                    | The Beatles                                                    | The Beatles                                                    | The Beatles                                                    | The Beatles                                                    | The Beatles                                                    | The Beatles                                                    | The Beatles                                                    | The Beatles                                                    | The Beatles                                                    | The Beatles                                                    | The Beatles                                                    | The Beatles                                                    | The Beatles                                                    | The Beatles                                                    | The Beatles                                                    | The Beatles                                                    | The Beatles                                                    | The Beatles                                                    | The Beatles                                                    | The Beatles                                                    | The Beatles                                                    | The Beatles                                                    | The Beatles                                                    | The Beatles                                                    | The Beatles                                                    | The Beatles                                                    | The Beatles                                                    | The Beatles                                                    | The Beatles                                                    | The Beatles                                                    | The Beatles                                                    | The Beatles                                                    | The Beatles                                                    | The Beatles                                                    | The Beatles                                                    | The Beatles                                                    | The Beatles                                                    | The Beatles                                                    | The Beatles                                                    | The Beatles                                                    | The Beatles                                                    | The Beatles                                                    | The Beatles                                                    | The Beatles                                                    | The Beatles                                                    | The Beatles                                                    | The Beatles                                                    | The Beatles                                                    | The Beatles                                                    | "The Long and Winding Road"                                  | "The Long and Winding Road"                                  | "The Long and Winding Road"                                  | "The Long and Winding Road"                                  | "The Long and Winding Road"                                  | "The Long and Winding Road"                                  | "The Long and Winding Road"                                  | "The Long and Winding Road"                                  | "The Long and Winding Road"                                  | "The Long and Winding Road"                                  | "The Long and Winding Road"                                  | "The Long and Winding Road"                                  | "The Long and Winding Road"                                  | "The Long and Winding Road"                                  | "The Long and Winding Road"                                  | "The Long and Winding Road"                                  | "The Long and Winding Road"                                  | "The Long and Winding Road"                                  | "The Long and Winding Road"                                  | "The Long and Winding Road"                                  | "The Long and Winding Road"                                  | "The Long and Winding Road"                                  | "The Long and Winding Road"                                  | "The Long and Winding Road"                                  | "The Long and Winding Road"                                  | "The Long and Winding Road"                                  | "The Long and Winding Road"                                  | "The Long and Winding Road"                                  | "The Long and Winding Road"                                  | "The Long and Winding Road"                                  | "The Long and Winding Road"                                  | "The Long and Winding Road"                                  | "The Long and Winding Road"                                  | "The Long and Winding Road"                                  | "The Long and Winding Road"                                  | "The Long and Winding Road"                                  | "The Long and Winding Road"                                  | "The Long and Winding Road"                                  | "The Long and Winding Road"                                  | "The Long and Winding Road"                                  | "The Long and Winding Road"                                  | "The Long and Winding Road"                                  | "The Long and Winding Road"                                  | "The Long and Winding Road"                                  | "The Long and Winding Road"                                  | "The Long and Winding Road"                                  | "The Long and Winding Road"                                  | "The Long and Winding Road"                                  | "The Long and Winding Road"                                  | "The Long and Winding Road"                                  | "The Long and Winding Road"                                  | "The Long and Winding Road"                                  | "The Long and Winding Road"                                  | "The Long and Winding Road"                                  | "The Long and Winding Road"                                  | "The Long and Winding Road"                                  | "The Long and Winding Road"                                  | "The Long and Winding Road"                                  | "The Long and Winding Road"                                  | "The Long and Winding Road"                                  | "The Long and Winding Road"                                  | "The Long and Winding Road"                                  | "The Long and Winding Road"                                  | "The Long and Winding Road"                                  | "The Long and Winding Road"                                  | "The Long and Winding Road"                                  | "The Long and Winding Road"                                  | "The Long and Winding Road"                                  | "The Long and Winding Road"                                  | "The Long and Winding Road"                                  | "The Long and Winding Road"                                  | "The Long and Winding Road"                                  | "The Long and Winding Road"                                  | "The Long and Winding Road"                                  | "The Long and Winding Road"                                  | "The Long and Winding Road"                                  | "The Long and Winding Road"                                  | "The Long and Winding Road"                                  | "The Long and Winding Road"                                  | "The Long and Winding Road"                                  | "The Long and Winding Road"                                  | "The Long and Winding Road"                                  | "The Long and Winding Road"                                  | "The Long and Winding Road"                                  | "The Long and Winding Road"                                  | "The Long and Winding Road"                                  | "The Long and Winding Road"                                  | "The Long and Winding Road"                                  | "The Long and Winding Road"                                  | "The Long and Winding Road"                                  | "The Long and Winding Road"                                  | "The Long and Winding Road"                                  | "The Long and Winding Road"                                  | "The Long and Winding Road"                                  | "The Long and Winding Road"                                  | "The Long and Winding Road"                                  | "The Long and Winding Road"                                  | "The Long and Winding Road"                                  | "The Long and Winding Road"                                  | "The Long and Winding Road"                                  | The Beatles                                          | The Beatles                                          | The Beatles                                          | The Beatles                                          | The Beatles                                          | The Beatles                                          | The Beatles                                          | The Beatles                                          | The Beatles                                          | The Beatles                                          | The Beatles                                          | The Beatles                                          | The Beatles                                          | The Beatles                                          | The Beatles                                          | The Beatles                                          | The Beatles                                          | The Beatles                                          | The Beatles                                          | The Beatles                                          | The Beatles                                          | The Beatles                                          | The Beatles                                          | The Beatles                                          | The Beatles                                          | The Beatles                                          | The Beatles                                          | The Beatles                                          | The Beatles                                          | The Beatles                                          | The Beatles                                          | The Beatles                                          | The Beatles                                          | The Beatles                                          | The Beatles                                          | The Beatles                                          | The Beatles                                          | The Beatles                                          | The Beatles                                          | The Beatles                                          | The Beatles                                          | The Beatles                                          | The Beatles                                          | The Beatles                                          | The Beatles                                          | The Beatles                                          | The Beatles                                          | The Beatles                                          | The Beatles                                          | The Beatles                                          | The Beatles                                          | The Beatles                                          | The Beatles                                          | The Beatles                                          | The Beatles                                          | The Beatles                                          | The Beatles                                          | The Beatles                                          | The Beatles                                          | The Beatles                                          | The Beatles                                          | The Beatles                                          | The Beatles                                          | The Beatles                                          | The Beatles                                          | The Beatles                                          | The Beatles                                          | The Beatles                                          | The Beatles                                          | The Beatles                                          | The Beatles                                          | The Beatles                                          | The Beatles                                          | The Beatles                                          | The Beatles                                          | The Beatles                                          | The Beatles                                          | The Beatles                                          | The Beatles                                          | The Beatles                                          | The Beatles                                          | The Beatles                                          | The Beatles                                          | The Beatles                                          | The Beatles                                          | The Beatles                                          | The Beatles                                          | The Beatles                                          | The Beatles                                          | The Beatles                                          | The Beatles                                          | The Beatles                                          | The Beatles                                          | The Beatles                                          | The Beatles                                          | The Beatles                                          | The Beatles                                          | The Beatles                                          | The Beatles                                          | The Beatles                                          | 3         | 3         | 3         | 3         | 3         | 3         | 3         | 3         | 3         | 3         | 3         | 3         | 3         | 3         | 3         | 3         | 3         | 3         | 3         | 3         | 3         | 3         | 3         | 3         | 3         | 3         | 3         | 3         | 3         | 3         | 3         | 3         | 3         | 3         | 3         | 3         | 3         | 3         | 3         | 3         | 3         | 3         | 3         | 3         | 3         | 3         | 3         | 3         | 3         | 3         | 3         | 3         | 3         | 3         | 3         | 3         | 3         | 3         | 3         | 3         | 3         | 3         | 3         | 3         | 3         | 3         | 3         | 3         | 3         | 3         | 3         | 3         | 3         | 3         | 3         | 3         | 3         | 3         | 3         | 3         | 3         | 3         | 3         | 3         | 3         | 3         | 3         | 3         | 3         | 3         | 3         | 3         | 3         | 3         | 3         | 3         | 3         | 3         | 3         | 3         | Bezpieczny     | Bezpieczny     | Bezpieczny     | Bezpieczny     | Bezpieczny     | Bezpieczny     | Bezpieczny     | Bezpieczny     | Bezpieczny     | Bezpieczny     | Bezpieczny     | Bezpieczny     | Bezpieczny     | Bezpieczny     | Bezpieczny     | Bezpieczny     | Bezpieczny     | Bezpieczny     | Bezpieczny     | Bezpieczny     | Bezpieczny     | Bezpieczny     | Bezpieczny     | Bezpieczny     | Bezpieczny     | Bezpieczny     | Bezpieczny     | Bezpieczny     | Bezpieczny     | Bezpieczny     | Bezpieczny     | Bezpieczny     | Bezpieczny     | Bezpieczny     | Bezpieczny     | Bezpieczny     | Bezpieczny     | Bezpieczny     | Bezpieczny     | Bezpieczny     | Bezpieczny     | Bezpieczny     | Bezpieczny     | Bezpieczny     | Bezpieczny     | Bezpieczny     | Bezpieczny     | Bezpieczny     | Bezpieczny     | Bezpieczny     | Bezpieczny     | Bezpieczny     | Bezpieczny     | Bezpieczny     | Bezpieczny     | Bezpieczny     | Bezpieczny     | Bezpieczny     | Bezpieczny     | Bezpieczny     | Bezpieczny     | Bezpieczny     | Bezpieczny     | Bezpieczny     | Bezpieczny     | Bezpieczny     | Bezpieczny     | Bezpieczny     | Bezpieczny     | Bezpieczny     | Bezpieczny     | Bezpieczny     | Bezpieczny     | Bezpieczny     | Bezpieczny     | Bezpieczny     | Bezpieczny     | Bezpieczny     | Bezpieczny     | Bezpieczny     | Bezpieczny     | Bezpieczny     | Bezpieczny     | Bezpieczny     | Bezpieczny     | Bezpieczny     | Bezpieczny     | Bezpieczny     | Bezpieczny     | Bezpieczny     | Bezpieczny     | Bezpieczny     | Bezpieczny     | Bezpieczny     | Bezpieczny     | Bezpieczny     | Bezpieczny     | Bezpieczny     | Bezpieczny     | Bezpieczny     |
| Top 10        | Top 10        | Top 10        | Top 10        | Top 10        | Top 10        | Top 10        | Top 10        | Top 10        | Top 10        | Top 10        | Top 10        | Top 10        | Top 10        | Top 10        | Top 10        | Top 10        | Top 10        | Top 10        | Top 10        | Top 10        | Top 10        | Top 10        | Top 10        | Top 10        | Top 10        | Top 10        | Top 10        | Top 10        | Top 10        | Top 10        | Top 10        | Top 10        | Top 10        | Top 10        | Top 10        | Top 10        | Top 10        | Top 10        | Top 10        | Top 10        | Top 10        | Top 10        | Top 10        | Top 10        | Top 10        | Top 10        | Top 10        | Top 10        | Top 10        | Top 10        | Top 10        | Top 10        | Top 10        | Top 10        | Top 10        | Top 10        | Top 10        | Top 10        | Top 10        | Top 10        | Top 10        | Top 10        | Top 10        | Top 10        | Top 10        | Top 10        | Top 10        | Top 10        | Top 10        | Top 10        | Top 10        | Top 10        | Top 10        | Top 10        | Top 10        | Top 10        | Top 10        | Top 10        | Top 10        | Top 10        | Top 10        | Top 10        | Top 10        | Top 10        | Top 10        | Top 10        | Top 10        | Top 10        | Top 10        | Top 10        | Top 10        | Top 10        | Top 10        | Top 10        | Top 10        | Top 10        | Top 10        | Top 10        | Top 10        | Utwór z roku urodzenia uczestnika                              | Utwór z roku urodzenia uczestnika                              | Utwór z roku urodzenia uczestnika                              | Utwór z roku urodzenia uczestnika                              | Utwór z roku urodzenia uczestnika                              | Utwór z roku urodzenia uczestnika                              | Utwór z roku urodzenia uczestnika                              | Utwór z roku urodzenia uczestnika                              | Utwór z roku urodzenia uczestnika                              | Utwór z roku urodzenia uczestnika                              | Utwór z roku urodzenia uczestnika                              | Utwór z roku urodzenia uczestnika                              | Utwór z roku urodzenia uczestnika                              | Utwór z roku urodzenia uczestnika                              | Utwór z roku urodzenia uczestnika                              | Utwór z roku urodzenia uczestnika                              | Utwór z roku urodzenia uczestnika                              | Utwór z roku urodzenia uczestnika                              | Utwór z roku urodzenia uczestnika                              | Utwór z roku urodzenia uczestnika                              | Utwór z roku urodzenia uczestnika                              | Utwór z roku urodzenia uczestnika                              | Utwór z roku urodzenia uczestnika                              | Utwór z roku urodzenia uczestnika                              | Utwór z roku urodzenia uczestnika                              | Utwór z roku urodzenia uczestnika                              | Utwór z roku urodzenia uczestnika                              | Utwór z roku urodzenia uczestnika                              | Utwór z roku urodzenia uczestnika                              | Utwór z roku urodzenia uczestnika                              | Utwór z roku urodzenia uczestnika                              | Utwór z roku urodzenia uczestnika                              | Utwór z roku urodzenia uczestnika                              | Utwór z roku urodzenia uczestnika                              | Utwór z roku urodzenia uczestnika                              | Utwór z roku urodzenia uczestnika                              | Utwór z roku urodzenia uczestnika                              | Utwór z roku urodzenia uczestnika                              | Utwór z roku urodzenia uczestnika                              | Utwór z roku urodzenia uczestnika                              | Utwór z roku urodzenia uczestnika                              | Utwór z roku urodzenia uczestnika                              | Utwór z roku urodzenia uczestnika                              | Utwór z roku urodzenia uczestnika                              | Utwór z roku urodzenia uczestnika                              | Utwór z roku urodzenia uczestnika                              | Utwór z roku urodzenia uczestnika                              | Utwór z roku urodzenia uczestnika                              | Utwór z roku urodzenia uczestnika                              | Utwór z roku urodzenia uczestnika                              | Utwór z roku urodzenia uczestnika                              | Utwór z roku urodzenia uczestnika                              | Utwór z roku urodzenia uczestnika                              | Utwór z roku urodzenia uczestnika                              | Utwór z roku urodzenia uczestnika                              | Utwór z roku urodzenia uczestnika                              | Utwór z roku urodzenia uczestnika                              | Utwór z roku urodzenia uczestnika                              | Utwór z roku urodzenia uczestnika                              | Utwór z roku urodzenia uczestnika                              | Utwór z roku urodzenia uczestnika                              | Utwór z roku urodzenia uczestnika                              | Utwór z roku urodzenia uczestnika                              | Utwór z roku urodzenia uczestnika                              | Utwór z roku urodzenia uczestnika                              | Utwór z roku urodzenia uczestnika                              | Utwór z roku urodzenia uczestnika                              | Utwór z roku urodzenia uczestnika                              | Utwór z roku urodzenia uczestnika                              | Utwór z roku urodzenia uczestnika                              | Utwór z roku urodzenia uczestnika                              | Utwór z roku urodzenia uczestnika                              | Utwór z roku urodzenia uczestnika                              | Utwór z roku urodzenia uczestnika                              | Utwór z roku urodzenia uczestnika                              | Utwór z roku urodzenia uczestnika                              | Utwór z roku urodzenia uczestnika                              | Utwór z roku urodzenia uczestnika                              | Utwór z roku urodzenia uczestnika                              | Utwór z roku urodzenia uczestnika                              | Utwór z roku urodzenia uczestnika                              | Utwór z roku urodzenia uczestnika                              | Utwór z roku urodzenia uczestnika                              | Utwór z roku urodzenia uczestnika                              | Utwór z roku urodzenia uczestnika                              | Utwór z roku urodzenia uczestnika                              | Utwór z roku urodzenia uczestnika                              | Utwór z roku urodzenia uczestnika                              | Utwór z roku urodzenia uczestnika                              | Utwór z roku urodzenia uczestnika                              | Utwór z roku urodzenia uczestnika                              | Utwór z roku urodzenia uczestnika                              | Utwór z roku urodzenia uczestnika                              | Utwór z roku urodzenia uczestnika                              | Utwór z roku urodzenia uczestnika                              | Utwór z roku urodzenia uczestnika                              | Utwór z roku urodzenia uczestnika                              | Utwór z roku urodzenia uczestnika                              | Utwór z roku urodzenia uczestnika                              | Utwór z roku urodzenia uczestnika                              | "You're the Voice"                                           | "You're the Voice"                                           | "You're the Voice"                                           | "You're the Voice"                                           | "You're the Voice"                                           | "You're the Voice"                                           | "You're the Voice"                                           | "You're the Voice"                                           | "You're the Voice"                                           | "You're the Voice"                                           | "You're the Voice"                                           | "You're the Voice"                                           | "You're the Voice"                                           | "You're the Voice"                                           | "You're the Voice"                                           | "You're the Voice"                                           | "You're the Voice"                                           | "You're the Voice"                                           | "You're the Voice"                                           | "You're the Voice"                                           | "You're the Voice"                                           | "You're the Voice"                                           | "You're the Voice"                                           | "You're the Voice"                                           | "You're the Voice"                                           | "You're the Voice"                                           | "You're the Voice"                                           | "You're the Voice"                                           | "You're the Voice"                                           | "You're the Voice"                                           | "You're the Voice"                                           | "You're the Voice"                                           | "You're the Voice"                                           | "You're the Voice"                                           | "You're the Voice"                                           | "You're the Voice"                                           | "You're the Voice"                                           | "You're the Voice"                                           | "You're the Voice"                                           | "You're the Voice"                                           | "You're the Voice"                                           | "You're the Voice"                                           | "You're the Voice"                                           | "You're the Voice"                                           | "You're the Voice"                                           | "You're the Voice"                                           | "You're the Voice"                                           | "You're the Voice"                                           | "You're the Voice"                                           | "You're the Voice"                                           | "You're the Voice"                                           | "You're the Voice"                                           | "You're the Voice"                                           | "You're the Voice"                                           | "You're the Voice"                                           | "You're the Voice"                                           | "You're the Voice"                                           | "You're the Voice"                                           | "You're the Voice"                                           | "You're the Voice"                                           | "You're the Voice"                                           | "You're the Voice"                                           | "You're the Voice"                                           | "You're the Voice"                                           | "You're the Voice"                                           | "You're the Voice"                                           | "You're the Voice"                                           | "You're the Voice"                                           | "You're the Voice"                                           | "You're the Voice"                                           | "You're the Voice"                                           | "You're the Voice"                                           | "You're the Voice"                                           | "You're the Voice"                                           | "You're the Voice"                                           | "You're the Voice"                                           | "You're the Voice"                                           | "You're the Voice"                                           | "You're the Voice"                                           | "You're the Voice"                                           | "You're the Voice"                                           | "You're the Voice"                                           | "You're the Voice"                                           | "You're the Voice"                                           | "You're the Voice"                                           | "You're the Voice"                                           | "You're the Voice"                                           | "You're the Voice"                                           | "You're the Voice"                                           | "You're the Voice"                                           | "You're the Voice"                                           | "You're the Voice"                                           | "You're the Voice"                                           | "You're the Voice"                                           | "You're the Voice"                                           | "You're the Voice"                                           | "You're the Voice"                                           | "You're the Voice"                                           | "You're the Voice"                                           | "You're the Voice"                                           | John Farnham                                         | John Farnham                                         | John Farnham                                         | John Farnham                                         | John Farnham                                         | John Farnham                                         | John Farnham                                         | John Farnham                                         | John Farnham                                         | John Farnham                                         | John Farnham                                         | John Farnham                                         | John Farnham                                         | John Farnham                                         | John Farnham                                         | John Farnham                                         | John Farnham                                         | John Farnham                                         | John Farnham                                         | John Farnham                                         | John Farnham                                         | John Farnham                                         | John Farnham                                         | John Farnham                                         | John Farnham                                         | John Farnham                                         | John Farnham                                         | John Farnham                                         | John Farnham                                         | John Farnham                                         | John Farnham                                         | John Farnham                                         | John Farnham                                         | John Farnham                                         | John Farnham                                         | John Farnham                                         | John Farnham                                         | John Farnham                                         | John Farnham                                         | John Farnham                                         | John Farnham                                         | John Farnham                                         | John Farnham                                         | John Farnham                                         | John Farnham                                         | John Farnham                                         | John Farnham                                         | John Farnham                                         | John Farnham                                         | John Farnham                                         | John Farnham                                         | John Farnham                                         | John Farnham                                         | John Farnham                                         | John Farnham                                         | John Farnham                                         | John Farnham                                         | John Farnham                                         | John Farnham                                         | John Farnham                                         | John Farnham                                         | John Farnham                                         | John Farnham                                         | John Farnham                                         | John Farnham                                         | John Farnham                                         | John Farnham                                         | John Farnham                                         | John Farnham                                         | John Farnham                                         | John Farnham                                         | John Farnham                                         | John Farnham                                         | John Farnham                                         | John Farnham                                         | John Farnham                                         | John Farnham                                         | John Farnham                                         | John Farnham                                         | John Farnham                                         | John Farnham                                         | John Farnham                                         | John Farnham                                         | John Farnham                                         | John Farnham                                         | John Farnham                                         | John Farnham                                         | John Farnham                                         | John Farnham                                         | John Farnham                                         | John Farnham                                         | John Farnham                                         | John Farnham                                         | John Farnham                                         | John Farnham                                         | John Farnham                                         | John Farnham                                         | John Farnham                                         | John Farnham                                         | John Farnham                                         | 8         | 8         | 8         | 8         | 8         | 8         | 8         | 8         | 8         | 8         | 8         | 8         | 8         | 8         | 8         | 8         | 8         | 8         | 8         | 8         | 8         | 8         | 8         | 8         | 8         | 8         | 8         | 8         | 8         | 8         | 8         | 8         | 8         | 8         | 8         | 8         | 8         | 8         | 8         | 8         | 8         | 8         | 8         | 8         | 8         | 8         | 8         | 8         | 8         | 8         | 8         | 8         | 8         | 8         | 8         | 8         | 8         | 8         | 8         | 8         | 8         | 8         | 8         | 8         | 8         | 8         | 8         | 8         | 8         | 8         | 8         | 8         | 8         | 8         | 8         | 8         | 8         | 8         | 8         | 8         | 8         | 8         | 8         | 8         | 8         | 8         | 8         | 8         | 8         | 8         | 8         | 8         | 8         | 8         | 8         | 8         | 8         | 8         | 8         | 8         | Bezpieczny     | Bezpieczny     | Bezpieczny     | Bezpieczny     | Bezpieczny     | Bezpieczny     | Bezpieczny     | Bezpieczny     | Bezpieczny     | Bezpieczny     | Bezpieczny     | Bezpieczny     | Bezpieczny     | Bezpieczny     | Bezpieczny     | Bezpieczny     | Bezpieczny     | Bezpieczny     | Bezpieczny     | Bezpieczny     | Bezpieczny     | Bezpieczny     | Bezpieczny     | Bezpieczny     | Bezpieczny     | Bezpieczny     | Bezpieczny     | Bezpieczny     | Bezpieczny     | Bezpieczny     | Bezpieczny     | Bezpieczny     | Bezpieczny     | Bezpieczny     | Bezpieczny     | Bezpieczny     | Bezpieczny     | Bezpieczny     | Bezpieczny     | Bezpieczny     | Bezpieczny     | Bezpieczny     | Bezpieczny     | Bezpieczny     | Bezpieczny     | Bezpieczny     | Bezpieczny     | Bezpieczny     | Bezpieczny     | Bezpieczny     | Bezpieczny     | Bezpieczny     | Bezpieczny     | Bezpieczny     | Bezpieczny     | Bezpieczny     | Bezpieczny     | Bezpieczny     | Bezpieczny     | Bezpieczny     | Bezpieczny     | Bezpieczny     | Bezpieczny     | Bezpieczny     | Bezpieczny     | Bezpieczny     | Bezpieczny     | Bezpieczny     | Bezpieczny     | Bezpieczny     | Bezpieczny     | Bezpieczny     | Bezpieczny     | Bezpieczny     | Bezpieczny     | Bezpieczny     | Bezpieczny     | Bezpieczny     | Bezpieczny     | Bezpieczny     | Bezpieczny     | Bezpieczny     | Bezpieczny     | Bezpieczny     | Bezpieczny     | Bezpieczny     | Bezpieczny     | Bezpieczny     | Bezpieczny     | Bezpieczny     | Bezpieczny     | Bezpieczny     | Bezpieczny     | Bezpieczny     | Bezpieczny     | Bezpieczny     | Bezpieczny     | Bezpieczny     | Bezpieczny     | Bezpieczny     |
| Top 9         | Top 9         | Top 9         | Top 9         | Top 9         | Top 9         | Top 9         | Top 9         | Top 9         | Top 9         | Top 9         | Top 9         | Top 9         | Top 9         | Top 9         | Top 9         | Top 9         | Top 9         | Top 9         | Top 9         | Top 9         | Top 9         | Top 9         | Top 9         | Top 9         | Top 9         | Top 9         | Top 9         | Top 9         | Top 9         | Top 9         | Top 9         | Top 9         | Top 9         | Top 9         | Top 9         | Top 9         | Top 9         | Top 9         | Top 9         | Top 9         | Top 9         | Top 9         | Top 9         | Top 9         | Top 9         | Top 9         | Top 9         | Top 9         | Top 9         | Top 9         | Top 9         | Top 9         | Top 9         | Top 9         | Top 9         | Top 9         | Top 9         | Top 9         | Top 9         | Top 9         | Top 9         | Top 9         | Top 9         | Top 9         | Top 9         | Top 9         | Top 9         | Top 9         | Top 9         | Top 9         | Top 9         | Top 9         | Top 9         | Top 9         | Top 9         | Top 9         | Top 9         | Top 9         | Top 9         | Top 9         | Top 9         | Top 9         | Top 9         | Top 9         | Top 9         | Top 9         | Top 9         | Top 9         | Top 9         | Top 9         | Top 9         | Top 9         | Top 9         | Top 9         | Top 9         | Top 9         | Top 9         | Top 9         | Top 9         | Dolly Parton                                                   | Dolly Parton                                                   | Dolly Parton                                                   | Dolly Parton                                                   | Dolly Parton                                                   | Dolly Parton                                                   | Dolly Parton                                                   | Dolly Parton                                                   | Dolly Parton                                                   | Dolly Parton                                                   | Dolly Parton                                                   | Dolly Parton                                                   | Dolly Parton                                                   | Dolly Parton                                                   | Dolly Parton                                                   | Dolly Parton                                                   | Dolly Parton                                                   | Dolly Parton                                                   | Dolly Parton                                                   | Dolly Parton                                                   | Dolly Parton                                                   | Dolly Parton                                                   | Dolly Parton                                                   | Dolly Parton                                                   | Dolly Parton                                                   | Dolly Parton                                                   | Dolly Parton                                                   | Dolly Parton                                                   | Dolly Parton                                                   | Dolly Parton                                                   | Dolly Parton                                                   | Dolly Parton                                                   | Dolly Parton                                                   | Dolly Parton                                                   | Dolly Parton                                                   | Dolly Parton                                                   | Dolly Parton                                                   | Dolly Parton                                                   | Dolly Parton                                                   | Dolly Parton                                                   | Dolly Parton                                                   | Dolly Parton                                                   | Dolly Parton                                                   | Dolly Parton                                                   | Dolly Parton                                                   | Dolly Parton                                                   | Dolly Parton                                                   | Dolly Parton                                                   | Dolly Parton                                                   | Dolly Parton                                                   | Dolly Parton                                                   | Dolly Parton                                                   | Dolly Parton                                                   | Dolly Parton                                                   | Dolly Parton                                                   | Dolly Parton                                                   | Dolly Parton                                                   | Dolly Parton                                                   | Dolly Parton                                                   | Dolly Parton                                                   | Dolly Parton                                                   | Dolly Parton                                                   | Dolly Parton                                                   | Dolly Parton                                                   | Dolly Parton                                                   | Dolly Parton                                                   | Dolly Parton                                                   | Dolly Parton                                                   | Dolly Parton                                                   | Dolly Parton                                                   | Dolly Parton                                                   | Dolly Parton                                                   | Dolly Parton                                                   | Dolly Parton                                                   | Dolly Parton                                                   | Dolly Parton                                                   | Dolly Parton                                                   | Dolly Parton                                                   | Dolly Parton                                                   | Dolly Parton                                                   | Dolly Parton                                                   | Dolly Parton                                                   | Dolly Parton                                                   | Dolly Parton                                                   | Dolly Parton                                                   | Dolly Parton                                                   | Dolly Parton                                                   | Dolly Parton                                                   | Dolly Parton                                                   | Dolly Parton                                                   | Dolly Parton                                                   | Dolly Parton                                                   | Dolly Parton                                                   | Dolly Parton                                                   | Dolly Parton                                                   | Dolly Parton                                                   | Dolly Parton                                                   | Dolly Parton                                                   | Dolly Parton                                                   | Dolly Parton                                                   | "Smoky Mountain Memories"                                    | "Smoky Mountain Memories"                                    | "Smoky Mountain Memories"                                    | "Smoky Mountain Memories"                                    | "Smoky Mountain Memories"                                    | "Smoky Mountain Memories"                                    | "Smoky Mountain Memories"                                    | "Smoky Mountain Memories"                                    | "Smoky Mountain Memories"                                    | "Smoky Mountain Memories"                                    | "Smoky Mountain Memories"                                    | "Smoky Mountain Memories"                                    | "Smoky Mountain Memories"                                    | "Smoky Mountain Memories"                                    | "Smoky Mountain Memories"                                    | "Smoky Mountain Memories"                                    | "Smoky Mountain Memories"                                    | "Smoky Mountain Memories"                                    | "Smoky Mountain Memories"                                    | "Smoky Mountain Memories"                                    | "Smoky Mountain Memories"                                    | "Smoky Mountain Memories"                                    | "Smoky Mountain Memories"                                    | "Smoky Mountain Memories"                                    | "Smoky Mountain Memories"                                    | "Smoky Mountain Memories"                                    | "Smoky Mountain Memories"                                    | "Smoky Mountain Memories"                                    | "Smoky Mountain Memories"                                    | "Smoky Mountain Memories"                                    | "Smoky Mountain Memories"                                    | "Smoky Mountain Memories"                                    | "Smoky Mountain Memories"                                    | "Smoky Mountain Memories"                                    | "Smoky Mountain Memories"                                    | "Smoky Mountain Memories"                                    | "Smoky Mountain Memories"                                    | "Smoky Mountain Memories"                                    | "Smoky Mountain Memories"                                    | "Smoky Mountain Memories"                                    | "Smoky Mountain Memories"                                    | "Smoky Mountain Memories"                                    | "Smoky Mountain Memories"                                    | "Smoky Mountain Memories"                                    | "Smoky Mountain Memories"                                    | "Smoky Mountain Memories"                                    | "Smoky Mountain Memories"                                    | "Smoky Mountain Memories"                                    | "Smoky Mountain Memories"                                    | "Smoky Mountain Memories"                                    | "Smoky Mountain Memories"                                    | "Smoky Mountain Memories"                                    | "Smoky Mountain Memories"                                    | "Smoky Mountain Memories"                                    | "Smoky Mountain Memories"                                    | "Smoky Mountain Memories"                                    | "Smoky Mountain Memories"                                    | "Smoky Mountain Memories"                                    | "Smoky Mountain Memories"                                    | "Smoky Mountain Memories"                                    | "Smoky Mountain Memories"                                    | "Smoky Mountain Memories"                                    | "Smoky Mountain Memories"                                    | "Smoky Mountain Memories"                                    | "Smoky Mountain Memories"                                    | "Smoky Mountain Memories"                                    | "Smoky Mountain Memories"                                    | "Smoky Mountain Memories"                                    | "Smoky Mountain Memories"                                    | "Smoky Mountain Memories"                                    | "Smoky Mountain Memories"                                    | "Smoky Mountain Memories"                                    | "Smoky Mountain Memories"                                    | "Smoky Mountain Memories"                                    | "Smoky Mountain Memories"                                    | "Smoky Mountain Memories"                                    | "Smoky Mountain Memories"                                    | "Smoky Mountain Memories"                                    | "Smoky Mountain Memories"                                    | "Smoky Mountain Memories"                                    | "Smoky Mountain Memories"                                    | "Smoky Mountain Memories"                                    | "Smoky Mountain Memories"                                    | "Smoky Mountain Memories"                                    | "Smoky Mountain Memories"                                    | "Smoky Mountain Memories"                                    | "Smoky Mountain Memories"                                    | "Smoky Mountain Memories"                                    | "Smoky Mountain Memories"                                    | "Smoky Mountain Memories"                                    | "Smoky Mountain Memories"                                    | "Smoky Mountain Memories"                                    | "Smoky Mountain Memories"                                    | "Smoky Mountain Memories"                                    | "Smoky Mountain Memories"                                    | "Smoky Mountain Memories"                                    | "Smoky Mountain Memories"                                    | "Smoky Mountain Memories"                                    | "Smoky Mountain Memories"                                    | "Smoky Mountain Memories"                                    | Dolly Parton                                         | Dolly Parton                                         | Dolly Parton                                         | Dolly Parton                                         | Dolly Parton                                         | Dolly Parton                                         | Dolly Parton                                         | Dolly Parton                                         | Dolly Parton                                         | Dolly Parton                                         | Dolly Parton                                         | Dolly Parton                                         | Dolly Parton                                         | Dolly Parton                                         | Dolly Parton                                         | Dolly Parton                                         | Dolly Parton                                         | Dolly Parton                                         | Dolly Parton                                         | Dolly Parton                                         | Dolly Parton                                         | Dolly Parton                                         | Dolly Parton                                         | Dolly Parton                                         | Dolly Parton                                         | Dolly Parton                                         | Dolly Parton                                         | Dolly Parton                                         | Dolly Parton                                         | Dolly Parton                                         | Dolly Parton                                         | Dolly Parton                                         | Dolly Parton                                         | Dolly Parton                                         | Dolly Parton                                         | Dolly Parton                                         | Dolly Parton                                         | Dolly Parton                                         | Dolly Parton                                         | Dolly Parton                                         | Dolly Parton                                         | Dolly Parton                                         | Dolly Parton                                         | Dolly Parton                                         | Dolly Parton                                         | Dolly Parton                                         | Dolly Parton                                         | Dolly Parton                                         | Dolly Parton                                         | Dolly Parton                                         | Dolly Parton                                         | Dolly Parton                                         | Dolly Parton                                         | Dolly Parton                                         | Dolly Parton                                         | Dolly Parton                                         | Dolly Parton                                         | Dolly Parton                                         | Dolly Parton                                         | Dolly Parton                                         | Dolly Parton                                         | Dolly Parton                                         | Dolly Parton                                         | Dolly Parton                                         | Dolly Parton                                         | Dolly Parton                                         | Dolly Parton                                         | Dolly Parton                                         | Dolly Parton                                         | Dolly Parton                                         | Dolly Parton                                         | Dolly Parton                                         | Dolly Parton                                         | Dolly Parton                                         | Dolly Parton                                         | Dolly Parton                                         | Dolly Parton                                         | Dolly Parton                                         | Dolly Parton                                         | Dolly Parton                                         | Dolly Parton                                         | Dolly Parton                                         | Dolly Parton                                         | Dolly Parton                                         | Dolly Parton                                         | Dolly Parton                                         | Dolly Parton                                         | Dolly Parton                                         | Dolly Parton                                         | Dolly Parton                                         | Dolly Parton                                         | Dolly Parton                                         | Dolly Parton                                         | Dolly Parton                                         | Dolly Parton                                         | Dolly Parton                                         | Dolly Parton                                         | Dolly Parton                                         | Dolly Parton                                         | Dolly Parton                                         | 6         | 6         | 6         | 6         | 6         | 6         | 6         | 6         | 6         | 6         | 6         | 6         | 6         | 6         | 6         | 6         | 6         | 6         | 6         | 6         | 6         | 6         | 6         | 6         | 6         | 6         | 6         | 6         | 6         | 6         | 6         | 6         | 6         | 6         | 6         | 6         | 6         | 6         | 6         | 6         | 6         | 6         | 6         | 6         | 6         | 6         | 6         | 6         | 6         | 6         | 6         | 6         | 6         | 6         | 6         | 6         | 6         | 6         | 6         | 6         | 6         | 6         | 6         | 6         | 6         | 6         | 6         | 6         | 6         | 6         | 6         | 6         | 6         | 6         | 6         | 6         | 6         | 6         | 6         | 6         | 6         | 6         | 6         | 6         | 6         | 6         | 6         | 6         | 6         | 6         | 6         | 6         | 6         | 6         | 6         | 6         | 6         | 6         | 6         | 6         | Bezpieczny     | Bezpieczny     | Bezpieczny     | Bezpieczny     | Bezpieczny     | Bezpieczny     | Bezpieczny     | Bezpieczny     | Bezpieczny     | Bezpieczny     | Bezpieczny     | Bezpieczny     | Bezpieczny     | Bezpieczny     | Bezpieczny     | Bezpieczny     | Bezpieczny     | Bezpieczny     | Bezpieczny     | Bezpieczny     | Bezpieczny     | Bezpieczny     | Bezpieczny     | Bezpieczny     | Bezpieczny     | Bezpieczny     | Bezpieczny     | Bezpieczny     | Bezpieczny     | Bezpieczny     | Bezpieczny     | Bezpieczny     | Bezpieczny     | Bezpieczny     | Bezpieczny     | Bezpieczny     | Bezpieczny     | Bezpieczny     | Bezpieczny     | Bezpieczny     | Bezpieczny     | Bezpieczny     | Bezpieczny     | Bezpieczny     | Bezpieczny     | Bezpieczny     | Bezpieczny     | Bezpieczny     | Bezpieczny     | Bezpieczny     | Bezpieczny     | Bezpieczny     | Bezpieczny     | Bezpieczny     | Bezpieczny     | Bezpieczny     | Bezpieczny     | Bezpieczny     | Bezpieczny     | Bezpieczny     | Bezpieczny     | Bezpieczny     | Bezpieczny     | Bezpieczny     | Bezpieczny     | Bezpieczny     | Bezpieczny     | Bezpieczny     | Bezpieczny     | Bezpieczny     | Bezpieczny     | Bezpieczny     | Bezpieczny     | Bezpieczny     | Bezpieczny     | Bezpieczny     | Bezpieczny     | Bezpieczny     | Bezpieczny     | Bezpieczny     | Bezpieczny     | Bezpieczny     | Bezpieczny     | Bezpieczny     | Bezpieczny     | Bezpieczny     | Bezpieczny     | Bezpieczny     | Bezpieczny     | Bezpieczny     | Bezpieczny     | Bezpieczny     | Bezpieczny     | Bezpieczny     | Bezpieczny     | Bezpieczny     | Bezpieczny     | Bezpieczny     | Bezpieczny     | Bezpieczny     |
| Top 8         | Top 8         | Top 8         | Top 8         | Top 8         | Top 8         | Top 8         | Top 8         | Top 8         | Top 8         | Top 8         | Top 8         | Top 8         | Top 8         | Top 8         | Top 8         | Top 8         | Top 8         | Top 8         | Top 8         | Top 8         | Top 8         | Top 8         | Top 8         | Top 8         | Top 8         | Top 8         | Top 8         | Top 8         | Top 8         | Top 8         | Top 8         | Top 8         | Top 8         | Top 8         | Top 8         | Top 8         | Top 8         | Top 8         | Top 8         | Top 8         | Top 8         | Top 8         | Top 8         | Top 8         | Top 8         | Top 8         | Top 8         | Top 8         | Top 8         | Top 8         | Top 8         | Top 8         | Top 8         | Top 8         | Top 8         | Top 8         | Top 8         | Top 8         | Top 8         | Top 8         | Top 8         | Top 8         | Top 8         | Top 8         | Top 8         | Top 8         | Top 8         | Top 8         | Top 8         | Top 8         | Top 8         | Top 8         | Top 8         | Top 8         | Top 8         | Top 8         | Top 8         | Top 8         | Top 8         | Top 8         | Top 8         | Top 8         | Top 8         | Top 8         | Top 8         | Top 8         | Top 8         | Top 8         | Top 8         | Top 8         | Top 8         | Top 8         | Top 8         | Top 8         | Top 8         | Top 8         | Top 8         | Top 8         | Top 8         | Muzyka inspiracyjna                                            | Muzyka inspiracyjna                                            | Muzyka inspiracyjna                                            | Muzyka inspiracyjna                                            | Muzyka inspiracyjna                                            | Muzyka inspiracyjna                                            | Muzyka inspiracyjna                                            | Muzyka inspiracyjna                                            | Muzyka inspiracyjna                                            | Muzyka inspiracyjna                                            | Muzyka inspiracyjna                                            | Muzyka inspiracyjna                                            | Muzyka inspiracyjna                                            | Muzyka inspiracyjna                                            | Muzyka inspiracyjna                                            | Muzyka inspiracyjna                                            | Muzyka inspiracyjna                                            | Muzyka inspiracyjna                                            | Muzyka inspiracyjna                                            | Muzyka inspiracyjna                                            | Muzyka inspiracyjna                                            | Muzyka inspiracyjna                                            | Muzyka inspiracyjna                                            | Muzyka inspiracyjna                                            | Muzyka inspiracyjna                                            | Muzyka inspiracyjna                                            | Muzyka inspiracyjna                                            | Muzyka inspiracyjna                                            | Muzyka inspiracyjna                                            | Muzyka inspiracyjna                                            | Muzyka inspiracyjna                                            | Muzyka inspiracyjna                                            | Muzyka inspiracyjna                                            | Muzyka inspiracyjna                                            | Muzyka inspiracyjna                                            | Muzyka inspiracyjna                                            | Muzyka inspiracyjna                                            | Muzyka inspiracyjna                                            | Muzyka inspiracyjna                                            | Muzyka inspiracyjna                                            | Muzyka inspiracyjna                                            | Muzyka inspiracyjna                                            | Muzyka inspiracyjna                                            | Muzyka inspiracyjna                                            | Muzyka inspiracyjna                                            | Muzyka inspiracyjna                                            | Muzyka inspiracyjna                                            | Muzyka inspiracyjna                                            | Muzyka inspiracyjna                                            | Muzyka inspiracyjna                                            | Muzyka inspiracyjna                                            | Muzyka inspiracyjna                                            | Muzyka inspiracyjna                                            | Muzyka inspiracyjna                                            | Muzyka inspiracyjna                                            | Muzyka inspiracyjna                                            | Muzyka inspiracyjna                                            | Muzyka inspiracyjna                                            | Muzyka inspiracyjna                                            | Muzyka inspiracyjna                                            | Muzyka inspiracyjna                                            | Muzyka inspiracyjna                                            | Muzyka inspiracyjna                                            | Muzyka inspiracyjna                                            | Muzyka inspiracyjna                                            | Muzyka inspiracyjna                                            | Muzyka inspiracyjna                                            | Muzyka inspiracyjna                                            | Muzyka inspiracyjna                                            | Muzyka inspiracyjna                                            | Muzyka inspiracyjna                                            | Muzyka inspiracyjna                                            | Muzyka inspiracyjna                                            | Muzyka inspiracyjna                                            | Muzyka inspiracyjna                                            | Muzyka inspiracyjna                                            | Muzyka inspiracyjna                                            | Muzyka inspiracyjna                                            | Muzyka inspiracyjna                                            | Muzyka inspiracyjna                                            | Muzyka inspiracyjna                                            | Muzyka inspiracyjna                                            | Muzyka inspiracyjna                                            | Muzyka inspiracyjna                                            | Muzyka inspiracyjna                                            | Muzyka inspiracyjna                                            | Muzyka inspiracyjna                                            | Muzyka inspiracyjna                                            | Muzyka inspiracyjna                                            | Muzyka inspiracyjna                                            | Muzyka inspiracyjna                                            | Muzyka inspiracyjna                                            | Muzyka inspiracyjna                                            | Muzyka inspiracyjna                                            | Muzyka inspiracyjna                                            | Muzyka inspiracyjna                                            | Muzyka inspiracyjna                                            | Muzyka inspiracyjna                                            | Muzyka inspiracyjna                                            | Muzyka inspiracyjna                                            | "Angels"                                                     | "Angels"                                                     | "Angels"                                                     | "Angels"                                                     | "Angels"                                                     | "Angels"                                                     | "Angels"                                                     | "Angels"                                                     | "Angels"                                                     | "Angels"                                                     | "Angels"                                                     | "Angels"                                                     | "Angels"                                                     | "Angels"                                                     | "Angels"                                                     | "Angels"                                                     | "Angels"                                                     | "Angels"                                                     | "Angels"                                                     | "Angels"                                                     | "Angels"                                                     | "Angels"                                                     | "Angels"                                                     | "Angels"                                                     | "Angels"                                                     | "Angels"                                                     | "Angels"                                                     | "Angels"                                                     | "Angels"                                                     | "Angels"                                                     | "Angels"                                                     | "Angels"                                                     | "Angels"                                                     | "Angels"                                                     | "Angels"                                                     | "Angels"                                                     | "Angels"                                                     | "Angels"                                                     | "Angels"                                                     | "Angels"                                                     | "Angels"                                                     | "Angels"                                                     | "Angels"                                                     | "Angels"                                                     | "Angels"                                                     | "Angels"                                                     | "Angels"                                                     | "Angels"                                                     | "Angels"                                                     | "Angels"                                                     | "Angels"                                                     | "Angels"                                                     | "Angels"                                                     | "Angels"                                                     | "Angels"                                                     | "Angels"                                                     | "Angels"                                                     | "Angels"                                                     | "Angels"                                                     | "Angels"                                                     | "Angels"                                                     | "Angels"                                                     | "Angels"                                                     | "Angels"                                                     | "Angels"                                                     | "Angels"                                                     | "Angels"                                                     | "Angels"                                                     | "Angels"                                                     | "Angels"                                                     | "Angels"                                                     | "Angels"                                                     | "Angels"                                                     | "Angels"                                                     | "Angels"                                                     | "Angels"                                                     | "Angels"                                                     | "Angels"                                                     | "Angels"                                                     | "Angels"                                                     | "Angels"                                                     | "Angels"                                                     | "Angels"                                                     | "Angels"                                                     | "Angels"                                                     | "Angels"                                                     | "Angels"                                                     | "Angels"                                                     | "Angels"                                                     | "Angels"                                                     | "Angels"                                                     | "Angels"                                                     | "Angels"                                                     | "Angels"                                                     | "Angels"                                                     | "Angels"                                                     | "Angels"                                                     | "Angels"                                                     | "Angels"                                                     | "Angels"                                                     | Robbie Williams                                      | Robbie Williams                                      | Robbie Williams                                      | Robbie Williams                                      | Robbie Williams                                      | Robbie Williams                                      | Robbie Williams                                      | Robbie Williams                                      | Robbie Williams                                      | Robbie Williams                                      | Robbie Williams                                      | Robbie Williams                                      | Robbie Williams                                      | Robbie Williams                                      | Robbie Williams                                      | Robbie Williams                                      | Robbie Williams                                      | Robbie Williams                                      | Robbie Williams                                      | Robbie Williams                                      | Robbie Williams                                      | Robbie Williams                                      | Robbie Williams                                      | Robbie Williams                                      | Robbie Williams                                      | Robbie Williams                                      | Robbie Williams                                      | Robbie Williams                                      | Robbie Williams                                      | Robbie Williams                                      | Robbie Williams                                      | Robbie Williams                                      | Robbie Williams                                      | Robbie Williams                                      | Robbie Williams                                      | Robbie Williams                                      | Robbie Williams                                      | Robbie Williams                                      | Robbie Williams                                      | Robbie Williams                                      | Robbie Williams                                      | Robbie Williams                                      | Robbie Williams                                      | Robbie Williams                                      | Robbie Williams                                      | Robbie Williams                                      | Robbie Williams                                      | Robbie Williams                                      | Robbie Williams                                      | Robbie Williams                                      | Robbie Williams                                      | Robbie Williams                                      | Robbie Williams                                      | Robbie Williams                                      | Robbie Williams                                      | Robbie Williams                                      | Robbie Williams                                      | Robbie Williams                                      | Robbie Williams                                      | Robbie Williams                                      | Robbie Williams                                      | Robbie Williams                                      | Robbie Williams                                      | Robbie Williams                                      | Robbie Williams                                      | Robbie Williams                                      | Robbie Williams                                      | Robbie Williams                                      | Robbie Williams                                      | Robbie Williams                                      | Robbie Williams                                      | Robbie Williams                                      | Robbie Williams                                      | Robbie Williams                                      | Robbie Williams                                      | Robbie Williams                                      | Robbie Williams                                      | Robbie Williams                                      | Robbie Williams                                      | Robbie Williams                                      | Robbie Williams                                      | Robbie Williams                                      | Robbie Williams                                      | Robbie Williams                                      | Robbie Williams                                      | Robbie Williams                                      | Robbie Williams                                      | Robbie Williams                                      | Robbie Williams                                      | Robbie Williams                                      | Robbie Williams                                      | Robbie Williams                                      | Robbie Williams                                      | Robbie Williams                                      | Robbie Williams                                      | Robbie Williams                                      | Robbie Williams                                      | Robbie Williams                                      | Robbie Williams                                      | Robbie Williams                                      | 7         | 7         | 7         | 7         | 7         | 7         | 7         | 7         | 7         | 7         | 7         | 7         | 7         | 7         | 7         | 7         | 7         | 7         | 7         | 7         | 7         | 7         | 7         | 7         | 7         | 7         | 7         | 7         | 7         | 7         | 7         | 7         | 7         | 7         | 7         | 7         | 7         | 7         | 7         | 7         | 7         | 7         | 7         | 7         | 7         | 7         | 7         | 7         | 7         | 7         | 7         | 7         | 7         | 7         | 7         | 7         | 7         | 7         | 7         | 7         | 7         | 7         | 7         | 7         | 7         | 7         | 7         | 7         | 7         | 7         | 7         | 7         | 7         | 7         | 7         | 7         | 7         | 7         | 7         | 7         | 7         | 7         | 7         | 7         | 7         | 7         | 7         | 7         | 7         | 7         | 7         | 7         | 7         | 7         | 7         | 7         | 7         | 7         | 7         | 7         | Bezpieczny     | Bezpieczny     | Bezpieczny     | Bezpieczny     | Bezpieczny     | Bezpieczny     | Bezpieczny     | Bezpieczny     | Bezpieczny     | Bezpieczny     | Bezpieczny     | Bezpieczny     | Bezpieczny     | Bezpieczny     | Bezpieczny     | Bezpieczny     | Bezpieczny     | Bezpieczny     | Bezpieczny     | Bezpieczny     | Bezpieczny     | Bezpieczny     | Bezpieczny     | Bezpieczny     | Bezpieczny     | Bezpieczny     | Bezpieczny     | Bezpieczny     | Bezpieczny     | Bezpieczny     | Bezpieczny     | Bezpieczny     | Bezpieczny     | Bezpieczny     | Bezpieczny     | Bezpieczny     | Bezpieczny     | Bezpieczny     | Bezpieczny     | Bezpieczny     | Bezpieczny     | Bezpieczny     | Bezpieczny     | Bezpieczny     | Bezpieczny     | Bezpieczny     | Bezpieczny     | Bezpieczny     | Bezpieczny     | Bezpieczny     | Bezpieczny     | Bezpieczny     | Bezpieczny     | Bezpieczny     | Bezpieczny     | Bezpieczny     | Bezpieczny     | Bezpieczny     | Bezpieczny     | Bezpieczny     | Bezpieczny     | Bezpieczny     | Bezpieczny     | Bezpieczny     | Bezpieczny     | Bezpieczny     | Bezpieczny     | Bezpieczny     | Bezpieczny     | Bezpieczny     | Bezpieczny     | Bezpieczny     | Bezpieczny     | Bezpieczny     | Bezpieczny     | Bezpieczny     | Bezpieczny     | Bezpieczny     | Bezpieczny     | Bezpieczny     | Bezpieczny     | Bezpieczny     | Bezpieczny     | Bezpieczny     | Bezpieczny     | Bezpieczny     | Bezpieczny     | Bezpieczny     | Bezpieczny     | Bezpieczny     | Bezpieczny     | Bezpieczny     | Bezpieczny     | Bezpieczny     | Bezpieczny     | Bezpieczny     | Bezpieczny     | Bezpieczny     | Bezpieczny     | Bezpieczny     |
| Top 7         | Top 7         | Top 7         | Top 7         | Top 7         | Top 7         | Top 7         | Top 7         | Top 7         | Top 7         | Top 7         | Top 7         | Top 7         | Top 7         | Top 7         | Top 7         | Top 7         | Top 7         | Top 7         | Top 7         | Top 7         | Top 7         | Top 7         | Top 7         | Top 7         | Top 7         | Top 7         | Top 7         | Top 7         | Top 7         | Top 7         | Top 7         | Top 7         | Top 7         | Top 7         | Top 7         | Top 7         | Top 7         | Top 7         | Top 7         | Top 7         | Top 7         | Top 7         | Top 7         | Top 7         | Top 7         | Top 7         | Top 7         | Top 7         | Top 7         | Top 7         | Top 7         | Top 7         | Top 7         | Top 7         | Top 7         | Top 7         | Top 7         | Top 7         | Top 7         | Top 7         | Top 7         | Top 7         | Top 7         | Top 7         | Top 7         | Top 7         | Top 7         | Top 7         | Top 7         | Top 7         | Top 7         | Top 7         | Top 7         | Top 7         | Top 7         | Top 7         | Top 7         | Top 7         | Top 7         | Top 7         | Top 7         | Top 7         | Top 7         | Top 7         | Top 7         | Top 7         | Top 7         | Top 7         | Top 7         | Top 7         | Top 7         | Top 7         | Top 7         | Top 7         | Top 7         | Top 7         | Top 7         | Top 7         | Top 7         | Mariah Carey                                                   | Mariah Carey                                                   | Mariah Carey                                                   | Mariah Carey                                                   | Mariah Carey                                                   | Mariah Carey                                                   | Mariah Carey                                                   | Mariah Carey                                                   | Mariah Carey                                                   | Mariah Carey                                                   | Mariah Carey                                                   | Mariah Carey                                                   | Mariah Carey                                                   | Mariah Carey                                                   | Mariah Carey                                                   | Mariah Carey                                                   | Mariah Carey                                                   | Mariah Carey                                                   | Mariah Carey                                                   | Mariah Carey                                                   | Mariah Carey                                                   | Mariah Carey                                                   | Mariah Carey                                                   | Mariah Carey                                                   | Mariah Carey                                                   | Mariah Carey                                                   | Mariah Carey                                                   | Mariah Carey                                                   | Mariah Carey                                                   | Mariah Carey                                                   | Mariah Carey                                                   | Mariah Carey                                                   | Mariah Carey                                                   | Mariah Carey                                                   | Mariah Carey                                                   | Mariah Carey                                                   | Mariah Carey                                                   | Mariah Carey                                                   | Mariah Carey                                                   | Mariah Carey                                                   | Mariah Carey                                                   | Mariah Carey                                                   | Mariah Carey                                                   | Mariah Carey                                                   | Mariah Carey                                                   | Mariah Carey                                                   | Mariah Carey                                                   | Mariah Carey                                                   | Mariah Carey                                                   | Mariah Carey                                                   | Mariah Carey                                                   | Mariah Carey                                                   | Mariah Carey                                                   | Mariah Carey                                                   | Mariah Carey                                                   | Mariah Carey                                                   | Mariah Carey                                                   | Mariah Carey                                                   | Mariah Carey                                                   | Mariah Carey                                                   | Mariah Carey                                                   | Mariah Carey                                                   | Mariah Carey                                                   | Mariah Carey                                                   | Mariah Carey                                                   | Mariah Carey                                                   | Mariah Carey                                                   | Mariah Carey                                                   | Mariah Carey                                                   | Mariah Carey                                                   | Mariah Carey                                                   | Mariah Carey                                                   | Mariah Carey                                                   | Mariah Carey                                                   | Mariah Carey                                                   | Mariah Carey                                                   | Mariah Carey                                                   | Mariah Carey                                                   | Mariah Carey                                                   | Mariah Carey                                                   | Mariah Carey                                                   | Mariah Carey                                                   | Mariah Carey                                                   | Mariah Carey                                                   | Mariah Carey                                                   | Mariah Carey                                                   | Mariah Carey                                                   | Mariah Carey                                                   | Mariah Carey                                                   | Mariah Carey                                                   | Mariah Carey                                                   | Mariah Carey                                                   | Mariah Carey                                                   | Mariah Carey                                                   | Mariah Carey                                                   | Mariah Carey                                                   | Mariah Carey                                                   | Mariah Carey                                                   | Mariah Carey                                                   | Mariah Carey                                                   | "When You Believe"                                           | "When You Believe"                                           | "When You Believe"                                           | "When You Believe"                                           | "When You Believe"                                           | "When You Believe"                                           | "When You Believe"                                           | "When You Believe"                                           | "When You Believe"                                           | "When You Believe"                                           | "When You Believe"                                           | "When You Believe"                                           | "When You Believe"                                           | "When You Believe"                                           | "When You Believe"                                           | "When You Believe"                                           | "When You Believe"                                           | "When You Believe"                                           | "When You Believe"                                           | "When You Believe"                                           | "When You Believe"                                           | "When You Believe"                                           | "When You Believe"                                           | "When You Believe"                                           | "When You Believe"                                           | "When You Believe"                                           | "When You Believe"                                           | "When You Believe"                                           | "When You Believe"                                           | "When You Believe"                                           | "When You Believe"                                           | "When You Believe"                                           | "When You Believe"                                           | "When You Believe"                                           | "When You Believe"                                           | "When You Believe"                                           | "When You Believe"                                           | "When You Believe"                                           | "When You Believe"                                           | "When You Believe"                                           | "When You Believe"                                           | "When You Believe"                                           | "When You Believe"                                           | "When You Believe"                                           | "When You Believe"                                           | "When You Believe"                                           | "When You Believe"                                           | "When You Believe"                                           | "When You Believe"                                           | "When You Believe"                                           | "When You Believe"                                           | "When You Believe"                                           | "When You Believe"                                           | "When You Believe"                                           | "When You Believe"                                           | "When You Believe"                                           | "When You Believe"                                           | "When You Believe"                                           | "When You Believe"                                           | "When You Believe"                                           | "When You Believe"                                           | "When You Believe"                                           | "When You Believe"                                           | "When You Believe"                                           | "When You Believe"                                           | "When You Believe"                                           | "When You Believe"                                           | "When You Believe"                                           | "When You Believe"                                           | "When You Believe"                                           | "When You Believe"                                           | "When You Believe"                                           | "When You Believe"                                           | "When You Believe"                                           | "When You Believe"                                           | "When You Believe"                                           | "When You Believe"                                           | "When You Believe"                                           | "When You Believe"                                           | "When You Believe"                                           | "When You Believe"                                           | "When You Believe"                                           | "When You Believe"                                           | "When You Believe"                                           | "When You Believe"                                           | "When You Believe"                                           | "When You Believe"                                           | "When You Believe"                                           | "When You Believe"                                           | "When You Believe"                                           | "When You Believe"                                           | "When You Believe"                                           | "When You Believe"                                           | "When You Believe"                                           | "When You Believe"                                           | "When You Believe"                                           | "When You Believe"                                           | "When You Believe"                                           | "When You Believe"                                           | "When You Believe"                                           | Mariah Carey                                         | Mariah Carey                                         | Mariah Carey                                         | Mariah Carey                                         | Mariah Carey                                         | Mariah Carey                                         | Mariah Carey                                         | Mariah Carey                                         | Mariah Carey                                         | Mariah Carey                                         | Mariah Carey                                         | Mariah Carey                                         | Mariah Carey                                         | Mariah Carey                                         | Mariah Carey                                         | Mariah Carey                                         | Mariah Carey                                         | Mariah Carey                                         | Mariah Carey                                         | Mariah Carey                                         | Mariah Carey                                         | Mariah Carey                                         | Mariah Carey                                         | Mariah Carey                                         | Mariah Carey                                         | Mariah Carey                                         | Mariah Carey                                         | Mariah Carey                                         | Mariah Carey                                         | Mariah Carey                                         | Mariah Carey                                         | Mariah Carey                                         | Mariah Carey                                         | Mariah Carey                                         | Mariah Carey                                         | Mariah Carey                                         | Mariah Carey                                         | Mariah Carey                                         | Mariah Carey                                         | Mariah Carey                                         | Mariah Carey                                         | Mariah Carey                                         | Mariah Carey                                         | Mariah Carey                                         | Mariah Carey                                         | Mariah Carey                                         | Mariah Carey                                         | Mariah Carey                                         | Mariah Carey                                         | Mariah Carey                                         | Mariah Carey                                         | Mariah Carey                                         | Mariah Carey                                         | Mariah Carey                                         | Mariah Carey                                         | Mariah Carey                                         | Mariah Carey                                         | Mariah Carey                                         | Mariah Carey                                         | Mariah Carey                                         | Mariah Carey                                         | Mariah Carey                                         | Mariah Carey                                         | Mariah Carey                                         | Mariah Carey                                         | Mariah Carey                                         | Mariah Carey                                         | Mariah Carey                                         | Mariah Carey                                         | Mariah Carey                                         | Mariah Carey                                         | Mariah Carey                                         | Mariah Carey                                         | Mariah Carey                                         | Mariah Carey                                         | Mariah Carey                                         | Mariah Carey                                         | Mariah Carey                                         | Mariah Carey                                         | Mariah Carey                                         | Mariah Carey                                         | Mariah Carey                                         | Mariah Carey                                         | Mariah Carey                                         | Mariah Carey                                         | Mariah Carey                                         | Mariah Carey                                         | Mariah Carey                                         | Mariah Carey                                         | Mariah Carey                                         | Mariah Carey                                         | Mariah Carey                                         | Mariah Carey                                         | Mariah Carey                                         | Mariah Carey                                         | Mariah Carey                                         | Mariah Carey                                         | Mariah Carey                                         | Mariah Carey                                         | Mariah Carey                                         | 1         | 1         | 1         | 1         | 1         | 1         | 1         | 1         | 1         | 1         | 1         | 1         | 1         | 1         | 1         | 1         | 1         | 1         | 1         | 1         | 1         | 1         | 1         | 1         | 1         | 1         | 1         | 1         | 1         | 1         | 1         | 1         | 1         | 1         | 1         | 1         | 1         | 1         | 1         | 1         | 1         | 1         | 1         | 1         | 1         | 1         | 1         | 1         | 1         | 1         | 1         | 1         | 1         | 1         | 1         | 1         | 1         | 1         | 1         | 1         | 1         | 1         | 1         | 1         | 1         | 1         | 1         | 1         | 1         | 1         | 1         | 1         | 1         | 1         | 1         | 1         | 1         | 1         | 1         | 1         | 1         | 1         | 1         | 1         | 1         | 1         | 1         | 1         | 1         | 1         | 1         | 1         | 1         | 1         | 1         | 1         | 1         | 1         | 1         | 1         | Bezpieczny     | Bezpieczny     | Bezpieczny     | Bezpieczny     | Bezpieczny     | Bezpieczny     | Bezpieczny     | Bezpieczny     | Bezpieczny     | Bezpieczny     | Bezpieczny     | Bezpieczny     | Bezpieczny     | Bezpieczny     | Bezpieczny     | Bezpieczny     | Bezpieczny     | Bezpieczny     | Bezpieczny     | Bezpieczny     | Bezpieczny     | Bezpieczny     | Bezpieczny     | Bezpieczny     | Bezpieczny     | Bezpieczny     | Bezpieczny     | Bezpieczny     | Bezpieczny     | Bezpieczny     | Bezpieczny     | Bezpieczny     | Bezpieczny     | Bezpieczny     | Bezpieczny     | Bezpieczny     | Bezpieczny     | Bezpieczny     | Bezpieczny     | Bezpieczny     | Bezpieczny     | Bezpieczny     | Bezpieczny     | Bezpieczny     | Bezpieczny     | Bezpieczny     | Bezpieczny     | Bezpieczny     | Bezpieczny     | Bezpieczny     | Bezpieczny     | Bezpieczny     | Bezpieczny     | Bezpieczny     | Bezpieczny     | Bezpieczny     | Bezpieczny     | Bezpieczny     | Bezpieczny     | Bezpieczny     | Bezpieczny     | Bezpieczny     | Bezpieczny     | Bezpieczny     | Bezpieczny     | Bezpieczny     | Bezpieczny     | Bezpieczny     | Bezpieczny     | Bezpieczny     | Bezpieczny     | Bezpieczny     | Bezpieczny     | Bezpieczny     | Bezpieczny     | Bezpieczny     | Bezpieczny     | Bezpieczny     | Bezpieczny     | Bezpieczny     | Bezpieczny     | Bezpieczny     | Bezpieczny     | Bezpieczny     | Bezpieczny     | Bezpieczny     | Bezpieczny     | Bezpieczny     | Bezpieczny     | Bezpieczny     | Bezpieczny     | Bezpieczny     | Bezpieczny     | Bezpieczny     | Bezpieczny     | Bezpieczny     | Bezpieczny     | Bezpieczny     | Bezpieczny     | Bezpieczny     |
| Top 6         | Top 6         | Top 6         | Top 6         | Top 6         | Top 6         | Top 6         | Top 6         | Top 6         | Top 6         | Top 6         | Top 6         | Top 6         | Top 6         | Top 6         | Top 6         | Top 6         | Top 6         | Top 6         | Top 6         | Top 6         | Top 6         | Top 6         | Top 6         | Top 6         | Top 6         | Top 6         | Top 6         | Top 6         | Top 6         | Top 6         | Top 6         | Top 6         | Top 6         | Top 6         | Top 6         | Top 6         | Top 6         | Top 6         | Top 6         | Top 6         | Top 6         | Top 6         | Top 6         | Top 6         | Top 6         | Top 6         | Top 6         | Top 6         | Top 6         | Top 6         | Top 6         | Top 6         | Top 6         | Top 6         | Top 6         | Top 6         | Top 6         | Top 6         | Top 6         | Top 6         | Top 6         | Top 6         | Top 6         | Top 6         | Top 6         | Top 6         | Top 6         | Top 6         | Top 6         | Top 6         | Top 6         | Top 6         | Top 6         | Top 6         | Top 6         | Top 6         | Top 6         | Top 6         | Top 6         | Top 6         | Top 6         | Top 6         | Top 6         | Top 6         | Top 6         | Top 6         | Top 6         | Top 6         | Top 6         | Top 6         | Top 6         | Top 6         | Top 6         | Top 6         | Top 6         | Top 6         | Top 6         | Top 6         | Top 6         | Andrew Lloyd Webber                                            | Andrew Lloyd Webber                                            | Andrew Lloyd Webber                                            | Andrew Lloyd Webber                                            | Andrew Lloyd Webber                                            | Andrew Lloyd Webber                                            | Andrew Lloyd Webber                                            | Andrew Lloyd Webber                                            | Andrew Lloyd Webber                                            | Andrew Lloyd Webber                                            | Andrew Lloyd Webber                                            | Andrew Lloyd Webber                                            | Andrew Lloyd Webber                                            | Andrew Lloyd Webber                                            | Andrew Lloyd Webber                                            | Andrew Lloyd Webber                                            | Andrew Lloyd Webber                                            | Andrew Lloyd Webber                                            | Andrew Lloyd Webber                                            | Andrew Lloyd Webber                                            | Andrew Lloyd Webber                                            | Andrew Lloyd Webber                                            | Andrew Lloyd Webber                                            | Andrew Lloyd Webber                                            | Andrew Lloyd Webber                                            | Andrew Lloyd Webber                                            | Andrew Lloyd Webber                                            | Andrew Lloyd Webber                                            | Andrew Lloyd Webber                                            | Andrew Lloyd Webber                                            | Andrew Lloyd Webber                                            | Andrew Lloyd Webber                                            | Andrew Lloyd Webber                                            | Andrew Lloyd Webber                                            | Andrew Lloyd Webber                                            | Andrew Lloyd Webber                                            | Andrew Lloyd Webber                                            | Andrew Lloyd Webber                                            | Andrew Lloyd Webber                                            | Andrew Lloyd Webber                                            | Andrew Lloyd Webber                                            | Andrew Lloyd Webber                                            | Andrew Lloyd Webber                                            | Andrew Lloyd Webber                                            | Andrew Lloyd Webber                                            | Andrew Lloyd Webber                                            | Andrew Lloyd Webber                                            | Andrew Lloyd Webber                                            | Andrew Lloyd Webber                                            | Andrew Lloyd Webber                                            | Andrew Lloyd Webber                                            | Andrew Lloyd Webber                                            | Andrew Lloyd Webber                                            | Andrew Lloyd Webber                                            | Andrew Lloyd Webber                                            | Andrew Lloyd Webber                                            | Andrew Lloyd Webber                                            | Andrew Lloyd Webber                                            | Andrew Lloyd Webber                                            | Andrew Lloyd Webber                                            | Andrew Lloyd Webber                                            | Andrew Lloyd Webber                                            | Andrew Lloyd Webber                                            | Andrew Lloyd Webber                                            | Andrew Lloyd Webber                                            | Andrew Lloyd Webber                                            | Andrew Lloyd Webber                                            | Andrew Lloyd Webber                                            | Andrew Lloyd Webber                                            | Andrew Lloyd Webber                                            | Andrew Lloyd Webber                                            | Andrew Lloyd Webber                                            | Andrew Lloyd Webber                                            | Andrew Lloyd Webber                                            | Andrew Lloyd Webber                                            | Andrew Lloyd Webber                                            | Andrew Lloyd Webber                                            | Andrew Lloyd Webber                                            | Andrew Lloyd Webber                                            | Andrew Lloyd Webber                                            | Andrew Lloyd Webber                                            | Andrew Lloyd Webber                                            | Andrew Lloyd Webber                                            | Andrew Lloyd Webber                                            | Andrew Lloyd Webber                                            | Andrew Lloyd Webber                                            | Andrew Lloyd Webber                                            | Andrew Lloyd Webber                                            | Andrew Lloyd Webber                                            | Andrew Lloyd Webber                                            | Andrew Lloyd Webber                                            | Andrew Lloyd Webber                                            | Andrew Lloyd Webber                                            | Andrew Lloyd Webber                                            | Andrew Lloyd Webber                                            | Andrew Lloyd Webber                                            | Andrew Lloyd Webber                                            | Andrew Lloyd Webber                                            | Andrew Lloyd Webber                                            | Andrew Lloyd Webber                                            | "Think of Me"                                                | "Think of Me"                                                | "Think of Me"                                                | "Think of Me"                                                | "Think of Me"                                                | "Think of Me"                                                | "Think of Me"                                                | "Think of Me"                                                | "Think of Me"                                                | "Think of Me"                                                | "Think of Me"                                                | "Think of Me"                                                | "Think of Me"                                                | "Think of Me"                                                | "Think of Me"                                                | "Think of Me"                                                | "Think of Me"                                                | "Think of Me"                                                | "Think of Me"                                                | "Think of Me"                                                | "Think of Me"                                                | "Think of Me"                                                | "Think of Me"                                                | "Think of Me"                                                | "Think of Me"                                                | "Think of Me"                                                | "Think of Me"                                                | "Think of Me"                                                | "Think of Me"                                                | "Think of Me"                                                | "Think of Me"                                                | "Think of Me"                                                | "Think of Me"                                                | "Think of Me"                                                | "Think of Me"                                                | "Think of Me"                                                | "Think of Me"                                                | "Think of Me"                                                | "Think of Me"                                                | "Think of Me"                                                | "Think of Me"                                                | "Think of Me"                                                | "Think of Me"                                                | "Think of Me"                                                | "Think of Me"                                                | "Think of Me"                                                | "Think of Me"                                                | "Think of Me"                                                | "Think of Me"                                                | "Think of Me"                                                | "Think of Me"                                                | "Think of Me"                                                | "Think of Me"                                                | "Think of Me"                                                | "Think of Me"                                                | "Think of Me"                                                | "Think of Me"                                                | "Think of Me"                                                | "Think of Me"                                                | "Think of Me"                                                | "Think of Me"                                                | "Think of Me"                                                | "Think of Me"                                                | "Think of Me"                                                | "Think of Me"                                                | "Think of Me"                                                | "Think of Me"                                                | "Think of Me"                                                | "Think of Me"                                                | "Think of Me"                                                | "Think of Me"                                                | "Think of Me"                                                | "Think of Me"                                                | "Think of Me"                                                | "Think of Me"                                                | "Think of Me"                                                | "Think of Me"                                                | "Think of Me"                                                | "Think of Me"                                                | "Think of Me"                                                | "Think of Me"                                                | "Think of Me"                                                | "Think of Me"                                                | "Think of Me"                                                | "Think of Me"                                                | "Think of Me"                                                | "Think of Me"                                                | "Think of Me"                                                | "Think of Me"                                                | "Think of Me"                                                | "Think of Me"                                                | "Think of Me"                                                | "Think of Me"                                                | "Think of Me"                                                | "Think of Me"                                                | "Think of Me"                                                | "Think of Me"                                                | "Think of Me"                                                | "Think of Me"                                                | "Think of Me"                                                | Upiór w operze                                       | Upiór w operze                                       | Upiór w operze                                       | Upiór w operze                                       | Upiór w operze                                       | Upiór w operze                                       | Upiór w operze                                       | Upiór w operze                                       | Upiór w operze                                       | Upiór w operze                                       | Upiór w operze                                       | Upiór w operze                                       | Upiór w operze                                       | Upiór w operze                                       | Upiór w operze                                       | Upiór w operze                                       | Upiór w operze                                       | Upiór w operze                                       | Upiór w operze                                       | Upiór w operze                                       | Upiór w operze                                       | Upiór w operze                                       | Upiór w operze                                       | Upiór w operze                                       | Upiór w operze                                       | Upiór w operze                                       | Upiór w operze                                       | Upiór w operze                                       | Upiór w operze                                       | Upiór w operze                                       | Upiór w operze                                       | Upiór w operze                                       | Upiór w operze                                       | Upiór w operze                                       | Upiór w operze                                       | Upiór w operze                                       | Upiór w operze                                       | Upiór w operze                                       | Upiór w operze                                       | Upiór w operze                                       | Upiór w operze                                       | Upiór w operze                                       | Upiór w operze                                       | Upiór w operze                                       | Upiór w operze                                       | Upiór w operze                                       | Upiór w operze                                       | Upiór w operze                                       | Upiór w operze                                       | Upiór w operze                                       | Upiór w operze                                       | Upiór w operze                                       | Upiór w operze                                       | Upiór w operze                                       | Upiór w operze                                       | Upiór w operze                                       | Upiór w operze                                       | Upiór w operze                                       | Upiór w operze                                       | Upiór w operze                                       | Upiór w operze                                       | Upiór w operze                                       | Upiór w operze                                       | Upiór w operze                                       | Upiór w operze                                       | Upiór w operze                                       | Upiór w operze                                       | Upiór w operze                                       | Upiór w operze                                       | Upiór w operze                                       | Upiór w operze                                       | Upiór w operze                                       | Upiór w operze                                       | Upiór w operze                                       | Upiór w operze                                       | Upiór w operze                                       | Upiór w operze                                       | Upiór w operze                                       | Upiór w operze                                       | Upiór w operze                                       | Upiór w operze                                       | Upiór w operze                                       | Upiór w operze                                       | Upiór w operze                                       | Upiór w operze                                       | Upiór w operze                                       | Upiór w operze                                       | Upiór w operze                                       | Upiór w operze                                       | Upiór w operze                                       | Upiór w operze                                       | Upiór w operze                                       | Upiór w operze                                       | Upiór w operze                                       | Upiór w operze                                       | Upiór w operze                                       | Upiór w operze                                       | Upiór w operze                                       | Upiór w operze                                       | Upiór w operze                                       | 4         | 4         | 4         | 4         | 4         | 4         | 4         | 4         | 4         | 4         | 4         | 4         | 4         | 4         | 4         | 4         | 4         | 4         | 4         | 4         | 4         | 4         | 4         | 4         | 4         | 4         | 4         | 4         | 4         | 4         | 4         | 4         | 4         | 4         | 4         | 4         | 4         | 4         | 4         | 4         | 4         | 4         | 4         | 4         | 4         | 4         | 4         | 4         | 4         | 4         | 4         | 4         | 4         | 4         | 4         | 4         | 4         | 4         | 4         | 4         | 4         | 4         | 4         | 4         | 4         | 4         | 4         | 4         | 4         | 4         | 4         | 4         | 4         | 4         | 4         | 4         | 4         | 4         | 4         | 4         | 4         | 4         | 4         | 4         | 4         | 4         | 4         | 4         | 4         | 4         | 4         | 4         | 4         | 4         | 4         | 4         | 4         | 4         | 4         | 4         | Bezpieczny     | Bezpieczny     | Bezpieczny     | Bezpieczny     | Bezpieczny     | Bezpieczny     | Bezpieczny     | Bezpieczny     | Bezpieczny     | Bezpieczny     | Bezpieczny     | Bezpieczny     | Bezpieczny     | Bezpieczny     | Bezpieczny     | Bezpieczny     | Bezpieczny     | Bezpieczny     | Bezpieczny     | Bezpieczny     | Bezpieczny     | Bezpieczny     | Bezpieczny     | Bezpieczny     | Bezpieczny     | Bezpieczny     | Bezpieczny     | Bezpieczny     | Bezpieczny     | Bezpieczny     | Bezpieczny     | Bezpieczny     | Bezpieczny     | Bezpieczny     | Bezpieczny     | Bezpieczny     | Bezpieczny     | Bezpieczny     | Bezpieczny     | Bezpieczny     | Bezpieczny     | Bezpieczny     | Bezpieczny     | Bezpieczny     | Bezpieczny     | Bezpieczny     | Bezpieczny     | Bezpieczny     | Bezpieczny     | Bezpieczny     | Bezpieczny     | Bezpieczny     | Bezpieczny     | Bezpieczny     | Bezpieczny     | Bezpieczny     | Bezpieczny     | Bezpieczny     | Bezpieczny     | Bezpieczny     | Bezpieczny     | Bezpieczny     | Bezpieczny     | Bezpieczny     | Bezpieczny     | Bezpieczny     | Bezpieczny     | Bezpieczny     | Bezpieczny     | Bezpieczny     | Bezpieczny     | Bezpieczny     | Bezpieczny     | Bezpieczny     | Bezpieczny     | Bezpieczny     | Bezpieczny     | Bezpieczny     | Bezpieczny     | Bezpieczny     | Bezpieczny     | Bezpieczny     | Bezpieczny     | Bezpieczny     | Bezpieczny     | Bezpieczny     | Bezpieczny     | Bezpieczny     | Bezpieczny     | Bezpieczny     | Bezpieczny     | Bezpieczny     | Bezpieczny     | Bezpieczny     | Bezpieczny     | Bezpieczny     | Bezpieczny     | Bezpieczny     | Bezpieczny     | Bezpieczny     |
| Top 5         | Top 5         | Top 5         | Top 5         | Top 5         | Top 5         | Top 5         | Top 5         | Top 5         | Top 5         | Top 5         | Top 5         | Top 5         | Top 5         | Top 5         | Top 5         | Top 5         | Top 5         | Top 5         | Top 5         | Top 5         | Top 5         | Top 5         | Top 5         | Top 5         | Top 5         | Top 5         | Top 5         | Top 5         | Top 5         | Top 5         | Top 5         | Top 5         | Top 5         | Top 5         | Top 5         | Top 5         | Top 5         | Top 5         | Top 5         | Top 5         | Top 5         | Top 5         | Top 5         | Top 5         | Top 5         | Top 5         | Top 5         | Top 5         | Top 5         | Top 5         | Top 5         | Top 5         | Top 5         | Top 5         | Top 5         | Top 5         | Top 5         | Top 5         | Top 5         | Top 5         | Top 5         | Top 5         | Top 5         | Top 5         | Top 5         | Top 5         | Top 5         | Top 5         | Top 5         | Top 5         | Top 5         | Top 5         | Top 5         | Top 5         | Top 5         | Top 5         | Top 5         | Top 5         | Top 5         | Top 5         | Top 5         | Top 5         | Top 5         | Top 5         | Top 5         | Top 5         | Top 5         | Top 5         | Top 5         | Top 5         | Top 5         | Top 5         | Top 5         | Top 5         | Top 5         | Top 5         | Top 5         | Top 5         | Top 5         | Neil Diamond                                                   | Neil Diamond                                                   | Neil Diamond                                                   | Neil Diamond                                                   | Neil Diamond                                                   | Neil Diamond                                                   | Neil Diamond                                                   | Neil Diamond                                                   | Neil Diamond                                                   | Neil Diamond                                                   | Neil Diamond                                                   | Neil Diamond                                                   | Neil Diamond                                                   | Neil Diamond                                                   | Neil Diamond                                                   | Neil Diamond                                                   | Neil Diamond                                                   | Neil Diamond                                                   | Neil Diamond                                                   | Neil Diamond                                                   | Neil Diamond                                                   | Neil Diamond                                                   | Neil Diamond                                                   | Neil Diamond                                                   | Neil Diamond                                                   | Neil Diamond                                                   | Neil Diamond                                                   | Neil Diamond                                                   | Neil Diamond                                                   | Neil Diamond                                                   | Neil Diamond                                                   | Neil Diamond                                                   | Neil Diamond                                                   | Neil Diamond                                                   | Neil Diamond                                                   | Neil Diamond                                                   | Neil Diamond                                                   | Neil Diamond                                                   | Neil Diamond                                                   | Neil Diamond                                                   | Neil Diamond                                                   | Neil Diamond                                                   | Neil Diamond                                                   | Neil Diamond                                                   | Neil Diamond                                                   | Neil Diamond                                                   | Neil Diamond                                                   | Neil Diamond                                                   | Neil Diamond                                                   | Neil Diamond                                                   | Neil Diamond                                                   | Neil Diamond                                                   | Neil Diamond                                                   | Neil Diamond                                                   | Neil Diamond                                                   | Neil Diamond                                                   | Neil Diamond                                                   | Neil Diamond                                                   | Neil Diamond                                                   | Neil Diamond                                                   | Neil Diamond                                                   | Neil Diamond                                                   | Neil Diamond                                                   | Neil Diamond                                                   | Neil Diamond                                                   | Neil Diamond                                                   | Neil Diamond                                                   | Neil Diamond                                                   | Neil Diamond                                                   | Neil Diamond                                                   | Neil Diamond                                                   | Neil Diamond                                                   | Neil Diamond                                                   | Neil Diamond                                                   | Neil Diamond                                                   | Neil Diamond                                                   | Neil Diamond                                                   | Neil Diamond                                                   | Neil Diamond                                                   | Neil Diamond                                                   | Neil Diamond                                                   | Neil Diamond                                                   | Neil Diamond                                                   | Neil Diamond                                                   | Neil Diamond                                                   | Neil Diamond                                                   | Neil Diamond                                                   | Neil Diamond                                                   | Neil Diamond                                                   | Neil Diamond                                                   | Neil Diamond                                                   | Neil Diamond                                                   | Neil Diamond                                                   | Neil Diamond                                                   | Neil Diamond                                                   | Neil Diamond                                                   | Neil Diamond                                                   | Neil Diamond                                                   | Neil Diamond                                                   | Neil Diamond                                                   | "Sweet Caroline" "America"                                   | "Sweet Caroline" "America"                                   | "Sweet Caroline" "America"                                   | "Sweet Caroline" "America"                                   | "Sweet Caroline" "America"                                   | "Sweet Caroline" "America"                                   | "Sweet Caroline" "America"                                   | "Sweet Caroline" "America"                                   | "Sweet Caroline" "America"                                   | "Sweet Caroline" "America"                                   | "Sweet Caroline" "America"                                   | "Sweet Caroline" "America"                                   | "Sweet Caroline" "America"                                   | "Sweet Caroline" "America"                                   | "Sweet Caroline" "America"                                   | "Sweet Caroline" "America"                                   | "Sweet Caroline" "America"                                   | "Sweet Caroline" "America"                                   | "Sweet Caroline" "America"                                   | "Sweet Caroline" "America"                                   | "Sweet Caroline" "America"                                   | "Sweet Caroline" "America"                                   | "Sweet Caroline" "America"                                   | "Sweet Caroline" "America"                                   | "Sweet Caroline" "America"                                   | "Sweet Caroline" "America"                                   | "Sweet Caroline" "America"                                   | "Sweet Caroline" "America"                                   | "Sweet Caroline" "America"                                   | "Sweet Caroline" "America"                                   | "Sweet Caroline" "America"                                   | "Sweet Caroline" "America"                                   | "Sweet Caroline" "America"                                   | "Sweet Caroline" "America"                                   | "Sweet Caroline" "America"                                   | "Sweet Caroline" "America"                                   | "Sweet Caroline" "America"                                   | "Sweet Caroline" "America"                                   | "Sweet Caroline" "America"                                   | "Sweet Caroline" "America"                                   | "Sweet Caroline" "America"                                   | "Sweet Caroline" "America"                                   | "Sweet Caroline" "America"                                   | "Sweet Caroline" "America"                                   | "Sweet Caroline" "America"                                   | "Sweet Caroline" "America"                                   | "Sweet Caroline" "America"                                   | "Sweet Caroline" "America"                                   | "Sweet Caroline" "America"                                   | "Sweet Caroline" "America"                                   | "Sweet Caroline" "America"                                   | "Sweet Caroline" "America"                                   | "Sweet Caroline" "America"                                   | "Sweet Caroline" "America"                                   | "Sweet Caroline" "America"                                   | "Sweet Caroline" "America"                                   | "Sweet Caroline" "America"                                   | "Sweet Caroline" "America"                                   | "Sweet Caroline" "America"                                   | "Sweet Caroline" "America"                                   | "Sweet Caroline" "America"                                   | "Sweet Caroline" "America"                                   | "Sweet Caroline" "America"                                   | "Sweet Caroline" "America"                                   | "Sweet Caroline" "America"                                   | "Sweet Caroline" "America"                                   | "Sweet Caroline" "America"                                   | "Sweet Caroline" "America"                                   | "Sweet Caroline" "America"                                   | "Sweet Caroline" "America"                                   | "Sweet Caroline" "America"                                   | "Sweet Caroline" "America"                                   | "Sweet Caroline" "America"                                   | "Sweet Caroline" "America"                                   | "Sweet Caroline" "America"                                   | "Sweet Caroline" "America"                                   | "Sweet Caroline" "America"                                   | "Sweet Caroline" "America"                                   | "Sweet Caroline" "America"                                   | "Sweet Caroline" "America"                                   | "Sweet Caroline" "America"                                   | "Sweet Caroline" "America"                                   | "Sweet Caroline" "America"                                   | "Sweet Caroline" "America"                                   | "Sweet Caroline" "America"                                   | "Sweet Caroline" "America"                                   | "Sweet Caroline" "America"                                   | "Sweet Caroline" "America"                                   | "Sweet Caroline" "America"                                   | "Sweet Caroline" "America"                                   | "Sweet Caroline" "America"                                   | "Sweet Caroline" "America"                                   | "Sweet Caroline" "America"                                   | "Sweet Caroline" "America"                                   | "Sweet Caroline" "America"                                   | "Sweet Caroline" "America"                                   | "Sweet Caroline" "America"                                   | "Sweet Caroline" "America"                                   | "Sweet Caroline" "America"                                   | "Sweet Caroline" "America"                                   | Neil Diamond                                         | Neil Diamond                                         | Neil Diamond                                         | Neil Diamond                                         | Neil Diamond                                         | Neil Diamond                                         | Neil Diamond                                         | Neil Diamond                                         | Neil Diamond                                         | Neil Diamond                                         | Neil Diamond                                         | Neil Diamond                                         | Neil Diamond                                         | Neil Diamond                                         | Neil Diamond                                         | Neil Diamond                                         | Neil Diamond                                         | Neil Diamond                                         | Neil Diamond                                         | Neil Diamond                                         | Neil Diamond                                         | Neil Diamond                                         | Neil Diamond                                         | Neil Diamond                                         | Neil Diamond                                         | Neil Diamond                                         | Neil Diamond                                         | Neil Diamond                                         | Neil Diamond                                         | Neil Diamond                                         | Neil Diamond                                         | Neil Diamond                                         | Neil Diamond                                         | Neil Diamond                                         | Neil Diamond                                         | Neil Diamond                                         | Neil Diamond                                         | Neil Diamond                                         | Neil Diamond                                         | Neil Diamond                                         | Neil Diamond                                         | Neil Diamond                                         | Neil Diamond                                         | Neil Diamond                                         | Neil Diamond                                         | Neil Diamond                                         | Neil Diamond                                         | Neil Diamond                                         | Neil Diamond                                         | Neil Diamond                                         | Neil Diamond                                         | Neil Diamond                                         | Neil Diamond                                         | Neil Diamond                                         | Neil Diamond                                         | Neil Diamond                                         | Neil Diamond                                         | Neil Diamond                                         | Neil Diamond                                         | Neil Diamond                                         | Neil Diamond                                         | Neil Diamond                                         | Neil Diamond                                         | Neil Diamond                                         | Neil Diamond                                         | Neil Diamond                                         | Neil Diamond                                         | Neil Diamond                                         | Neil Diamond                                         | Neil Diamond                                         | Neil Diamond                                         | Neil Diamond                                         | Neil Diamond                                         | Neil Diamond                                         | Neil Diamond                                         | Neil Diamond                                         | Neil Diamond                                         | Neil Diamond                                         | Neil Diamond                                         | Neil Diamond                                         | Neil Diamond                                         | Neil Diamond                                         | Neil Diamond                                         | Neil Diamond                                         | Neil Diamond                                         | Neil Diamond                                         | Neil Diamond                                         | Neil Diamond                                         | Neil Diamond                                         | Neil Diamond                                         | Neil Diamond                                         | Neil Diamond                                         | Neil Diamond                                         | Neil Diamond                                         | Neil Diamond                                         | Neil Diamond                                         | Neil Diamond                                         | Neil Diamond                                         | Neil Diamond                                         | Neil Diamond                                         | 4 9       | 4 9       | 4 9       | 4 9       | 4 9       | 4 9       | 4 9       | 4 9       | 4 9       | 4 9       | 4 9       | 4 9       | 4 9       | 4 9       | 4 9       | 4 9       | 4 9       | 4 9       | 4 9       | 4 9       | 4 9       | 4 9       | 4 9       | 4 9       | 4 9       | 4 9       | 4 9       | 4 9       | 4 9       | 4 9       | 4 9       | 4 9       | 4 9       | 4 9       | 4 9       | 4 9       | 4 9       | 4 9       | 4 9       | 4 9       | 4 9       | 4 9       | 4 9       | 4 9       | 4 9       | 4 9       | 4 9       | 4 9       | 4 9       | 4 9       | 4 9       | 4 9       | 4 9       | 4 9       | 4 9       | 4 9       | 4 9       | 4 9       | 4 9       | 4 9       | 4 9       | 4 9       | 4 9       | 4 9       | 4 9       | 4 9       | 4 9       | 4 9       | 4 9       | 4 9       | 4 9       | 4 9       | 4 9       | 4 9       | 4 9       | 4 9       | 4 9       | 4 9       | 4 9       | 4 9       | 4 9       | 4 9       | 4 9       | 4 9       | 4 9       | 4 9       | 4 9       | 4 9       | 4 9       | 4 9       | 4 9       | 4 9       | 4 9       | 4 9       | 4 9       | 4 9       | 4 9       | 4 9       | 4 9       | 4 9       | Bezpieczny     | Bezpieczny     | Bezpieczny     | Bezpieczny     | Bezpieczny     | Bezpieczny     | Bezpieczny     | Bezpieczny     | Bezpieczny     | Bezpieczny     | Bezpieczny     | Bezpieczny     | Bezpieczny     | Bezpieczny     | Bezpieczny     | Bezpieczny     | Bezpieczny     | Bezpieczny     | Bezpieczny     | Bezpieczny     | Bezpieczny     | Bezpieczny     | Bezpieczny     | Bezpieczny     | Bezpieczny     | Bezpieczny     | Bezpieczny     | Bezpieczny     | Bezpieczny     | Bezpieczny     | Bezpieczny     | Bezpieczny     | Bezpieczny     | Bezpieczny     | Bezpieczny     | Bezpieczny     | Bezpieczny     | Bezpieczny     | Bezpieczny     | Bezpieczny     | Bezpieczny     | Bezpieczny     | Bezpieczny     | Bezpieczny     | Bezpieczny     | Bezpieczny     | Bezpieczny     | Bezpieczny     | Bezpieczny     | Bezpieczny     | Bezpieczny     | Bezpieczny     | Bezpieczny     | Bezpieczny     | Bezpieczny     | Bezpieczny     | Bezpieczny     | Bezpieczny     | Bezpieczny     | Bezpieczny     | Bezpieczny     | Bezpieczny     | Bezpieczny     | Bezpieczny     | Bezpieczny     | Bezpieczny     | Bezpieczny     | Bezpieczny     | Bezpieczny     | Bezpieczny     | Bezpieczny     | Bezpieczny     | Bezpieczny     | Bezpieczny     | Bezpieczny     | Bezpieczny     | Bezpieczny     | Bezpieczny     | Bezpieczny     | Bezpieczny     | Bezpieczny     | Bezpieczny     | Bezpieczny     | Bezpieczny     | Bezpieczny     | Bezpieczny     | Bezpieczny     | Bezpieczny     | Bezpieczny     | Bezpieczny     | Bezpieczny     | Bezpieczny     | Bezpieczny     | Bezpieczny     | Bezpieczny     | Bezpieczny     | Bezpieczny     | Bezpieczny     | Bezpieczny     | Bezpieczny     |
| Top 4         | Top 4         | Top 4         | Top 4         | Top 4         | Top 4         | Top 4         | Top 4         | Top 4         | Top 4         | Top 4         | Top 4         | Top 4         | Top 4         | Top 4         | Top 4         | Top 4         | Top 4         | Top 4         | Top 4         | Top 4         | Top 4         | Top 4         | Top 4         | Top 4         | Top 4         | Top 4         | Top 4         | Top 4         | Top 4         | Top 4         | Top 4         | Top 4         | Top 4         | Top 4         | Top 4         | Top 4         | Top 4         | Top 4         | Top 4         | Top 4         | Top 4         | Top 4         | Top 4         | Top 4         | Top 4         | Top 4         | Top 4         | Top 4         | Top 4         | Top 4         | Top 4         | Top 4         | Top 4         | Top 4         | Top 4         | Top 4         | Top 4         | Top 4         | Top 4         | Top 4         | Top 4         | Top 4         | Top 4         | Top 4         | Top 4         | Top 4         | Top 4         | Top 4         | Top 4         | Top 4         | Top 4         | Top 4         | Top 4         | Top 4         | Top 4         | Top 4         | Top 4         | Top 4         | Top 4         | Top 4         | Top 4         | Top 4         | Top 4         | Top 4         | Top 4         | Top 4         | Top 4         | Top 4         | Top 4         | Top 4         | Top 4         | Top 4         | Top 4         | Top 4         | Top 4         | Top 4         | Top 4         | Top 4         | Top 4         | Rock and Roll Hall of Fame                                     | Rock and Roll Hall of Fame                                     | Rock and Roll Hall of Fame                                     | Rock and Roll Hall of Fame                                     | Rock and Roll Hall of Fame                                     | Rock and Roll Hall of Fame                                     | Rock and Roll Hall of Fame                                     | Rock and Roll Hall of Fame                                     | Rock and Roll Hall of Fame                                     | Rock and Roll Hall of Fame                                     | Rock and Roll Hall of Fame                                     | Rock and Roll Hall of Fame                                     | Rock and Roll Hall of Fame                                     | Rock and Roll Hall of Fame                                     | Rock and Roll Hall of Fame                                     | Rock and Roll Hall of Fame                                     | Rock and Roll Hall of Fame                                     | Rock and Roll Hall of Fame                                     | Rock and Roll Hall of Fame                                     | Rock and Roll Hall of Fame                                     | Rock and Roll Hall of Fame                                     | Rock and Roll Hall of Fame                                     | Rock and Roll Hall of Fame                                     | Rock and Roll Hall of Fame                                     | Rock and Roll Hall of Fame                                     | Rock and Roll Hall of Fame                                     | Rock and Roll Hall of Fame                                     | Rock and Roll Hall of Fame                                     | Rock and Roll Hall of Fame                                     | Rock and Roll Hall of Fame                                     | Rock and Roll Hall of Fame                                     | Rock and Roll Hall of Fame                                     | Rock and Roll Hall of Fame                                     | Rock and Roll Hall of Fame                                     | Rock and Roll Hall of Fame                                     | Rock and Roll Hall of Fame                                     | Rock and Roll Hall of Fame                                     | Rock and Roll Hall of Fame                                     | Rock and Roll Hall of Fame                                     | Rock and Roll Hall of Fame                                     | Rock and Roll Hall of Fame                                     | Rock and Roll Hall of Fame                                     | Rock and Roll Hall of Fame                                     | Rock and Roll Hall of Fame                                     | Rock and Roll Hall of Fame                                     | Rock and Roll Hall of Fame                                     | Rock and Roll Hall of Fame                                     | Rock and Roll Hall of Fame                                     | Rock and Roll Hall of Fame                                     | Rock and Roll Hall of Fame                                     | Rock and Roll Hall of Fame                                     | Rock and Roll Hall of Fame                                     | Rock and Roll Hall of Fame                                     | Rock and Roll Hall of Fame                                     | Rock and Roll Hall of Fame                                     | Rock and Roll Hall of Fame                                     | Rock and Roll Hall of Fame                                     | Rock and Roll Hall of Fame                                     | Rock and Roll Hall of Fame                                     | Rock and Roll Hall of Fame                                     | Rock and Roll Hall of Fame                                     | Rock and Roll Hall of Fame                                     | Rock and Roll Hall of Fame                                     | Rock and Roll Hall of Fame                                     | Rock and Roll Hall of Fame                                     | Rock and Roll Hall of Fame                                     | Rock and Roll Hall of Fame                                     | Rock and Roll Hall of Fame                                     | Rock and Roll Hall of Fame                                     | Rock and Roll Hall of Fame                                     | Rock and Roll Hall of Fame                                     | Rock and Roll Hall of Fame                                     | Rock and Roll Hall of Fame                                     | Rock and Roll Hall of Fame                                     | Rock and Roll Hall of Fame                                     | Rock and Roll Hall of Fame                                     | Rock and Roll Hall of Fame                                     | Rock and Roll Hall of Fame                                     | Rock and Roll Hall of Fame                                     | Rock and Roll Hall of Fame                                     | Rock and Roll Hall of Fame                                     | Rock and Roll Hall of Fame                                     | Rock and Roll Hall of Fame                                     | Rock and Roll Hall of Fame                                     | Rock and Roll Hall of Fame                                     | Rock and Roll Hall of Fame                                     | Rock and Roll Hall of Fame                                     | Rock and Roll Hall of Fame                                     | Rock and Roll Hall of Fame                                     | Rock and Roll Hall of Fame                                     | Rock and Roll Hall of Fame                                     | Rock and Roll Hall of Fame                                     | Rock and Roll Hall of Fame                                     | Rock and Roll Hall of Fame                                     | Rock and Roll Hall of Fame                                     | Rock and Roll Hall of Fame                                     | Rock and Roll Hall of Fame                                     | Rock and Roll Hall of Fame                                     | Rock and Roll Hall of Fame                                     | Rock and Roll Hall of Fame                                     | "Stand by Me" "Love Me Tender"                               | "Stand by Me" "Love Me Tender"                               | "Stand by Me" "Love Me Tender"                               | "Stand by Me" "Love Me Tender"                               | "Stand by Me" "Love Me Tender"                               | "Stand by Me" "Love Me Tender"                               | "Stand by Me" "Love Me Tender"                               | "Stand by Me" "Love Me Tender"                               | "Stand by Me" "Love Me Tender"                               | "Stand by Me" "Love Me Tender"                               | "Stand by Me" "Love Me Tender"                               | "Stand by Me" "Love Me Tender"                               | "Stand by Me" "Love Me Tender"                               | "Stand by Me" "Love Me Tender"                               | "Stand by Me" "Love Me Tender"                               | "Stand by Me" "Love Me Tender"                               | "Stand by Me" "Love Me Tender"                               | "Stand by Me" "Love Me Tender"                               | "Stand by Me" "Love Me Tender"                               | "Stand by Me" "Love Me Tender"                               | "Stand by Me" "Love Me Tender"                               | "Stand by Me" "Love Me Tender"                               | "Stand by Me" "Love Me Tender"                               | "Stand by Me" "Love Me Tender"                               | "Stand by Me" "Love Me Tender"                               | "Stand by Me" "Love Me Tender"                               | "Stand by Me" "Love Me Tender"                               | "Stand by Me" "Love Me Tender"                               | "Stand by Me" "Love Me Tender"                               | "Stand by Me" "Love Me Tender"                               | "Stand by Me" "Love Me Tender"                               | "Stand by Me" "Love Me Tender"                               | "Stand by Me" "Love Me Tender"                               | "Stand by Me" "Love Me Tender"                               | "Stand by Me" "Love Me Tender"                               | "Stand by Me" "Love Me Tender"                               | "Stand by Me" "Love Me Tender"                               | "Stand by Me" "Love Me Tender"                               | "Stand by Me" "Love Me Tender"                               | "Stand by Me" "Love Me Tender"                               | "Stand by Me" "Love Me Tender"                               | "Stand by Me" "Love Me Tender"                               | "Stand by Me" "Love Me Tender"                               | "Stand by Me" "Love Me Tender"                               | "Stand by Me" "Love Me Tender"                               | "Stand by Me" "Love Me Tender"                               | "Stand by Me" "Love Me Tender"                               | "Stand by Me" "Love Me Tender"                               | "Stand by Me" "Love Me Tender"                               | "Stand by Me" "Love Me Tender"                               | "Stand by Me" "Love Me Tender"                               | "Stand by Me" "Love Me Tender"                               | "Stand by Me" "Love Me Tender"                               | "Stand by Me" "Love Me Tender"                               | "Stand by Me" "Love Me Tender"                               | "Stand by Me" "Love Me Tender"                               | "Stand by Me" "Love Me Tender"                               | "Stand by Me" "Love Me Tender"                               | "Stand by Me" "Love Me Tender"                               | "Stand by Me" "Love Me Tender"                               | "Stand by Me" "Love Me Tender"                               | "Stand by Me" "Love Me Tender"                               | "Stand by Me" "Love Me Tender"                               | "Stand by Me" "Love Me Tender"                               | "Stand by Me" "Love Me Tender"                               | "Stand by Me" "Love Me Tender"                               | "Stand by Me" "Love Me Tender"                               | "Stand by Me" "Love Me Tender"                               | "Stand by Me" "Love Me Tender"                               | "Stand by Me" "Love Me Tender"                               | "Stand by Me" "Love Me Tender"                               | "Stand by Me" "Love Me Tender"                               | "Stand by Me" "Love Me Tender"                               | "Stand by Me" "Love Me Tender"                               | "Stand by Me" "Love Me Tender"                               | "Stand by Me" "Love Me Tender"                               | "Stand by Me" "Love Me Tender"                               | "Stand by Me" "Love Me Tender"                               | "Stand by Me" "Love Me Tender"                               | "Stand by Me" "Love Me Tender"                               | "Stand by Me" "Love Me Tender"                               | "Stand by Me" "Love Me Tender"                               | "Stand by Me" "Love Me Tender"                               | "Stand by Me" "Love Me Tender"                               | "Stand by Me" "Love Me Tender"                               | "Stand by Me" "Love Me Tender"                               | "Stand by Me" "Love Me Tender"                               | "Stand by Me" "Love Me Tender"                               | "Stand by Me" "Love Me Tender"                               | "Stand by Me" "Love Me Tender"                               | "Stand by Me" "Love Me Tender"                               | "Stand by Me" "Love Me Tender"                               | "Stand by Me" "Love Me Tender"                               | "Stand by Me" "Love Me Tender"                               | "Stand by Me" "Love Me Tender"                               | "Stand by Me" "Love Me Tender"                               | "Stand by Me" "Love Me Tender"                               | "Stand by Me" "Love Me Tender"                               | "Stand by Me" "Love Me Tender"                               | "Stand by Me" "Love Me Tender"                               | Ben E. King Elvis Presley                            | Ben E. King Elvis Presley                            | Ben E. King Elvis Presley                            | Ben E. King Elvis Presley                            | Ben E. King Elvis Presley                            | Ben E. King Elvis Presley                            | Ben E. King Elvis Presley                            | Ben E. King Elvis Presley                            | Ben E. King Elvis Presley                            | Ben E. King Elvis Presley                            | Ben E. King Elvis Presley                            | Ben E. King Elvis Presley                            | Ben E. King Elvis Presley                            | Ben E. King Elvis Presley                            | Ben E. King Elvis Presley                            | Ben E. King Elvis Presley                            | Ben E. King Elvis Presley                            | Ben E. King Elvis Presley                            | Ben E. King Elvis Presley                            | Ben E. King Elvis Presley                            | Ben E. King Elvis Presley                            | Ben E. King Elvis Presley                            | Ben E. King Elvis Presley                            | Ben E. King Elvis Presley                            | Ben E. King Elvis Presley                            | Ben E. King Elvis Presley                            | Ben E. King Elvis Presley                            | Ben E. King Elvis Presley                            | Ben E. King Elvis Presley                            | Ben E. King Elvis Presley                            | Ben E. King Elvis Presley                            | Ben E. King Elvis Presley                            | Ben E. King Elvis Presley                            | Ben E. King Elvis Presley                            | Ben E. King Elvis Presley                            | Ben E. King Elvis Presley                            | Ben E. King Elvis Presley                            | Ben E. King Elvis Presley                            | Ben E. King Elvis Presley                            | Ben E. King Elvis Presley                            | Ben E. King Elvis Presley                            | Ben E. King Elvis Presley                            | Ben E. King Elvis Presley                            | Ben E. King Elvis Presley                            | Ben E. King Elvis Presley                            | Ben E. King Elvis Presley                            | Ben E. King Elvis Presley                            | Ben E. King Elvis Presley                            | Ben E. King Elvis Presley                            | Ben E. King Elvis Presley                            | Ben E. King Elvis Presley                            | Ben E. King Elvis Presley                            | Ben E. King Elvis Presley                            | Ben E. King Elvis Presley                            | Ben E. King Elvis Presley                            | Ben E. King Elvis Presley                            | Ben E. King Elvis Presley                            | Ben E. King Elvis Presley                            | Ben E. King Elvis Presley                            | Ben E. King Elvis Presley                            | Ben E. King Elvis Presley                            | Ben E. King Elvis Presley                            | Ben E. King Elvis Presley                            | Ben E. King Elvis Presley                            | Ben E. King Elvis Presley                            | Ben E. King Elvis Presley                            | Ben E. King Elvis Presley                            | Ben E. King Elvis Presley                            | Ben E. King Elvis Presley                            | Ben E. King Elvis Presley                            | Ben E. King Elvis Presley                            | Ben E. King Elvis Presley                            | Ben E. King Elvis Presley                            | Ben E. King Elvis Presley                            | Ben E. King Elvis Presley                            | Ben E. King Elvis Presley                            | Ben E. King Elvis Presley                            | Ben E. King Elvis Presley                            | Ben E. King Elvis Presley                            | Ben E. King Elvis Presley                            | Ben E. King Elvis Presley                            | Ben E. King Elvis Presley                            | Ben E. King Elvis Presley                            | Ben E. King Elvis Presley                            | Ben E. King Elvis Presley                            | Ben E. King Elvis Presley                            | Ben E. King Elvis Presley                            | Ben E. King Elvis Presley                            | Ben E. King Elvis Presley                            | Ben E. King Elvis Presley                            | Ben E. King Elvis Presley                            | Ben E. King Elvis Presley                            | Ben E. King Elvis Presley                            | Ben E. King Elvis Presley                            | Ben E. King Elvis Presley                            | Ben E. King Elvis Presley                            | Ben E. King Elvis Presley                            | Ben E. King Elvis Presley                            | Ben E. King Elvis Presley                            | Ben E. King Elvis Presley                            | 4 8       | 4 8       | 4 8       | 4 8       | 4 8       | 4 8       | 4 8       | 4 8       | 4 8       | 4 8       | 4 8       | 4 8       | 4 8       | 4 8       | 4 8       | 4 8       | 4 8       | 4 8       | 4 8       | 4 8       | 4 8       | 4 8       | 4 8       | 4 8       | 4 8       | 4 8       | 4 8       | 4 8       | 4 8       | 4 8       | 4 8       | 4 8       | 4 8       | 4 8       | 4 8       | 4 8       | 4 8       | 4 8       | 4 8       | 4 8       | 4 8       | 4 8       | 4 8       | 4 8       | 4 8       | 4 8       | 4 8       | 4 8       | 4 8       | 4 8       | 4 8       | 4 8       | 4 8       | 4 8       | 4 8       | 4 8       | 4 8       | 4 8       | 4 8       | 4 8       | 4 8       | 4 8       | 4 8       | 4 8       | 4 8       | 4 8       | 4 8       | 4 8       | 4 8       | 4 8       | 4 8       | 4 8       | 4 8       | 4 8       | 4 8       | 4 8       | 4 8       | 4 8       | 4 8       | 4 8       | 4 8       | 4 8       | 4 8       | 4 8       | 4 8       | 4 8       | 4 8       | 4 8       | 4 8       | 4 8       | 4 8       | 4 8       | 4 8       | 4 8       | 4 8       | 4 8       | 4 8       | 4 8       | 4 8       | 4 8       | Bezpieczny     | Bezpieczny     | Bezpieczny     | Bezpieczny     | Bezpieczny     | Bezpieczny     | Bezpieczny     | Bezpieczny     | Bezpieczny     | Bezpieczny     | Bezpieczny     | Bezpieczny     | Bezpieczny     | Bezpieczny     | Bezpieczny     | Bezpieczny     | Bezpieczny     | Bezpieczny     | Bezpieczny     | Bezpieczny     | Bezpieczny     | Bezpieczny     | Bezpieczny     | Bezpieczny     | Bezpieczny     | Bezpieczny     | Bezpieczny     | Bezpieczny     | Bezpieczny     | Bezpieczny     | Bezpieczny     | Bezpieczny     | Bezpieczny     | Bezpieczny     | Bezpieczny     | Bezpieczny     | Bezpieczny     | Bezpieczny     | Bezpieczny     | Bezpieczny     | Bezpieczny     | Bezpieczny     | Bezpieczny     | Bezpieczny     | Bezpieczny     | Bezpieczny     | Bezpieczny     | Bezpieczny     | Bezpieczny     | Bezpieczny     | Bezpieczny     | Bezpieczny     | Bezpieczny     | Bezpieczny     | Bezpieczny     | Bezpieczny     | Bezpieczny     | Bezpieczny     | Bezpieczny     | Bezpieczny     | Bezpieczny     | Bezpieczny     | Bezpieczny     | Bezpieczny     | Bezpieczny     | Bezpieczny     | Bezpieczny     | Bezpieczny     | Bezpieczny     | Bezpieczny     | Bezpieczny     | Bezpieczny     | Bezpieczny     | Bezpieczny     | Bezpieczny     | Bezpieczny     | Bezpieczny     | Bezpieczny     | Bezpieczny     | Bezpieczny     | Bezpieczny     | Bezpieczny     | Bezpieczny     | Bezpieczny     | Bezpieczny     | Bezpieczny     | Bezpieczny     | Bezpieczny     | Bezpieczny     | Bezpieczny     | Bezpieczny     | Bezpieczny     | Bezpieczny     | Bezpieczny     | Bezpieczny     | Bezpieczny     | Bezpieczny     | Bezpieczny     | Bezpieczny     | Bezpieczny     |
| Top 3         | Top 3         | Top 3         | Top 3         | Top 3         | Top 3         | Top 3         | Top 3         | Top 3         | Top 3         | Top 3         | Top 3         | Top 3         | Top 3         | Top 3         | Top 3         | Top 3         | Top 3         | Top 3         | Top 3         | Top 3         | Top 3         | Top 3         | Top 3         | Top 3         | Top 3         | Top 3         | Top 3         | Top 3         | Top 3         | Top 3         | Top 3         | Top 3         | Top 3         | Top 3         | Top 3         | Top 3         | Top 3         | Top 3         | Top 3         | Top 3         | Top 3         | Top 3         | Top 3         | Top 3         | Top 3         | Top 3         | Top 3         | Top 3         | Top 3         | Top 3         | Top 3         | Top 3         | Top 3         | Top 3         | Top 3         | Top 3         | Top 3         | Top 3         | Top 3         | Top 3         | Top 3         | Top 3         | Top 3         | Top 3         | Top 3         | Top 3         | Top 3         | Top 3         | Top 3         | Top 3         | Top 3         | Top 3         | Top 3         | Top 3         | Top 3         | Top 3         | Top 3         | Top 3         | Top 3         | Top 3         | Top 3         | Top 3         | Top 3         | Top 3         | Top 3         | Top 3         | Top 3         | Top 3         | Top 3         | Top 3         | Top 3         | Top 3         | Top 3         | Top 3         | Top 3         | Top 3         | Top 3         | Top 3         | Top 3         | Wybór jurora (Paula Abdul) Wybór uczestnika Wybór producentów  | Wybór jurora (Paula Abdul) Wybór uczestnika Wybór producentów  | Wybór jurora (Paula Abdul) Wybór uczestnika Wybór producentów  | Wybór jurora (Paula Abdul) Wybór uczestnika Wybór producentów  | Wybór jurora (Paula Abdul) Wybór uczestnika Wybór producentów  | Wybór jurora (Paula Abdul) Wybór uczestnika Wybór producentów  | Wybór jurora (Paula Abdul) Wybór uczestnika Wybór producentów  | Wybór jurora (Paula Abdul) Wybór uczestnika Wybór producentów  | Wybór jurora (Paula Abdul) Wybór uczestnika Wybór producentów  | Wybór jurora (Paula Abdul) Wybór uczestnika Wybór producentów  | Wybór jurora (Paula Abdul) Wybór uczestnika Wybór producentów  | Wybór jurora (Paula Abdul) Wybór uczestnika Wybór producentów  | Wybór jurora (Paula Abdul) Wybór uczestnika Wybór producentów  | Wybór jurora (Paula Abdul) Wybór uczestnika Wybór producentów  | Wybór jurora (Paula Abdul) Wybór uczestnika Wybór producentów  | Wybór jurora (Paula Abdul) Wybór uczestnika Wybór producentów  | Wybór jurora (Paula Abdul) Wybór uczestnika Wybór producentów  | Wybór jurora (Paula Abdul) Wybór uczestnika Wybór producentów  | Wybór jurora (Paula Abdul) Wybór uczestnika Wybór producentów  | Wybór jurora (Paula Abdul) Wybór uczestnika Wybór producentów  | Wybór jurora (Paula Abdul) Wybór uczestnika Wybór producentów  | Wybór jurora (Paula Abdul) Wybór uczestnika Wybór producentów  | Wybór jurora (Paula Abdul) Wybór uczestnika Wybór producentów  | Wybór jurora (Paula Abdul) Wybór uczestnika Wybór producentów  | Wybór jurora (Paula Abdul) Wybór uczestnika Wybór producentów  | Wybór jurora (Paula Abdul) Wybór uczestnika Wybór producentów  | Wybór jurora (Paula Abdul) Wybór uczestnika Wybór producentów  | Wybór jurora (Paula Abdul) Wybór uczestnika Wybór producentów  | Wybór jurora (Paula Abdul) Wybór uczestnika Wybór producentów  | Wybór jurora (Paula Abdul) Wybór uczestnika Wybór producentów  | Wybór jurora (Paula Abdul) Wybór uczestnika Wybór producentów  | Wybór jurora (Paula Abdul) Wybór uczestnika Wybór producentów  | Wybór jurora (Paula Abdul) Wybór uczestnika Wybór producentów  | Wybór jurora (Paula Abdul) Wybór uczestnika Wybór producentów  | Wybór jurora (Paula Abdul) Wybór uczestnika Wybór producentów  | Wybór jurora (Paula Abdul) Wybór uczestnika Wybór producentów  | Wybór jurora (Paula Abdul) Wybór uczestnika Wybór producentów  | Wybór jurora (Paula Abdul) Wybór uczestnika Wybór producentów  | Wybór jurora (Paula Abdul) Wybór uczestnika Wybór producentów  | Wybór jurora (Paula Abdul) Wybór uczestnika Wybór producentów  | Wybór jurora (Paula Abdul) Wybór uczestnika Wybór producentów  | Wybór jurora (Paula Abdul) Wybór uczestnika Wybór producentów  | Wybór jurora (Paula Abdul) Wybór uczestnika Wybór producentów  | Wybór jurora (Paula Abdul) Wybór uczestnika Wybór producentów  | Wybór jurora (Paula Abdul) Wybór uczestnika Wybór producentów  | Wybór jurora (Paula Abdul) Wybór uczestnika Wybór producentów  | Wybór jurora (Paula Abdul) Wybór uczestnika Wybór producentów  | Wybór jurora (Paula Abdul) Wybór uczestnika Wybór producentów  | Wybór jurora (Paula Abdul) Wybór uczestnika Wybór producentów  | Wybór jurora (Paula Abdul) Wybór uczestnika Wybór producentów  | Wybór jurora (Paula Abdul) Wybór uczestnika Wybór producentów  | Wybór jurora (Paula Abdul) Wybór uczestnika Wybór producentów  | Wybór jurora (Paula Abdul) Wybór uczestnika Wybór producentów  | Wybór jurora (Paula Abdul) Wybór uczestnika Wybór producentów  | Wybór jurora (Paula Abdul) Wybór uczestnika Wybór producentów  | Wybór jurora (Paula Abdul) Wybór uczestnika Wybór producentów  | Wybór jurora (Paula Abdul) Wybór uczestnika Wybór producentów  | Wybór jurora (Paula Abdul) Wybór uczestnika Wybór producentów  | Wybór jurora (Paula Abdul) Wybór uczestnika Wybór producentów  | Wybór jurora (Paula Abdul) Wybór uczestnika Wybór producentów  | Wybór jurora (Paula Abdul) Wybór uczestnika Wybór producentów  | Wybór jurora (Paula Abdul) Wybór uczestnika Wybór producentów  | Wybór jurora (Paula Abdul) Wybór uczestnika Wybór producentów  | Wybór jurora (Paula Abdul) Wybór uczestnika Wybór producentów  | Wybór jurora (Paula Abdul) Wybór uczestnika Wybór producentów  | Wybór jurora (Paula Abdul) Wybór uczestnika Wybór producentów  | Wybór jurora (Paula Abdul) Wybór uczestnika Wybór producentów  | Wybór jurora (Paula Abdul) Wybór uczestnika Wybór producentów  | Wybór jurora (Paula Abdul) Wybór uczestnika Wybór producentów  | Wybór jurora (Paula Abdul) Wybór uczestnika Wybór producentów  | Wybór jurora (Paula Abdul) Wybór uczestnika Wybór producentów  | Wybór jurora (Paula Abdul) Wybór uczestnika Wybór producentów  | Wybór jurora (Paula Abdul) Wybór uczestnika Wybór producentów  | Wybór jurora (Paula Abdul) Wybór uczestnika Wybór producentów  | Wybór jurora (Paula Abdul) Wybór uczestnika Wybór producentów  | Wybór jurora (Paula Abdul) Wybór uczestnika Wybór producentów  | Wybór jurora (Paula Abdul) Wybór uczestnika Wybór producentów  | Wybór jurora (Paula Abdul) Wybór uczestnika Wybór producentów  | Wybór jurora (Paula Abdul) Wybór uczestnika Wybór producentów  | Wybór jurora (Paula Abdul) Wybór uczestnika Wybór producentów  | Wybór jurora (Paula Abdul) Wybór uczestnika Wybór producentów  | Wybór jurora (Paula Abdul) Wybór uczestnika Wybór producentów  | Wybór jurora (Paula Abdul) Wybór uczestnika Wybór producentów  | Wybór jurora (Paula Abdul) Wybór uczestnika Wybór producentów  | Wybór jurora (Paula Abdul) Wybór uczestnika Wybór producentów  | Wybór jurora (Paula Abdul) Wybór uczestnika Wybór producentów  | Wybór jurora (Paula Abdul) Wybór uczestnika Wybór producentów  | Wybór jurora (Paula Abdul) Wybór uczestnika Wybór producentów  | Wybór jurora (Paula Abdul) Wybór uczestnika Wybór producentów  | Wybór jurora (Paula Abdul) Wybór uczestnika Wybór producentów  | Wybór jurora (Paula Abdul) Wybór uczestnika Wybór producentów  | Wybór jurora (Paula Abdul) Wybór uczestnika Wybór producentów  | Wybór jurora (Paula Abdul) Wybór uczestnika Wybór producentów  | Wybór jurora (Paula Abdul) Wybór uczestnika Wybór producentów  | Wybór jurora (Paula Abdul) Wybór uczestnika Wybór producentów  | Wybór jurora (Paula Abdul) Wybór uczestnika Wybór producentów  | Wybór jurora (Paula Abdul) Wybór uczestnika Wybór producentów  | Wybór jurora (Paula Abdul) Wybór uczestnika Wybór producentów  | Wybór jurora (Paula Abdul) Wybór uczestnika Wybór producentów  | Wybór jurora (Paula Abdul) Wybór uczestnika Wybór producentów  | "And So It Goes" "With You" "Longer"                         | "And So It Goes" "With You" "Longer"                         | "And So It Goes" "With You" "Longer"                         | "And So It Goes" "With You" "Longer"                         | "And So It Goes" "With You" "Longer"                         | "And So It Goes" "With You" "Longer"                         | "And So It Goes" "With You" "Longer"                         | "And So It Goes" "With You" "Longer"                         | "And So It Goes" "With You" "Longer"                         | "And So It Goes" "With You" "Longer"                         | "And So It Goes" "With You" "Longer"                         | "And So It Goes" "With You" "Longer"                         | "And So It Goes" "With You" "Longer"                         | "And So It Goes" "With You" "Longer"                         | "And So It Goes" "With You" "Longer"                         | "And So It Goes" "With You" "Longer"                         | "And So It Goes" "With You" "Longer"                         | "And So It Goes" "With You" "Longer"                         | "And So It Goes" "With You" "Longer"                         | "And So It Goes" "With You" "Longer"                         | "And So It Goes" "With You" "Longer"                         | "And So It Goes" "With You" "Longer"                         | "And So It Goes" "With You" "Longer"                         | "And So It Goes" "With You" "Longer"                         | "And So It Goes" "With You" "Longer"                         | "And So It Goes" "With You" "Longer"                         | "And So It Goes" "With You" "Longer"                         | "And So It Goes" "With You" "Longer"                         | "And So It Goes" "With You" "Longer"                         | "And So It Goes" "With You" "Longer"                         | "And So It Goes" "With You" "Longer"                         | "And So It Goes" "With You" "Longer"                         | "And So It Goes" "With You" "Longer"                         | "And So It Goes" "With You" "Longer"                         | "And So It Goes" "With You" "Longer"                         | "And So It Goes" "With You" "Longer"                         | "And So It Goes" "With You" "Longer"                         | "And So It Goes" "With You" "Longer"                         | "And So It Goes" "With You" "Longer"                         | "And So It Goes" "With You" "Longer"                         | "And So It Goes" "With You" "Longer"                         | "And So It Goes" "With You" "Longer"                         | "And So It Goes" "With You" "Longer"                         | "And So It Goes" "With You" "Longer"                         | "And So It Goes" "With You" "Longer"                         | "And So It Goes" "With You" "Longer"                         | "And So It Goes" "With You" "Longer"                         | "And So It Goes" "With You" "Longer"                         | "And So It Goes" "With You" "Longer"                         | "And So It Goes" "With You" "Longer"                         | "And So It Goes" "With You" "Longer"                         | "And So It Goes" "With You" "Longer"                         | "And So It Goes" "With You" "Longer"                         | "And So It Goes" "With You" "Longer"                         | "And So It Goes" "With You" "Longer"                         | "And So It Goes" "With You" "Longer"                         | "And So It Goes" "With You" "Longer"                         | "And So It Goes" "With You" "Longer"                         | "And So It Goes" "With You" "Longer"                         | "And So It Goes" "With You" "Longer"                         | "And So It Goes" "With You" "Longer"                         | "And So It Goes" "With You" "Longer"                         | "And So It Goes" "With You" "Longer"                         | "And So It Goes" "With You" "Longer"                         | "And So It Goes" "With You" "Longer"                         | "And So It Goes" "With You" "Longer"                         | "And So It Goes" "With You" "Longer"                         | "And So It Goes" "With You" "Longer"                         | "And So It Goes" "With You" "Longer"                         | "And So It Goes" "With You" "Longer"                         | "And So It Goes" "With You" "Longer"                         | "And So It Goes" "With You" "Longer"                         | "And So It Goes" "With You" "Longer"                         | "And So It Goes" "With You" "Longer"                         | "And So It Goes" "With You" "Longer"                         | "And So It Goes" "With You" "Longer"                         | "And So It Goes" "With You" "Longer"                         | "And So It Goes" "With You" "Longer"                         | "And So It Goes" "With You" "Longer"                         | "And So It Goes" "With You" "Longer"                         | "And So It Goes" "With You" "Longer"                         | "And So It Goes" "With You" "Longer"                         | "And So It Goes" "With You" "Longer"                         | "And So It Goes" "With You" "Longer"                         | "And So It Goes" "With You" "Longer"                         | "And So It Goes" "With You" "Longer"                         | "And So It Goes" "With You" "Longer"                         | "And So It Goes" "With You" "Longer"                         | "And So It Goes" "With You" "Longer"                         | "And So It Goes" "With You" "Longer"                         | "And So It Goes" "With You" "Longer"                         | "And So It Goes" "With You" "Longer"                         | "And So It Goes" "With You" "Longer"                         | "And So It Goes" "With You" "Longer"                         | "And So It Goes" "With You" "Longer"                         | "And So It Goes" "With You" "Longer"                         | "And So It Goes" "With You" "Longer"                         | "And So It Goes" "With You" "Longer"                         | "And So It Goes" "With You" "Longer"                         | "And So It Goes" "With You" "Longer"                         | Billy Joel Chris Brown Dan Fogelberg                 | Billy Joel Chris Brown Dan Fogelberg                 | Billy Joel Chris Brown Dan Fogelberg                 | Billy Joel Chris Brown Dan Fogelberg                 | Billy Joel Chris Brown Dan Fogelberg                 | Billy Joel Chris Brown Dan Fogelberg                 | Billy Joel Chris Brown Dan Fogelberg                 | Billy Joel Chris Brown Dan Fogelberg                 | Billy Joel Chris Brown Dan Fogelberg                 | Billy Joel Chris Brown Dan Fogelberg                 | Billy Joel Chris Brown Dan Fogelberg                 | Billy Joel Chris Brown Dan Fogelberg                 | Billy Joel Chris Brown Dan Fogelberg                 | Billy Joel Chris Brown Dan Fogelberg                 | Billy Joel Chris Brown Dan Fogelberg                 | Billy Joel Chris Brown Dan Fogelberg                 | Billy Joel Chris Brown Dan Fogelberg                 | Billy Joel Chris Brown Dan Fogelberg                 | Billy Joel Chris Brown Dan Fogelberg                 | Billy Joel Chris Brown Dan Fogelberg                 | Billy Joel Chris Brown Dan Fogelberg                 | Billy Joel Chris Brown Dan Fogelberg                 | Billy Joel Chris Brown Dan Fogelberg                 | Billy Joel Chris Brown Dan Fogelberg                 | Billy Joel Chris Brown Dan Fogelberg                 | Billy Joel Chris Brown Dan Fogelberg                 | Billy Joel Chris Brown Dan Fogelberg                 | Billy Joel Chris Brown Dan Fogelberg                 | Billy Joel Chris Brown Dan Fogelberg                 | Billy Joel Chris Brown Dan Fogelberg                 | Billy Joel Chris Brown Dan Fogelberg                 | Billy Joel Chris Brown Dan Fogelberg                 | Billy Joel Chris Brown Dan Fogelberg                 | Billy Joel Chris Brown Dan Fogelberg                 | Billy Joel Chris Brown Dan Fogelberg                 | Billy Joel Chris Brown Dan Fogelberg                 | Billy Joel Chris Brown Dan Fogelberg                 | Billy Joel Chris Brown Dan Fogelberg                 | Billy Joel Chris Brown Dan Fogelberg                 | Billy Joel Chris Brown Dan Fogelberg                 | Billy Joel Chris Brown Dan Fogelberg                 | Billy Joel Chris Brown Dan Fogelberg                 | Billy Joel Chris Brown Dan Fogelberg                 | Billy Joel Chris Brown Dan Fogelberg                 | Billy Joel Chris Brown Dan Fogelberg                 | Billy Joel Chris Brown Dan Fogelberg                 | Billy Joel Chris Brown Dan Fogelberg                 | Billy Joel Chris Brown Dan Fogelberg                 | Billy Joel Chris Brown Dan Fogelberg                 | Billy Joel Chris Brown Dan Fogelberg                 | Billy Joel Chris Brown Dan Fogelberg                 | Billy Joel Chris Brown Dan Fogelberg                 | Billy Joel Chris Brown Dan Fogelberg                 | Billy Joel Chris Brown Dan Fogelberg                 | Billy Joel Chris Brown Dan Fogelberg                 | Billy Joel Chris Brown Dan Fogelberg                 | Billy Joel Chris Brown Dan Fogelberg                 | Billy Joel Chris Brown Dan Fogelberg                 | Billy Joel Chris Brown Dan Fogelberg                 | Billy Joel Chris Brown Dan Fogelberg                 | Billy Joel Chris Brown Dan Fogelberg                 | Billy Joel Chris Brown Dan Fogelberg                 | Billy Joel Chris Brown Dan Fogelberg                 | Billy Joel Chris Brown Dan Fogelberg                 | Billy Joel Chris Brown Dan Fogelberg                 | Billy Joel Chris Brown Dan Fogelberg                 | Billy Joel Chris Brown Dan Fogelberg                 | Billy Joel Chris Brown Dan Fogelberg                 | Billy Joel Chris Brown Dan Fogelberg                 | Billy Joel Chris Brown Dan Fogelberg                 | Billy Joel Chris Brown Dan Fogelberg                 | Billy Joel Chris Brown Dan Fogelberg                 | Billy Joel Chris Brown Dan Fogelberg                 | Billy Joel Chris Brown Dan Fogelberg                 | Billy Joel Chris Brown Dan Fogelberg                 | Billy Joel Chris Brown Dan Fogelberg                 | Billy Joel Chris Brown Dan Fogelberg                 | Billy Joel Chris Brown Dan Fogelberg                 | Billy Joel Chris Brown Dan Fogelberg                 | Billy Joel Chris Brown Dan Fogelberg                 | Billy Joel Chris Brown Dan Fogelberg                 | Billy Joel Chris Brown Dan Fogelberg                 | Billy Joel Chris Brown Dan Fogelberg                 | Billy Joel Chris Brown Dan Fogelberg                 | Billy Joel Chris Brown Dan Fogelberg                 | Billy Joel Chris Brown Dan Fogelberg                 | Billy Joel Chris Brown Dan Fogelberg                 | Billy Joel Chris Brown Dan Fogelberg                 | Billy Joel Chris Brown Dan Fogelberg                 | Billy Joel Chris Brown Dan Fogelberg                 | Billy Joel Chris Brown Dan Fogelberg                 | Billy Joel Chris Brown Dan Fogelberg                 | Billy Joel Chris Brown Dan Fogelberg                 | Billy Joel Chris Brown Dan Fogelberg                 | Billy Joel Chris Brown Dan Fogelberg                 | Billy Joel Chris Brown Dan Fogelberg                 | Billy Joel Chris Brown Dan Fogelberg                 | Billy Joel Chris Brown Dan Fogelberg                 | Billy Joel Chris Brown Dan Fogelberg                 | Billy Joel Chris Brown Dan Fogelberg                 | 1 4 7     | 1 4 7     | 1 4 7     | 1 4 7     | 1 4 7     | 1 4 7     | 1 4 7     | 1 4 7     | 1 4 7     | 1 4 7     | 1 4 7     | 1 4 7     | 1 4 7     | 1 4 7     | 1 4 7     | 1 4 7     | 1 4 7     | 1 4 7     | 1 4 7     | 1 4 7     | 1 4 7     | 1 4 7     | 1 4 7     | 1 4 7     | 1 4 7     | 1 4 7     | 1 4 7     | 1 4 7     | 1 4 7     | 1 4 7     | 1 4 7     | 1 4 7     | 1 4 7     | 1 4 7     | 1 4 7     | 1 4 7     | 1 4 7     | 1 4 7     | 1 4 7     | 1 4 7     | 1 4 7     | 1 4 7     | 1 4 7     | 1 4 7     | 1 4 7     | 1 4 7     | 1 4 7     | 1 4 7     | 1 4 7     | 1 4 7     | 1 4 7     | 1 4 7     | 1 4 7     | 1 4 7     | 1 4 7     | 1 4 7     | 1 4 7     | 1 4 7     | 1 4 7     | 1 4 7     | 1 4 7     | 1 4 7     | 1 4 7     | 1 4 7     | 1 4 7     | 1 4 7     | 1 4 7     | 1 4 7     | 1 4 7     | 1 4 7     | 1 4 7     | 1 4 7     | 1 4 7     | 1 4 7     | 1 4 7     | 1 4 7     | 1 4 7     | 1 4 7     | 1 4 7     | 1 4 7     | 1 4 7     | 1 4 7     | 1 4 7     | 1 4 7     | 1 4 7     | 1 4 7     | 1 4 7     | 1 4 7     | 1 4 7     | 1 4 7     | 1 4 7     | 1 4 7     | 1 4 7     | 1 4 7     | 1 4 7     | 1 4 7     | 1 4 7     | 1 4 7     | 1 4 7     | 1 4 7     | Bezpieczny     | Bezpieczny     | Bezpieczny     | Bezpieczny     | Bezpieczny     | Bezpieczny     | Bezpieczny     | Bezpieczny     | Bezpieczny     | Bezpieczny     | Bezpieczny     | Bezpieczny     | Bezpieczny     | Bezpieczny     | Bezpieczny     | Bezpieczny     | Bezpieczny     | Bezpieczny     | Bezpieczny     | Bezpieczny     | Bezpieczny     | Bezpieczny     | Bezpieczny     | Bezpieczny     | Bezpieczny     | Bezpieczny     | Bezpieczny     | Bezpieczny     | Bezpieczny     | Bezpieczny     | Bezpieczny     | Bezpieczny     | Bezpieczny     | Bezpieczny     | Bezpieczny     | Bezpieczny     | Bezpieczny     | Bezpieczny     | Bezpieczny     | Bezpieczny     | Bezpieczny     | Bezpieczny     | Bezpieczny     | Bezpieczny     | Bezpieczny     | Bezpieczny     | Bezpieczny     | Bezpieczny     | Bezpieczny     | Bezpieczny     | Bezpieczny     | Bezpieczny     | Bezpieczny     | Bezpieczny     | Bezpieczny     | Bezpieczny     | Bezpieczny     | Bezpieczny     | Bezpieczny     | Bezpieczny     | Bezpieczny     | Bezpieczny     | Bezpieczny     | Bezpieczny     | Bezpieczny     | Bezpieczny     | Bezpieczny     | Bezpieczny     | Bezpieczny     | Bezpieczny     | Bezpieczny     | Bezpieczny     | Bezpieczny     | Bezpieczny     | Bezpieczny     | Bezpieczny     | Bezpieczny     | Bezpieczny     | Bezpieczny     | Bezpieczny     | Bezpieczny     | Bezpieczny     | Bezpieczny     | Bezpieczny     | Bezpieczny     | Bezpieczny     | Bezpieczny     | Bezpieczny     | Bezpieczny     | Bezpieczny     | Bezpieczny     | Bezpieczny     | Bezpieczny     | Bezpieczny     | Bezpieczny     | Bezpieczny     | Bezpieczny     | Bezpieczny     | Bezpieczny     | Bezpieczny     |
| FINAŁ         | FINAŁ         | FINAŁ         | FINAŁ         | FINAŁ         | FINAŁ         | FINAŁ         | FINAŁ         | FINAŁ         | FINAŁ         | FINAŁ         | FINAŁ         | FINAŁ         | FINAŁ         | FINAŁ         | FINAŁ         | FINAŁ         | FINAŁ         | FINAŁ         | FINAŁ         | FINAŁ         | FINAŁ         | FINAŁ         | FINAŁ         | FINAŁ         | FINAŁ         | FINAŁ         | FINAŁ         | FINAŁ         | FINAŁ         | FINAŁ         | FINAŁ         | FINAŁ         | FINAŁ         | FINAŁ         | FINAŁ         | FINAŁ         | FINAŁ         | FINAŁ         | FINAŁ         | FINAŁ         | FINAŁ         | FINAŁ         | FINAŁ         | FINAŁ         | FINAŁ         | FINAŁ         | FINAŁ         | FINAŁ         | FINAŁ         | FINAŁ         | FINAŁ         | FINAŁ         | FINAŁ         | FINAŁ         | FINAŁ         | FINAŁ         | FINAŁ         | FINAŁ         | FINAŁ         | FINAŁ         | FINAŁ         | FINAŁ         | FINAŁ         | FINAŁ         | FINAŁ         | FINAŁ         | FINAŁ         | FINAŁ         | FINAŁ         | FINAŁ         | FINAŁ         | FINAŁ         | FINAŁ         | FINAŁ         | FINAŁ         | FINAŁ         | FINAŁ         | FINAŁ         | FINAŁ         | FINAŁ         | FINAŁ         | FINAŁ         | FINAŁ         | FINAŁ         | FINAŁ         | FINAŁ         | FINAŁ         | FINAŁ         | FINAŁ         | FINAŁ         | FINAŁ         | FINAŁ         | FINAŁ         | FINAŁ         | FINAŁ         | FINAŁ         | FINAŁ         | FINAŁ         | FINAŁ         | Wybór producentów (Clive Davis) Nowa piosenka Wybór uczestnika | Wybór producentów (Clive Davis) Nowa piosenka Wybór uczestnika | Wybór producentów (Clive Davis) Nowa piosenka Wybór uczestnika | Wybór producentów (Clive Davis) Nowa piosenka Wybór uczestnika | Wybór producentów (Clive Davis) Nowa piosenka Wybór uczestnika | Wybór producentów (Clive Davis) Nowa piosenka Wybór uczestnika | Wybór producentów (Clive Davis) Nowa piosenka Wybór uczestnika | Wybór producentów (Clive Davis) Nowa piosenka Wybór uczestnika | Wybór producentów (Clive Davis) Nowa piosenka Wybór uczestnika | Wybór producentów (Clive Davis) Nowa piosenka Wybór uczestnika | Wybór producentów (Clive Davis) Nowa piosenka Wybór uczestnika | Wybór producentów (Clive Davis) Nowa piosenka Wybór uczestnika | Wybór producentów (Clive Davis) Nowa piosenka Wybór uczestnika | Wybór producentów (Clive Davis) Nowa piosenka Wybór uczestnika | Wybór producentów (Clive Davis) Nowa piosenka Wybór uczestnika | Wybór producentów (Clive Davis) Nowa piosenka Wybór uczestnika | Wybór producentów (Clive Davis) Nowa piosenka Wybór uczestnika | Wybór producentów (Clive Davis) Nowa piosenka Wybór uczestnika | Wybór producentów (Clive Davis) Nowa piosenka Wybór uczestnika | Wybór producentów (Clive Davis) Nowa piosenka Wybór uczestnika | Wybór producentów (Clive Davis) Nowa piosenka Wybór uczestnika | Wybór producentów (Clive Davis) Nowa piosenka Wybór uczestnika | Wybór producentów (Clive Davis) Nowa piosenka Wybór uczestnika | Wybór producentów (Clive Davis) Nowa piosenka Wybór uczestnika | Wybór producentów (Clive Davis) Nowa piosenka Wybór uczestnika | Wybór producentów (Clive Davis) Nowa piosenka Wybór uczestnika | Wybór producentów (Clive Davis) Nowa piosenka Wybór uczestnika | Wybór producentów (Clive Davis) Nowa piosenka Wybór uczestnika | Wybór producentów (Clive Davis) Nowa piosenka Wybór uczestnika | Wybór producentów (Clive Davis) Nowa piosenka Wybór uczestnika | Wybór producentów (Clive Davis) Nowa piosenka Wybór uczestnika | Wybór producentów (Clive Davis) Nowa piosenka Wybór uczestnika | Wybór producentów (Clive Davis) Nowa piosenka Wybór uczestnika | Wybór producentów (Clive Davis) Nowa piosenka Wybór uczestnika | Wybór producentów (Clive Davis) Nowa piosenka Wybór uczestnika | Wybór producentów (Clive Davis) Nowa piosenka Wybór uczestnika | Wybór producentów (Clive Davis) Nowa piosenka Wybór uczestnika | Wybór producentów (Clive Davis) Nowa piosenka Wybór uczestnika | Wybór producentów (Clive Davis) Nowa piosenka Wybór uczestnika | Wybór producentów (Clive Davis) Nowa piosenka Wybór uczestnika | Wybór producentów (Clive Davis) Nowa piosenka Wybór uczestnika | Wybór producentów (Clive Davis) Nowa piosenka Wybór uczestnika | Wybór producentów (Clive Davis) Nowa piosenka Wybór uczestnika | Wybór producentów (Clive Davis) Nowa piosenka Wybór uczestnika | Wybór producentów (Clive Davis) Nowa piosenka Wybór uczestnika | Wybór producentów (Clive Davis) Nowa piosenka Wybór uczestnika | Wybór producentów (Clive Davis) Nowa piosenka Wybór uczestnika | Wybór producentów (Clive Davis) Nowa piosenka Wybór uczestnika | Wybór producentów (Clive Davis) Nowa piosenka Wybór uczestnika | Wybór producentów (Clive Davis) Nowa piosenka Wybór uczestnika | Wybór producentów (Clive Davis) Nowa piosenka Wybór uczestnika | Wybór producentów (Clive Davis) Nowa piosenka Wybór uczestnika | Wybór producentów (Clive Davis) Nowa piosenka Wybór uczestnika | Wybór producentów (Clive Davis) Nowa piosenka Wybór uczestnika | Wybór producentów (Clive Davis) Nowa piosenka Wybór uczestnika | Wybór producentów (Clive Davis) Nowa piosenka Wybór uczestnika | Wybór producentów (Clive Davis) Nowa piosenka Wybór uczestnika | Wybór producentów (Clive Davis) Nowa piosenka Wybór uczestnika | Wybór producentów (Clive Davis) Nowa piosenka Wybór uczestnika | Wybór producentów (Clive Davis) Nowa piosenka Wybór uczestnika | Wybór producentów (Clive Davis) Nowa piosenka Wybór uczestnika | Wybór producentów (Clive Davis) Nowa piosenka Wybór uczestnika | Wybór producentów (Clive Davis) Nowa piosenka Wybór uczestnika | Wybór producentów (Clive Davis) Nowa piosenka Wybór uczestnika | Wybór producentów (Clive Davis) Nowa piosenka Wybór uczestnika | Wybór producentów (Clive Davis) Nowa piosenka Wybór uczestnika | Wybór producentów (Clive Davis) Nowa piosenka Wybór uczestnika | Wybór producentów (Clive Davis) Nowa piosenka Wybór uczestnika | Wybór producentów (Clive Davis) Nowa piosenka Wybór uczestnika | Wybór producentów (Clive Davis) Nowa piosenka Wybór uczestnika | Wybór producentów (Clive Davis) Nowa piosenka Wybór uczestnika | Wybór producentów (Clive Davis) Nowa piosenka Wybór uczestnika | Wybór producentów (Clive Davis) Nowa piosenka Wybór uczestnika | Wybór producentów (Clive Davis) Nowa piosenka Wybór uczestnika | Wybór producentów (Clive Davis) Nowa piosenka Wybór uczestnika | Wybór producentów (Clive Davis) Nowa piosenka Wybór uczestnika | Wybór producentów (Clive Davis) Nowa piosenka Wybór uczestnika | Wybór producentów (Clive Davis) Nowa piosenka Wybór uczestnika | Wybór producentów (Clive Davis) Nowa piosenka Wybór uczestnika | Wybór producentów (Clive Davis) Nowa piosenka Wybór uczestnika | Wybór producentów (Clive Davis) Nowa piosenka Wybór uczestnika | Wybór producentów (Clive Davis) Nowa piosenka Wybór uczestnika | Wybór producentów (Clive Davis) Nowa piosenka Wybór uczestnika | Wybór producentów (Clive Davis) Nowa piosenka Wybór uczestnika | Wybór producentów (Clive Davis) Nowa piosenka Wybór uczestnika | Wybór producentów (Clive Davis) Nowa piosenka Wybór uczestnika | Wybór producentów (Clive Davis) Nowa piosenka Wybór uczestnika | Wybór producentów (Clive Davis) Nowa piosenka Wybór uczestnika | Wybór producentów (Clive Davis) Nowa piosenka Wybór uczestnika | Wybór producentów (Clive Davis) Nowa piosenka Wybór uczestnika | Wybór producentów (Clive Davis) Nowa piosenka Wybór uczestnika | Wybór producentów (Clive Davis) Nowa piosenka Wybór uczestnika | Wybór producentów (Clive Davis) Nowa piosenka Wybór uczestnika | Wybór producentów (Clive Davis) Nowa piosenka Wybór uczestnika | Wybór producentów (Clive Davis) Nowa piosenka Wybór uczestnika | Wybór producentów (Clive Davis) Nowa piosenka Wybór uczestnika | Wybór producentów (Clive Davis) Nowa piosenka Wybór uczestnika | Wybór producentów (Clive Davis) Nowa piosenka Wybór uczestnika | Wybór producentów (Clive Davis) Nowa piosenka Wybór uczestnika | Wybór producentów (Clive Davis) Nowa piosenka Wybór uczestnika | "Don't Let the Sun Go Down on Me" "In This Moment" "Imagine" | "Don't Let the Sun Go Down on Me" "In This Moment" "Imagine" | "Don't Let the Sun Go Down on Me" "In This Moment" "Imagine" | "Don't Let the Sun Go Down on Me" "In This Moment" "Imagine" | "Don't Let the Sun Go Down on Me" "In This Moment" "Imagine" | "Don't Let the Sun Go Down on Me" "In This Moment" "Imagine" | "Don't Let the Sun Go Down on Me" "In This Moment" "Imagine" | "Don't Let the Sun Go Down on Me" "In This Moment" "Imagine" | "Don't Let the Sun Go Down on Me" "In This Moment" "Imagine" | "Don't Let the Sun Go Down on Me" "In This Moment" "Imagine" | "Don't Let the Sun Go Down on Me" "In This Moment" "Imagine" | "Don't Let the Sun Go Down on Me" "In This Moment" "Imagine" | "Don't Let the Sun Go Down on Me" "In This Moment" "Imagine" | "Don't Let the Sun Go Down on Me" "In This Moment" "Imagine" | "Don't Let the Sun Go Down on Me" "In This Moment" "Imagine" | "Don't Let the Sun Go Down on Me" "In This Moment" "Imagine" | "Don't Let the Sun Go Down on Me" "In This Moment" "Imagine" | "Don't Let the Sun Go Down on Me" "In This Moment" "Imagine" | "Don't Let the Sun Go Down on Me" "In This Moment" "Imagine" | "Don't Let the Sun Go Down on Me" "In This Moment" "Imagine" | "Don't Let the Sun Go Down on Me" "In This Moment" "Imagine" | "Don't Let the Sun Go Down on Me" "In This Moment" "Imagine" | "Don't Let the Sun Go Down on Me" "In This Moment" "Imagine" | "Don't Let the Sun Go Down on Me" "In This Moment" "Imagine" | "Don't Let the Sun Go Down on Me" "In This Moment" "Imagine" | "Don't Let the Sun Go Down on Me" "In This Moment" "Imagine" | "Don't Let the Sun Go Down on Me" "In This Moment" "Imagine" | "Don't Let the Sun Go Down on Me" "In This Moment" "Imagine" | "Don't Let the Sun Go Down on Me" "In This Moment" "Imagine" | "Don't Let the Sun Go Down on Me" "In This Moment" "Imagine" | "Don't Let the Sun Go Down on Me" "In This Moment" "Imagine" | "Don't Let the Sun Go Down on Me" "In This Moment" "Imagine" | "Don't Let the Sun Go Down on Me" "In This Moment" "Imagine" | "Don't Let the Sun Go Down on Me" "In This Moment" "Imagine" | "Don't Let the Sun Go Down on Me" "In This Moment" "Imagine" | "Don't Let the Sun Go Down on Me" "In This Moment" "Imagine" | "Don't Let the Sun Go Down on Me" "In This Moment" "Imagine" | "Don't Let the Sun Go Down on Me" "In This Moment" "Imagine" | "Don't Let the Sun Go Down on Me" "In This Moment" "Imagine" | "Don't Let the Sun Go Down on Me" "In This Moment" "Imagine" | "Don't Let the Sun Go Down on Me" "In This Moment" "Imagine" | "Don't Let the Sun Go Down on Me" "In This Moment" "Imagine" | "Don't Let the Sun Go Down on Me" "In This Moment" "Imagine" | "Don't Let the Sun Go Down on Me" "In This Moment" "Imagine" | "Don't Let the Sun Go Down on Me" "In This Moment" "Imagine" | "Don't Let the Sun Go Down on Me" "In This Moment" "Imagine" | "Don't Let the Sun Go Down on Me" "In This Moment" "Imagine" | "Don't Let the Sun Go Down on Me" "In This Moment" "Imagine" | "Don't Let the Sun Go Down on Me" "In This Moment" "Imagine" | "Don't Let the Sun Go Down on Me" "In This Moment" "Imagine" | "Don't Let the Sun Go Down on Me" "In This Moment" "Imagine" | "Don't Let the Sun Go Down on Me" "In This Moment" "Imagine" | "Don't Let the Sun Go Down on Me" "In This Moment" "Imagine" | "Don't Let the Sun Go Down on Me" "In This Moment" "Imagine" | "Don't Let the Sun Go Down on Me" "In This Moment" "Imagine" | "Don't Let the Sun Go Down on Me" "In This Moment" "Imagine" | "Don't Let the Sun Go Down on Me" "In This Moment" "Imagine" | "Don't Let the Sun Go Down on Me" "In This Moment" "Imagine" | "Don't Let the Sun Go Down on Me" "In This Moment" "Imagine" | "Don't Let the Sun Go Down on Me" "In This Moment" "Imagine" | "Don't Let the Sun Go Down on Me" "In This Moment" "Imagine" | "Don't Let the Sun Go Down on Me" "In This Moment" "Imagine" | "Don't Let the Sun Go Down on Me" "In This Moment" "Imagine" | "Don't Let the Sun Go Down on Me" "In This Moment" "Imagine" | "Don't Let the Sun Go Down on Me" "In This Moment" "Imagine" | "Don't Let the Sun Go Down on Me" "In This Moment" "Imagine" | "Don't Let the Sun Go Down on Me" "In This Moment" "Imagine" | "Don't Let the Sun Go Down on Me" "In This Moment" "Imagine" | "Don't Let the Sun Go Down on Me" "In This Moment" "Imagine" | "Don't Let the Sun Go Down on Me" "In This Moment" "Imagine" | "Don't Let the Sun Go Down on Me" "In This Moment" "Imagine" | "Don't Let the Sun Go Down on Me" "In This Moment" "Imagine" | "Don't Let the Sun Go Down on Me" "In This Moment" "Imagine" | "Don't Let the Sun Go Down on Me" "In This Moment" "Imagine" | "Don't Let the Sun Go Down on Me" "In This Moment" "Imagine" | "Don't Let the Sun Go Down on Me" "In This Moment" "Imagine" | "Don't Let the Sun Go Down on Me" "In This Moment" "Imagine" | "Don't Let the Sun Go Down on Me" "In This Moment" "Imagine" | "Don't Let the Sun Go Down on Me" "In This Moment" "Imagine" | "Don't Let the Sun Go Down on Me" "In This Moment" "Imagine" | "Don't Let the Sun Go Down on Me" "In This Moment" "Imagine" | "Don't Let the Sun Go Down on Me" "In This Moment" "Imagine" | "Don't Let the Sun Go Down on Me" "In This Moment" "Imagine" | "Don't Let the Sun Go Down on Me" "In This Moment" "Imagine" | "Don't Let the Sun Go Down on Me" "In This Moment" "Imagine" | "Don't Let the Sun Go Down on Me" "In This Moment" "Imagine" | "Don't Let the Sun Go Down on Me" "In This Moment" "Imagine" | "Don't Let the Sun Go Down on Me" "In This Moment" "Imagine" | "Don't Let the Sun Go Down on Me" "In This Moment" "Imagine" | "Don't Let the Sun Go Down on Me" "In This Moment" "Imagine" | "Don't Let the Sun Go Down on Me" "In This Moment" "Imagine" | "Don't Let the Sun Go Down on Me" "In This Moment" "Imagine" | "Don't Let the Sun Go Down on Me" "In This Moment" "Imagine" | "Don't Let the Sun Go Down on Me" "In This Moment" "Imagine" | "Don't Let the Sun Go Down on Me" "In This Moment" "Imagine" | "Don't Let the Sun Go Down on Me" "In This Moment" "Imagine" | "Don't Let the Sun Go Down on Me" "In This Moment" "Imagine" | "Don't Let the Sun Go Down on Me" "In This Moment" "Imagine" | "Don't Let the Sun Go Down on Me" "In This Moment" "Imagine" | "Don't Let the Sun Go Down on Me" "In This Moment" "Imagine" | Elton John Napisana przez Ryana Gillmora John Lennon | Elton John Napisana przez Ryana Gillmora John Lennon | Elton John Napisana przez Ryana Gillmora John Lennon | Elton John Napisana przez Ryana Gillmora John Lennon | Elton John Napisana przez Ryana Gillmora John Lennon | Elton John Napisana przez Ryana Gillmora John Lennon | Elton John Napisana przez Ryana Gillmora John Lennon | Elton John Napisana przez Ryana Gillmora John Lennon | Elton John Napisana przez Ryana Gillmora John Lennon | Elton John Napisana przez Ryana Gillmora John Lennon | Elton John Napisana przez Ryana Gillmora John Lennon | Elton John Napisana przez Ryana Gillmora John Lennon | Elton John Napisana przez Ryana Gillmora John Lennon | Elton John Napisana przez Ryana Gillmora John Lennon | Elton John Napisana przez Ryana Gillmora John Lennon | Elton John Napisana przez Ryana Gillmora John Lennon | Elton John Napisana przez Ryana Gillmora John Lennon | Elton John Napisana przez Ryana Gillmora John Lennon | Elton John Napisana przez Ryana Gillmora John Lennon | Elton John Napisana przez Ryana Gillmora John Lennon | Elton John Napisana przez Ryana Gillmora John Lennon | Elton John Napisana przez Ryana Gillmora John Lennon | Elton John Napisana przez Ryana Gillmora John Lennon | Elton John Napisana przez Ryana Gillmora John Lennon | Elton John Napisana przez Ryana Gillmora John Lennon | Elton John Napisana przez Ryana Gillmora John Lennon | Elton John Napisana przez Ryana Gillmora John Lennon | Elton John Napisana przez Ryana Gillmora John Lennon | Elton John Napisana przez Ryana Gillmora John Lennon | Elton John Napisana przez Ryana Gillmora John Lennon | Elton John Napisana przez Ryana Gillmora John Lennon | Elton John Napisana przez Ryana Gillmora John Lennon | Elton John Napisana przez Ryana Gillmora John Lennon | Elton John Napisana przez Ryana Gillmora John Lennon | Elton John Napisana przez Ryana Gillmora John Lennon | Elton John Napisana przez Ryana Gillmora John Lennon | Elton John Napisana przez Ryana Gillmora John Lennon | Elton John Napisana przez Ryana Gillmora John Lennon | Elton John Napisana przez Ryana Gillmora John Lennon | Elton John Napisana przez Ryana Gillmora John Lennon | Elton John Napisana przez Ryana Gillmora John Lennon | Elton John Napisana przez Ryana Gillmora John Lennon | Elton John Napisana przez Ryana Gillmora John Lennon | Elton John Napisana przez Ryana Gillmora John Lennon | Elton John Napisana przez Ryana Gillmora John Lennon | Elton John Napisana przez Ryana Gillmora John Lennon | Elton John Napisana przez Ryana Gillmora John Lennon | Elton John Napisana przez Ryana Gillmora John Lennon | Elton John Napisana przez Ryana Gillmora John Lennon | Elton John Napisana przez Ryana Gillmora John Lennon | Elton John Napisana przez Ryana Gillmora John Lennon | Elton John Napisana przez Ryana Gillmora John Lennon | Elton John Napisana przez Ryana Gillmora John Lennon | Elton John Napisana przez Ryana Gillmora John Lennon | Elton John Napisana przez Ryana Gillmora John Lennon | Elton John Napisana przez Ryana Gillmora John Lennon | Elton John Napisana przez Ryana Gillmora John Lennon | Elton John Napisana przez Ryana Gillmora John Lennon | Elton John Napisana przez Ryana Gillmora John Lennon | Elton John Napisana przez Ryana Gillmora John Lennon | Elton John Napisana przez Ryana Gillmora John Lennon | Elton John Napisana przez Ryana Gillmora John Lennon | Elton John Napisana przez Ryana Gillmora John Lennon | Elton John Napisana przez Ryana Gillmora John Lennon | Elton John Napisana przez Ryana Gillmora John Lennon | Elton John Napisana przez Ryana Gillmora John Lennon | Elton John Napisana przez Ryana Gillmora John Lennon | Elton John Napisana przez Ryana Gillmora John Lennon | Elton John Napisana przez Ryana Gillmora John Lennon | Elton John Napisana przez Ryana Gillmora John Lennon | Elton John Napisana przez Ryana Gillmora John Lennon | Elton John Napisana przez Ryana Gillmora John Lennon | Elton John Napisana przez Ryana Gillmora John Lennon | Elton John Napisana przez Ryana Gillmora John Lennon | Elton John Napisana przez Ryana Gillmora John Lennon | Elton John Napisana przez Ryana Gillmora John Lennon | Elton John Napisana przez Ryana Gillmora John Lennon | Elton John Napisana przez Ryana Gillmora John Lennon | Elton John Napisana przez Ryana Gillmora John Lennon | Elton John Napisana przez Ryana Gillmora John Lennon | Elton John Napisana przez Ryana Gillmora John Lennon | Elton John Napisana przez Ryana Gillmora John Lennon | Elton John Napisana przez Ryana Gillmora John Lennon | Elton John Napisana przez Ryana Gillmora John Lennon | Elton John Napisana przez Ryana Gillmora John Lennon | Elton John Napisana przez Ryana Gillmora John Lennon | Elton John Napisana przez Ryana Gillmora John Lennon | Elton John Napisana przez Ryana Gillmora John Lennon | Elton John Napisana przez Ryana Gillmora John Lennon | Elton John Napisana przez Ryana Gillmora John Lennon | Elton John Napisana przez Ryana Gillmora John Lennon | Elton John Napisana przez Ryana Gillmora John Lennon | Elton John Napisana przez Ryana Gillmora John Lennon | Elton John Napisana przez Ryana Gillmora John Lennon | Elton John Napisana przez Ryana Gillmora John Lennon | Elton John Napisana przez Ryana Gillmora John Lennon | Elton John Napisana przez Ryana Gillmora John Lennon | Elton John Napisana przez Ryana Gillmora John Lennon | Elton John Napisana przez Ryana Gillmora John Lennon | Elton John Napisana przez Ryana Gillmora John Lennon | 2 4 6     | 2 4 6     | 2 4 6     | 2 4 6     | 2 4 6     | 2 4 6     | 2 4 6     | 2 4 6     | 2 4 6     | 2 4 6     | 2 4 6     | 2 4 6     | 2 4 6     | 2 4 6     | 2 4 6     | 2 4 6     | 2 4 6     | 2 4 6     | 2 4 6     | 2 4 6     | 2 4 6     | 2 4 6     | 2 4 6     | 2 4 6     | 2 4 6     | 2 4 6     | 2 4 6     | 2 4 6     | 2 4 6     | 2 4 6     | 2 4 6     | 2 4 6     | 2 4 6     | 2 4 6     | 2 4 6     | 2 4 6     | 2 4 6     | 2 4 6     | 2 4 6     | 2 4 6     | 2 4 6     | 2 4 6     | 2 4 6     | 2 4 6     | 2 4 6     | 2 4 6     | 2 4 6     | 2 4 6     | 2 4 6     | 2 4 6     | 2 4 6     | 2 4 6     | 2 4 6     | 2 4 6     | 2 4 6     | 2 4 6     | 2 4 6     | 2 4 6     | 2 4 6     | 2 4 6     | 2 4 6     | 2 4 6     | 2 4 6     | 2 4 6     | 2 4 6     | 2 4 6     | 2 4 6     | 2 4 6     | 2 4 6     | 2 4 6     | 2 4 6     | 2 4 6     | 2 4 6     | 2 4 6     | 2 4 6     | 2 4 6     | 2 4 6     | 2 4 6     | 2 4 6     | 2 4 6     | 2 4 6     | 2 4 6     | 2 4 6     | 2 4 6     | 2 4 6     | 2 4 6     | 2 4 6     | 2 4 6     | 2 4 6     | 2 4 6     | 2 4 6     | 2 4 6     | 2 4 6     | 2 4 6     | 2 4 6     | 2 4 6     | 2 4 6     | 2 4 6     | 2 4 6     | 2 4 6     | Drugie miejsce | Drugie miejsce | Drugie miejsce | Drugie miejsce | Drugie miejsce | Drugie miejsce | Drugie miejsce | Drugie miejsce | Drugie miejsce | Drugie miejsce | Drugie miejsce | Drugie miejsce | Drugie miejsce | Drugie miejsce | Drugie miejsce | Drugie miejsce | Drugie miejsce | Drugie miejsce | Drugie miejsce | Drugie miejsce | Drugie miejsce | Drugie miejsce | Drugie miejsce | Drugie miejsce | Drugie miejsce | Drugie miejsce | Drugie miejsce | Drugie miejsce | Drugie miejsce | Drugie miejsce | Drugie miejsce | Drugie miejsce | Drugie miejsce | Drugie miejsce | Drugie miejsce | Drugie miejsce | Drugie miejsce | Drugie miejsce | Drugie miejsce | Drugie miejsce | Drugie miejsce | Drugie miejsce | Drugie miejsce | Drugie miejsce | Drugie miejsce | Drugie miejsce | Drugie miejsce | Drugie miejsce | Drugie miejsce | Drugie miejsce | Drugie miejsce | Drugie miejsce | Drugie miejsce | Drugie miejsce | Drugie miejsce | Drugie miejsce | Drugie miejsce | Drugie miejsce | Drugie miejsce | Drugie miejsce | Drugie miejsce | Drugie miejsce | Drugie miejsce | Drugie miejsce | Drugie miejsce | Drugie miejsce | Drugie miejsce | Drugie miejsce | Drugie miejsce | Drugie miejsce | Drugie miejsce | Drugie miejsce | Drugie miejsce | Drugie miejsce | Drugie miejsce | Drugie miejsce | Drugie miejsce | Drugie miejsce | Drugie miejsce | Drugie miejsce | Drugie miejsce | Drugie miejsce | Drugie miejsce | Drugie miejsce | Drugie miejsce | Drugie miejsce | Drugie miejsce | Drugie miejsce | Drugie miejsce | Drugie miejsce | Drugie miejsce | Drugie miejsce | Drugie miejsce | Drugie miejsce | Drugie miejsce | Drugie miejsce | Drugie miejsce | Drugie miejsce | Drugie miejsce | Drugie miejsce |

## Dyskografia

### Albumy
| 2008                                                 | David Archuleta * Debiutancki album - Wydany: 11 listopada 2008 (USA) - Wytwórnia: Jive/Zomba | 2 | 14 | - RIAA: Złota płyta - Sprzedaż w USA: 610 000 |
| "– "oznacza, iż album nie zajął pozycji w notowaniu. |                                                                                               |   |    |                                               |

### Single
| Rok                                                    | Singiel                        | Najwyższa pozycja na liście | Najwyższa pozycja na liście | Najwyższa pozycja na liście | Najwyższa pozycja na liście | Najwyższa pozycja na liście | Najwyższa pozycja na liście | Album           |
| Rok                                                    | Singiel                        | US Hot                      | US Pop                      | US AC                       | US T40 Main                 | US Adult                    | CAN                         | Album           |
| ------------------------------------------------------ | ------------------------------ | --------------------------- | --------------------------- | --------------------------- | --------------------------- | --------------------------- | --------------------------- | --------------- |
| 2008                                                   | "Crush"                        | 2                           | 12                          | 6                           | 13                          | 15                          | 7                           | David Archuleta |
| 2009                                                   | "A Little Too Not Over You"[A] | 114                         | 76                          | —                           | —                           | —                           | —                           | David Archuleta |
| "—" oznacza, iż singiel nie zajął pozycji w notowaniu. |                                |                             |                             |                             |                             |                             |                             |                 |

### Inne piosenki z list
| Rok                                                    | Singiel                           | Najwyższa pozycja na liście | Najwyższa pozycja na liście | Najwyższa pozycja na liście | Album                   |
| Rok                                                    | Singiel                           | US Hot                      | US Pop                      | CAN                         | Album                   |
| ------------------------------------------------------ | --------------------------------- | --------------------------- | --------------------------- | --------------------------- | ----------------------- |
| 2008                                                   | "Imagine"                         | 36                          | 35                          | 31                          | Występy w American Idol |
| 2008                                                   | "Don't Let the Sun Go Down on Me" | 58                          | 41                          | 50                          | Występy w American Idol |
| 2008                                                   | "In This Moment"                  | 60                          | 43                          | 56                          | Występy w American Idol |
| 2008                                                   | "Longer"                          | 115                         | 97                          | —                           | Występy w American Idol |
| 2008                                                   | "Think of Me"                     | 119                         | —                           | —                           | Występy w American Idol |
| 2008                                                   | "Angels"                          | 89                          | —                           | 64                          | David Archuleta         |
| "—" oznacza, iż singiel nie zajął pozycji w notowaniu. |                                   |                             |                             |                             |                         |